# 김규식

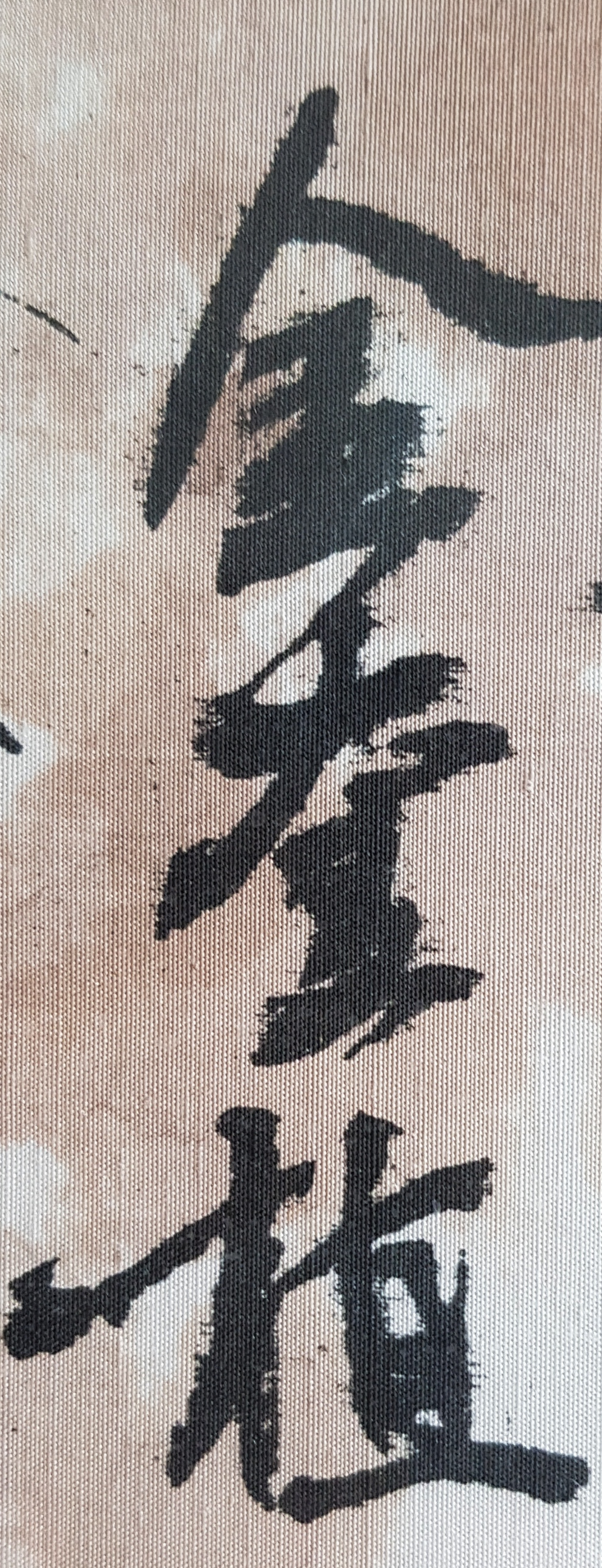
김규식의 필체

김규식(金奎植, 1881년 1월 29일~1950년 12월 10일)은 대한제국의 학자·종교인·교육자, 일제강점기의 독립운동가·통일운동가·정치인·학자·시인·사회운동가·교육자, 대한민국의 정치인·종교인이다. 1989년 건국훈장 대한민국장이 추서되었다.
본적은 경상남도 동래군이나 부친이 관리로 집무하던 중 태어난 출생지는 강원도 홍천군이다. 노론 중신인 김상로, 김재로, 김치인, 김종수 등의 방계 후손이다. 언더우드 선교사의 비서, 경신학교의 교수와 학감 등을 지내고 미국에 유학하였다. 1918년 파리 강화회담에 신한청년당의 대표로 파견되어 이후 10여년간 외교 무대에서 종횡무진으로 활약하며 한국의 독립운동이 국제 승인을 받도록 하기 위하여 심혈을 기울였다. 1919년부터 상해 임시정부 외무총장, 파리위원부 위원장, 대한민국 임시정부(임정) 학무총장, 구미위원부 위원장과 부위원장 등을 역임하였다. 1921년 임정의 창조파와 개조파를 놓고 갈등할 때는 창조파의 입장에 섰다. 그 뒤 임정을 떠나 독립운동단체의 통합노력과 교육 활동 등을 하다가 1933년 외무부장으로 복귀하였다. 좌우합작의 일환으로 1935년 조선민족혁명당 재창당을 주도하였고, 그 뒤 다시 임정을 떠났다가 1942년 선전부장으로 복귀하였고 1944년부터 1947년까지 대한민국 임시정부 부주석을 역임하였으며 주로 외교독립활동을 전개하였다.
광복 직후 신탁 통치 반대 운동에 가담하였으나, 1946년 미소공동위원회 때부터 적극적인 반탁론을 보류하고 先과도정부수립 後탁치논의를 주장하며 미소공위에도 협조하였다. 1946년 여운형과 함께 좌우합작운동을 주도하였다. 1946년 남조선과도입법의원 의장, 1947년 민족자주연맹 위원장을 역임했다. 1948년 남한 단독 총선거 반대 입장을 표명하고 김구, 조소앙 등과 함께 북한으로 건너가 남북협상에 참여하였다. 남북협상을 마치고 귀환한 후 총선거 불반대 불참가 입장으로 바꾸고 민족자주연맹 당원들에게 총선거 출마를 권고하기도 했다. 1950년 6.25 전쟁 중 납북되어 병으로 사망하였다.
교명(敎名)은 요한(Johann), 아호는 우사(尤史), 죽적(竹笛) 등이다. 본관은 청풍(淸風). 중국에서 활동할 당시의 가명은 김성(金成), 김중문(金仲文), 김일민(金一民), 여일민(余一民), 왕개석(王介石) 등이며, '변갑'이라는 별칭도 있었다.

## 어린 시절

### 출생과 가계
김규식은 조선 경상도 동래부사인 아버지 김지성(金智性, 아명 김용원)과 어머니 경주 이씨(慶州 李氏)의 셋째 아들로 출생하였다. 출생하자마자 동래부를 떠나 경상도 양산에서 잠시 유아기를 보낸 적이 있는 그는 결국 아버지 김지성(김용원)을 따라 그는 본가가 있는 강원도 홍천으로 갔다. 따라서 그를 강원도 출신으로도 간주하기도 한다. 강원도 홍천군 화촌면 구성포리에는 아버지 김지성(김용원)과 할아버지 김동선 내외의 묘소가 소재하고 있다.
김규식은 청풍 김씨 중방파(仲房派) 23세손으로, 전라도관찰사 증 의정부 영의정 김징(金澄)의 8대손이었다. 김구(金構), 김유(金楺)는 그의 7대 방조였다. 그의 가계는 김상로, 김재로, 김치인 등을 배출한 노론가의 방계였다. 노론 명문가의 후예로 노론 벽파의 거두였던 김상로, 김양로, 김재로, 노론 청명당의 지도자였던 김치인과 김종수 등은 그의 방계 선조들이었다. 김익로는 현감을 지냈지만 당대의 정치 거물인 김상로, 김양로, 김재로의 사촌 형제였다. 김익로는 김규식의 6대조였다. 그러나 노론 벽파로 분류된 그의 가계는 순조대 이후 몰락했고, 할아버지 김동선(金東璇)의 대에 다시 벼슬에 올라 참봉(參奉)을 지냈다.
아버지 김지성(김용원)은 일본에서 신학문을 익혔으며 선전관을 역임하였고, 15세 때부터 왕실의 시종무관으로 근무했다. 개항 이후에는 외무관리로 일본, 러시아에 파견되었다가 돌아왔으며 당시 동래부사의 부관으로 근무하고 있었다.

### 불우한 유년기
당시 조선에 파견된 청나라의 위안스카이(袁世凱)가 내정간섭을 단행하고, 일본과의 불평등한 교역으로 인해 많은 문제점이 발생하였다. 아버지 김지성(김용원)은 민씨 정권의 대일무역정책을 비판하는 상소문을 올렸는데 이로 인해 유배를 당했다. 이후 형 김규찬은 큰아버지 김우성의 양자로 갔고, 어머니(혹은 법적 어머니) 경주 이씨마저 죽자 4살된 어린 김규식은 숙부들의 집에 맡겨졌다. 그러나 숙부들과 친척들도 생활 형편이 어려워 김규식을 돌보기 힘들었다.

### 언더우드와 인연

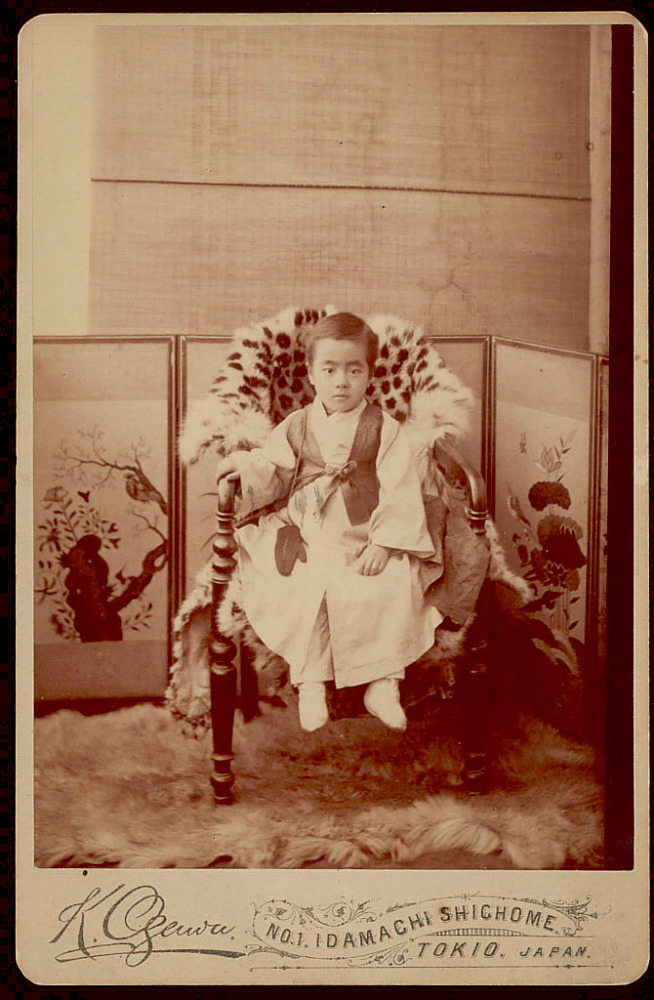
6세 무렵의 김규식, 경성부 언더우드 학당에서 촬영

김규식은 언더우드 선교사가 운영하는 고아원으로 보내졌다. 언더우드는 1885년 4월에 내한후 고종의 승인을 얻어 고아원을 설립하여 운영중이었다. 처음에는 직원 수가 부족하여 언더우드 선교사가 직접 고아원을 관리하며 학생들을 가르쳤다. 언더우드는 김규식을 '번개비'라고 불렀다. 김규식이 온동네를 휘젓고 잘 돌아다녔기 때문이다. 그러나 너무 어린 김규식을 돌보기 어려웠던 언더우드는 그를 친척들에게 다시 돌려보냈다.
가난했던 숙부들은 김규식을 잘 보살피지 못하였고 김규식은 영양실조에 걸렸다. 그러던중 병약했던 김규식은 여러 잔병치레를 하다가 심한 열병에 걸렸으나 제대로된 치료 한번 못받고 방치되었다. 이런 소식을 접하게 된 언더우드는 어린 김규식을 자신의 집으로 다시 데리고 와서 간호했고 그 덕분에 김규식은 건강을 회복했다. 건강이 회복된후 김규식은 그곳에서 기독교와 영어 등을 배우며 언더우드가 세운 학당을 다니며 소년기를 보냈다.

### 청소년기

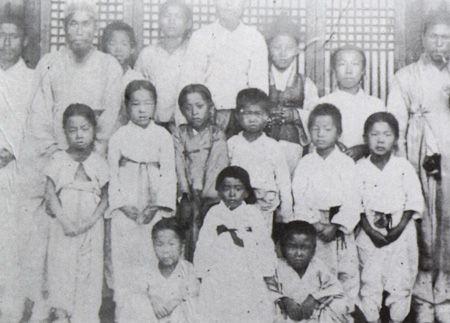
언더우드 학당 시절 (1888년경), 맨 앞줄 가운데가 김규식

김규식은 언더우드 몰래 가출하여 아버지를 찾는다고 경성부를 거리를 다니다가 기독교인들에 의해 잡혀서 다시 언더우드의 집으로 되돌아가기를 반복하고는 하였다. 그 뒤 우연한 기회에 부친 김지성(김용원)을 상봉하여 고향 홍천으로 돌아갔다. 그러나 1891년 할머니가 사망하고, 1892년 부친마저 사망했다. 1894년 가을 할아버지 김동선과 큰형이 사망했고, 김규식은 완전히 고아가 되었다.
청소년기에 계속된 비극과 철없는 동네 소년들, 무정한 어른들이 보여준 멸시와 차별은 그의 성격에 영향을 미쳤을 것이다. 성인이 된 뒤에도 다정한 인간이라기보다는 냉정하고 차가운 인간이라는 평을 받게 되었다. 이정식에 의하면 이러한 성격의 근원은 유년기와 소년기에 형성되었을 것이라 보았다.
후일 그는 정치, 외교, 독립운동 활동을 진행하면서도 어떤 계파나 파벌에 연연하거나 스스로 엮이려 하지 않았다. 이를 두고 대한민국의 사학자 도진순은 이처럼 김규식이 '가족, 집안, 씨족, 파벌 등과 같은 한국의 토착적 기반과 일찍부터 유리되었으며, 이것은 그가 평소 정치적 파벌과 일정한 거리를 두면서 좌우합작에 노력하는 하나의 배경이 되었다.'고 보았다. 주변의 냉담한 시선과 고아라는 차별대우(혹은 서자라는 멸시), 그의 불우한 처지를 고려하지 않는 무정함 등은 후일 그를 냉소적이고 회의적인 시선을 갖게 만들었다.
언더우드의 배려로 언더우드가 세운 사립학당인 예수교학당 혹은 민노아학당으로도 불리던 언더우드 학당에 입학하였다. 신앙활동에도 투신하여 그는 한국인 개신교 교역자들 중에서 가장 성실하고 유능한 사람의 하나로 인정을 받으며 성장하였다. 언더우드의 극진한 배려와 친자식과 다름 없는 릴리스 여사의 간호와 양육에도 불구하고, 주변인들의 멸시와 험담은 그에게 큰 상처를 주었다. 성인이 되면서 그런 상처를 극복하지만, 그는 합리적이고 냉철한 사람으로 변모해간다.
1894년 언더우드 학당을 마치고 김규식은 1894년 3월 한성 관립영어학교(官立英語學校)에 1기생으로 입학하였다. 당시 한성 관립영어학교는 영국인 허치슨(W. F. Hutchison, 轄治臣)이 교장으로 있었다. 병약하고 체구가 작았던 그는 연애나 운동을 하는 것 보다는 주로 그늘에서 독서와 사색을 즐겼다.

## 청년기

### 미국 유학

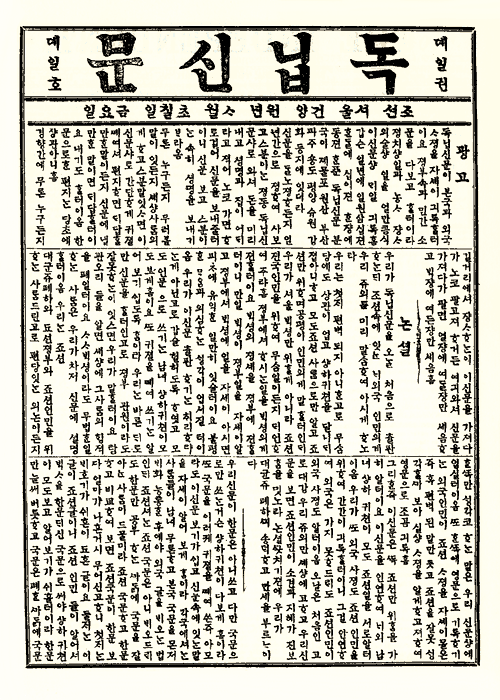
독립신문

1896년 서재필이 귀국하자 그를 찾아가 면담하였다. 귀국한 서재필(徐載弼)이 독립신문사를 설립하자, 입사하여 기자생활을 하였다. 〈독립신문〉에 근무중에 서재필이 청년들에게 나라의 개화를 위한 길은 서구의 문물을 배워오는 길이라며 미국 유학의 필요성을 역설하였고 그에게도 미국으로의 유학을 적극 권고하였다. 1896년, 언더우드의 후원을 받아 미국에 건너갔다. 1896년부터 1897년부터 미국 버지니아주의 목가적인 환경에서 공부하게 되었다.
그곳에서는 조선에서와 달리 그를 괴롭히거나 따돌리는 사람도 없었고 그의 출신 환경을 비웃는 사람이 없었다. 1897년 초 아르바이트와 막노동으로 스스로 학비를 조달하였다. 서재필 등이 학비를 고국에서 부쳐주었으나, 김규식은 고국에서 부쳐주는 학비에만 의존하지 않고, 등록금과 기타 학비를 노동을 하여 스스로 마련하였다.
1897년 9월 버지니아주에 있는 루터교 계열 인문대학 로노크 대학교의 대학 준비과정인 로노크 대학교 예과(예비 고등학교 과정)에 입학하여 수학하였다.

### 대학 시절

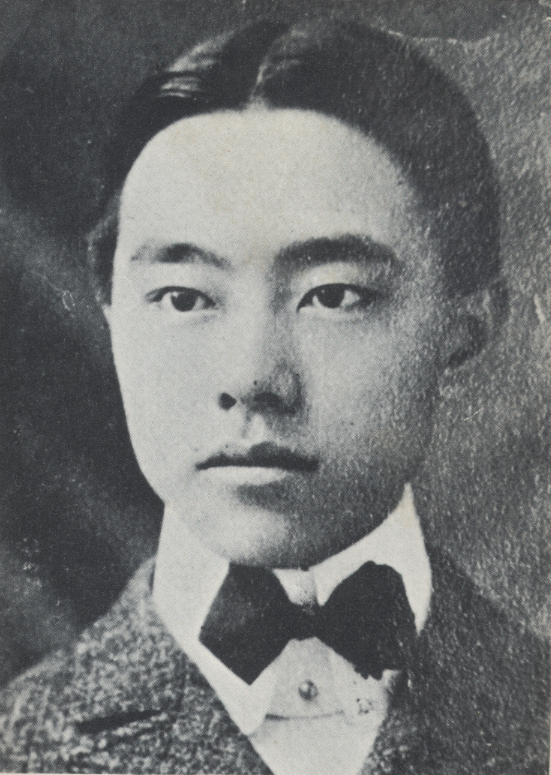
10대 때의 김규식 (1890년대 중반)

1900년 가을 정식으로 로노크 대학교(Roanoke College)에 입학, 1903년까지 로노크 대학교에서 공부했다. 이후 언더우드 선교사의 지원과 함께 아르바이트로 학비를 조달하기도 했다.
로노크 대학교에 재학 중 그는 대한제국 고종의 서자(庶子) 의친왕(義親王)과 만나 교우관계를 형성하였다. 1900년 5월에는 학교 잡지에 한국어에 대한 논문을 실었고, 1902년 2월호에는 '동방의 아침'이라는 이름으로 연설논문이 실리기도 했다. 한편 한국어에 관련된 논문을 발표할 때는 한국어와 영어, 불어, 독일어, 라틴어, 산스크리트어와도 비교하면서 쓴 글이라 한다. 2006년 한국의 역사학자 이정식은 김규식의 글을 읽고 '그만한 글을 발견하기 어려운 수준'이라며 찬탄하기도 하였다.
1901년 1월에 개최된 연설 경연대회에서 최고상을 받고 대학 잡지에 특집으로 실리기도 했다. 로노크 대학교 재학 당시 김규식은 영어, 프랑스어, 독일어, 라틴어 등에 뛰어났고 동아리 활동으로는 웅변부에서 활동하였다. 또한 데모스테니언 문학회 라는 문학클럽에도 가입하여 활동하였으며, 1902년 1월 문학 동호회의 회장이 되었다. 1902년 5월 로노크 대학교를 휴학하고, 미국 뉴욕주의 어빙턴에서 취직하였다. 학창시절의 학력 평점은 92.2점을 유지하였으며 1903년 6월 로노크 대학교를 졸업하였다. 대학 졸업 당시 성적은 전체 3등이었으며, 한국인으로는 두 번째 학사였다.
1903년 5월에는 로노크 대학교 교내 잡지에 《러시아와 한국문제》라는 글을 기고하였는데, 이 글에서 '한국의 정부는 천하고 무능력하며 정직하지 못한 정치인들의 정부이며 한국은 음모와 역 음모, 타성과 보수주의에 잠겨 있고 나라는 반역자들과 비겁한 겁쟁이들로 가득차있다'고 비판하였다. 대안으로 '한국이 지금이라도 깨어난다면 머지않아 드리워질 침략의 멍에에서 벗어날 수도 있을 것'이라며 한탄하기도 하였다.
졸업식 당시 졸업 기념 연사 4인 중의 1인으로 선발되어 '러시아와 극동'이라는 주제로 강연을 하였다. 이때 그는 일본의 러시아 침략과 러일전쟁의 결과를 예견, 분석하였다. 러일전쟁을 사전에 예언하였고, 1904년 러일전쟁이 발생하였으며, 1905년 9월 5일 전쟁의 최종 승리는 김규식의 예견대로 일본의 승리로 종결되었다. 1903년 10월 28일 국내에서 조직된 황성기독교청년회의 간사로 선임 되었다.

### 귀국후 활동

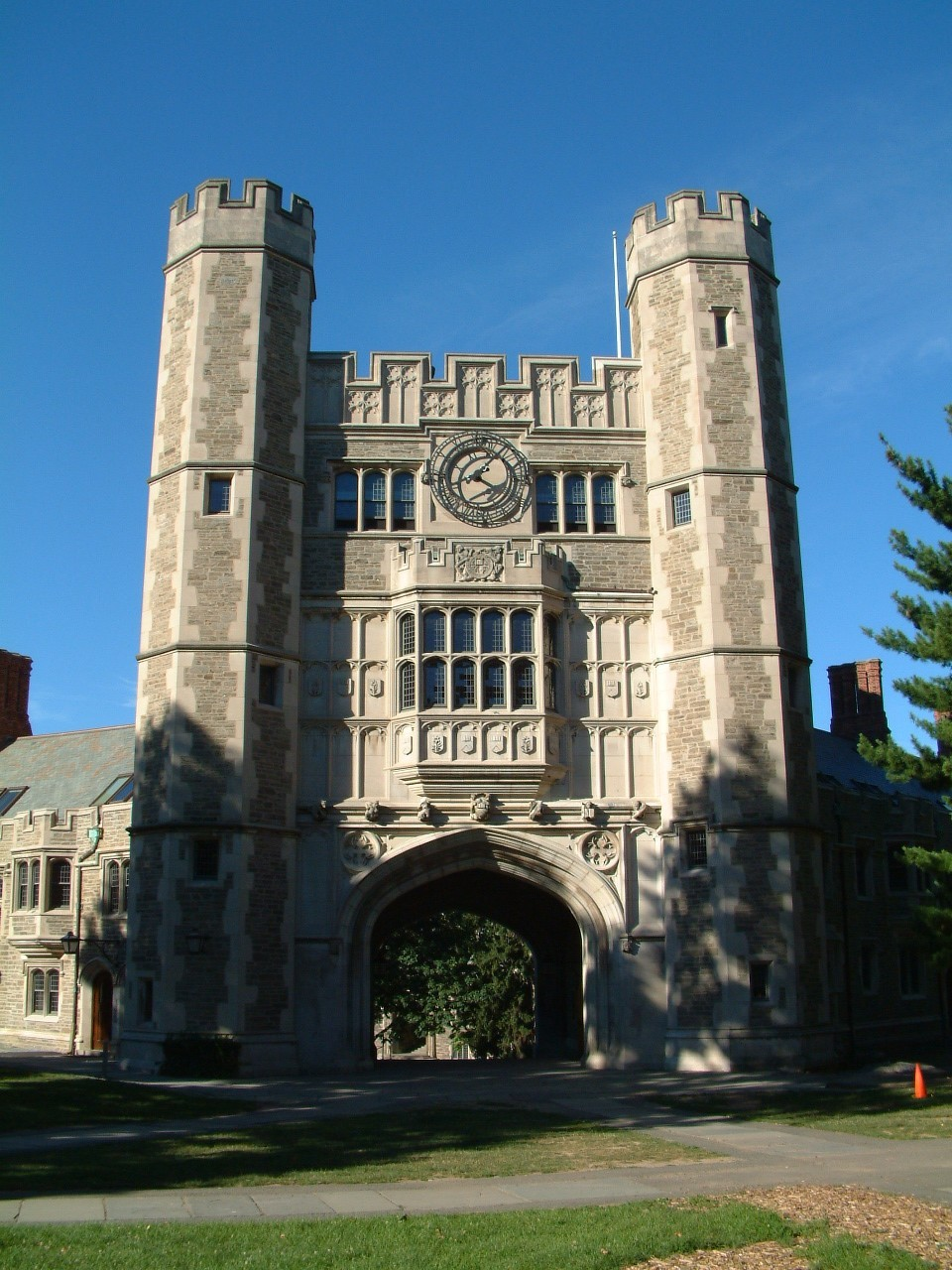
김규식의 모교 프린스턴 대학교. 김규식은 프린스턴 대학교에서 석사학위를 받았다.

1903년 가을 그는 미국 뉴저지주의 프린스턴 대학교(Princeton University) 대학원 석사과정에 입학, 1904년 프린스턴 대학교 대학원에서 영문학 석사학위를 받고 귀국했다. 프린스턴 대학교에서 박사학위 과정을 장학생으로 선발하고 학비를 지원한다 하였으나 러일전쟁이 전개됨에 따라 그는 '고국의 독립을 위해서'라며 거절하고 귀국하였다.
1904년 윤치호와 함께 황성기독교청년회(皇城基督敎靑年會)의 이사로 선출되었고 그해 가을 YMCA 청년회 교육부 간사에 임명되었다. 그 뒤 YMCA 이사회 이사 겸 서기를 거쳐 YMCA 교사로 임명되었다. 얼마 뒤에는 YMCA 중학교 교장에 임명됐다. 1904년부터 1913년까지 언더우드의 비서로 있으면서 YMCA학교 학생부 담당 겸 간사, YMCA 학교 교사, 경신학교 교사, 기독교 주일학교 교장이 되었다. YMCA청년회 학관의 학감으로 재직 중일 때는 양반 출신 학생들은 스포츠를 천히 여기고 그 시간을 거부했다 한다. 그러나 김규식은 강제로 체조를 시키고 스포츠를 장려했다. 이 때문에 많은 학생들이 학교를 떠나는 소동이 일어나기도 하였다.
배재전문학교 영어강사, 연희전문학교 영어강사, 조선기독교 대학교 1학년 2개반 담당 교수 등을 지냈다. 배재학당에서 그는 영어 과목과 수사학 과목을 가르쳤다.
1905년 8월 미국 포츠머스에서 개최된 강화회의에 참석하고자 청나라 상하이까지 갔으나 실패하고, 11월 7일 귀국하였다. 그 해 만주의 뤼순 항구가 일본에 함락되자 로노크 대학의 잡지에 여순항의 함락을 크림 전쟁에서의 세바스토폴의 함락과 비교한 '근대 세바스토폴의 함락'이라는 논문을 발표하였다.
1905년 그는 상동교회를 찾아, 전덕기·이동녕 등과 교류하는 가운데 한민족의 나갈 길을 의논하였다.
1907년 2월 대한유학생회(大韓留學生會)의 초청연사로 초빙되어 강연하였다. 1909년 7월 한국문법 책을 펴냈고, 로노크 대학교 학보의 1909년 7월호에 실렸다. 1910년 경신학교 교감에 선임되었다.
종교 활동으로는 1907년 '제7회 세계기독학생연맹세계대회'가 일본 동경에서 열렸을 때 윤치호(尹致昊)·김정식 등과 함께 대회에 참석하였다. 새문안교회 집사로 교회 예배당 건설을 추진하였고 1910년에 새문안교회 예배당 헌당과 함께 새문안교회 장로가 되었으며, 1910년 숭실중학교 교사로 출강하였다. 숭실중학교에서 그는 수사학(修辭學) 과목을 가르쳤다. 조병옥에 의하면 김규식은 수업 시간에 종종 영어시를 읊어주곤 하였다고 회고하였다. 셀리, 키이츠, 테니슨, 바이런 등의 시들을 잘 읽어 주었다. 조병옥은 숭실중학교 편입생 시절, 가장 재미있게 청강한 과목으로 김규식이 가르치던 수사학이었다 고 회고하였다.
1911년 9월 조선총독부는 105인 사건을 날조하여 한국의 독립운동가와 기독교 지도자들을 대거 구속, 투옥한다. 김규식은 극적으로 투옥은 모면하였다.
1911년 12월 경기·충청도장로교 연합회 서기로 뽑혔고, 1912년 2월 전국주일학교연합회 집행위원회 부위원장직을 맡기도 하였다. 1912년 9월 1일 김규식은 조선예수교장로회 총회(평양)에 영문(英文)으로 보고하였다.
1913년 봄 김규식은 조선총독부 학무국으로부터 장학금과 도쿄 외국어대학교 영어교수직, 도쿄 제국대학 동양학과 장학생 특별 입학(入學)을 제의받았으나 거절하였고, 조선총독부는 다시 사람을 보내 도쿄 제국대학교 동양학과의 장학금을 제의하였으나 거절하였다.

## 독립 운동

### 중국 망명 시기

#### 중국 망명 직후 (1913)

새문안 교회 전별식

1911년 105인 사건 이후로 일본의 기독교회에 대한 탄압이 시작되자, 그는 1913년 초 인삼장사를 할 목적으로 중국으로 망명하였다. 경상남도의 한 갑부는 그에게 1천원의 자금을 지원해주기도 했다. 중국으로 망명할 때 그는 친구에게 보낸 편지에서 '왜놈들이 하도 못살게 굴어서 모든 것을 집어치우고 새로운 길을 개척해 보기로 했다'고 표현하였다. 중국 망명후 신규식·여운형 등의 주도로 창설된 동제사의 중견임원으로 선임되었다. 윤치호의 이복동생인 윤치왕이 군사훈련을 배우겠다고 상하이를 찾아왔으나, 그는 기회가 많으니 영국에 가서 의학을 배워볼 것을 권고하여 영국으로 보내주었다. 또한 그는 오스트레일리아의 어느 대학에 가서 문학 공부를 계속한다, 미국에 간다는 등의 뜬소문을 유포시키기도 했다.

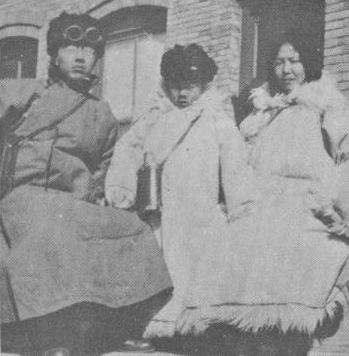
1914년 몽골 이동 중 (왼쪽이 김규식, 가운데는 차남 김진동, 왼쪽은 사촌 누이 김은식(金殷植)

그의 후원자였던 언더우드의 부인 릴리스 언더우드 역시 그의 이런 계획을 전해듣고, 그가 오스트레일리아의 어느 대학에 진학하여 목회자가 될 것이라고 소문을 냈다. 그의 출국 소식을 접한 조선총독부에서는 국내 기독교계 인사들을 의심하였으나 미국인 선교사들 댁을 수색할 수는 없어 윤치호의 집을 수색하기도 했으나 그의 출국을 도왔다는 어떤 근거도 찾지 못하고 만다.
1913년 김규식은 베이징·상하이·난징 등지에 먼저 와 있던 여러 애국지사들과 접촉했다. 13년 3월 쑨원, 친치메이, 황싱, 탕사오이, 왕쳉팅, 웰링턴 V. 쿠 등 중국의 혁명 지도자들과 만나 교분을 쌓았고, 혁명파의 제2혁명에도 관여하였다. 김규식은 중국 혁명 당시 냉휼(冷橘) 장군의 군대에 합류하여 방부(邦阜)까지 올라갔는데, 이 부대는 서주부(徐州府)에서 내려온 복벽파 장훈(張勳)의 군대 앞에서 어지러이 후퇴했다. 1913년 9월 중국 혁명은 실패하고 쑨원 등은 망명하면서 그는 다시 상하이로 되돌아오게 되었다.

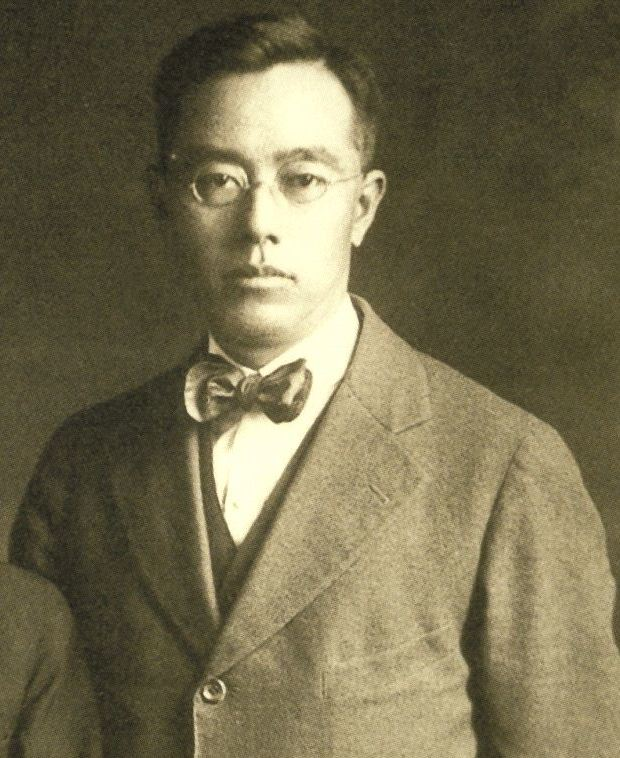
1918년때 김규식 박사.

1913년 11월 춘원 이광수가 상하이에 도착했을 때 그는 단재 신채호에게 영어를 가르치고 있었다.

#### 몽고 무역상 활동 (1914~1917)
1910년대 김규식은 몽골에서 군관학교 설립을 추진했다.
1914년부터 2년간 화북과 몽고 지방에서 상업에 종사하기도 하였으며 동제사에 가입하였고 신채호·홍명희·서병호 등과 친분관계를 맺었다. 1914년 1월 독립자금을 모금하러 변복하고 압록강을 건너 평안북도 신의주에 갔다가 일본경찰의 검거를 피해 되돌아가야 했다. 그해 가을 장래의 독립군단 또는 게릴라 부대를 양성할 목적으로 류동렬, 이태준과 청년들을 이끌고 몽골의 울란바토르로 건너갔다. 여기서 상업과 노동으로 비용을 조달하며 초보적인 군사학교 설립을 추진하였으나, 자금이 쉽게 조달되지 않았고 이태준은 병사하여 항일군대 결성에는 실패하고 말았다. 이후 피혁 장사를 하다가 잠시 공장에 취직하였으나 맞지 않아 바로 그만두고 허베이성(河北省)으로 건너가 성경과 기독교 용품을 판매하다가 상하이로 내려와서는 발동기계를 판매하였다.
1916년에 앤더슨&마이어회사(Anderson & Meyer Company)에 입사하여 몽골 접경의 장가구 앤더슨&마이어회사 지점에서 2년간 근무했다. 1916년 아내 조은애 여사가 차남 김진동을 데리고 외몽골로 찾아와 상봉하였으나, 1917년 여름 폐병으로 조은애 여사와 사별하였다. 1918년 3월초 앤더슨&마이어 상사에서 외몽골의 수도 울란바토르에 지점을 열기로 계획하였는데, 그에게 지점장으로 부임해줄 것을 전보로 보내왔다. 아무도 울란바토르로 가려 하지 않았으므로 그는 자청해서 지점장으로 부임하게 되었다. 이때 그와 동행한 이는 앤더슨마이어 상사 사원 몇 명과 둘째 아들 김진동, 사촌 여동생 김은식(金殷植)이 동행하였다. 그 뒤 장가구에서 만리장성을 넘은 뒤 자동차로 사막을 횡단하였다. 그러나 차량 고장과 심한 눈보라로 하루 만에 내린 뒤 11일간 산지에 고립되어 있다가, 몽골어를 구사할 줄 알았기에 지나가던 몽골인에게 도움을 청하여 낙타를 타고 37일간 몽골 초원을 거쳐 울란바토르로 갔다. 1918년 6월, 출발 3개월만에 몽골 울란바토르에 도착하였다.
어학 재능이 뛰어났던 김규식은 다국어를 구사하였는데, 한국어 외에 영어, 한자(漢字), 일본어, 프랑스어, 독일어, 러시아어, 몽골어, 산스크리트어를 모두 구사할 수 있었다. 중국은 지역마다 방언의 차이가 심하였으나 한자를 잘 구사하던 그는 방언의 차이에 상관없이 어려움을 겪지 않고 중국인과도 대화할 수 있었다. 1917년 12월 친러한족중앙총회의 조직에 참여하였다.

#### 신한청년당 창당 (1918)

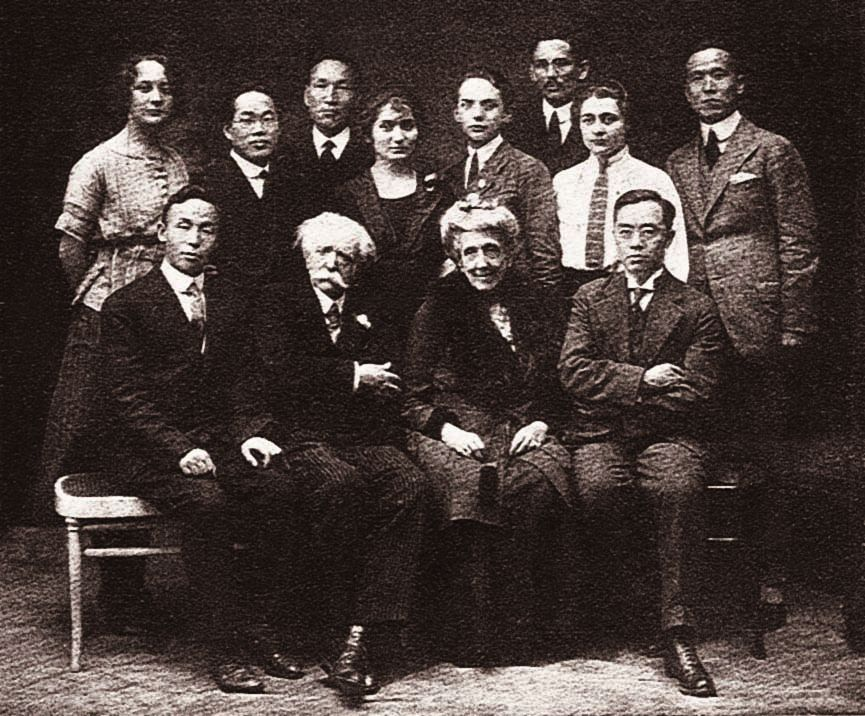
파리강화회담에 참석한 김규식 (앞줄 오른쪽 끝)

1918년 여운형, 서병호 등의 초청으로 중국 톈진에서 상하이(上海)로 건너왔다. 1918년 8월 신한청년당(新韓靑年黨)이 조직되자, 여운형, 서병호, 조동호(趙東祜) 등과 함께 신한청년당의 창립에 참가하였다. 동제사와 신한청년당 등의 단체 설립 이후 한국인 청년들이 너도나도 자원하였다. 그러나 김규식은 그들에게 일시적인 감정보다는 먼 길을 내다보고 유학을 하여 공부할 것을 권고하며 돌려보내거나 프랑스, 미국, 영국 등을 추천해주기도 했다.
1918년 11월 11일 제1차 세계 대전이 종결되자 전후 처리 문제를 논의하기 위한 파리 강화회담(파리 평화회의)이 1919년 1월 18일에 개최되기로 결정되었다. 그리고 이 당시 미국 대통령 우드로 윌슨이 제기한 민족자결주의에 전세계의 독립운동가들이 고무되었다.
1918년 12월, 신한청년당은 독립청원서를 미국의 우드로 윌슨 대통령에게 보냈다.

### 파리 활동 시기

#### 파리 강화회담 참가 (1919)

두 번째 부인 김순애

1919년 1월, 신한청년당은 김규식을 파리강화회의 대표단의 수석 대표로 임명하여 프랑스로 파견하였다. 프랑스로 떠나는 김규식의 여비를 마련하기 위해 상하이에 있던 신한청년당원들은 자신이 갖고 있던 푼돈을 모두 김규식에게 희사하고, 독립운동가들 중 결혼 예복과 반지가 있는 지사들은 이를 팔아서 돈을 희사하였다. 신한청년당원과 전파통신으로 교신, 신한청년당원들은 로비에 필요한 자금을 모금하여 송금해주었다. 김규식의 파리강화회의 파견은 3.1 운동과 임시정부 수립의 계기를 마련한다. 여권을 얻지 못하던 그는 중국인 쑨원 정부에서 파리강화회의에 파견하려던 중화민국 대표단 중 정육수를 만났다. 그는 중국어와 한자에도 유창하였는데, 그들이 한국인이며 파리행을 계획한 것을 알아본 정육수 등은 자신들의 배표를 김규식 일행에게 건네주었다.

출국 전 김규식은 신한청년당 당원들에게 국내에서 독립운동등 큰 시위를 벌일 것을 주문했다. 한반도의 상황이 국제사회에 잘 알려져 있지 못하며 조선이란 나라의 국제적 존재감이나 인지도가 전혀 없으므로 독립운동등 소요와 시위를 크게 일으켜서 국제사회의 관심을 받도록 해야 한민족의 독립의지와 일본의 학정을 알릴수 있기 때문이었다. 그렇케 해야 자신이 파리에서 대표로서 사명수행을 제대로 할 수 있다는 것이 김규식의 생각이었다. 이런 김규식의 독립 시위 주문으로 인해 1919년 2월 1일 길림에서 '무오독립선언서'가 발표되고 일본에서 '2.8 독립선언' 그리고 국내에서는 3·1 운동이 벌어지는 계기가 되었다.

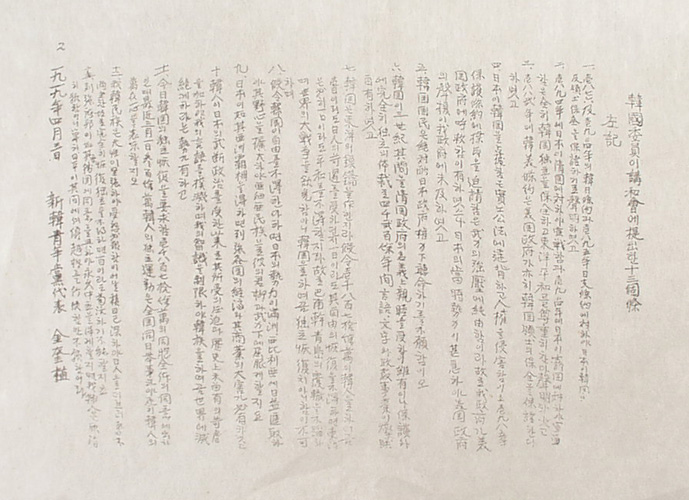
신한청년당이 파리강화회의에 제출한 13개조.

김규식의 주장에 고무되어 신한청년당은 국내에 사람을 파견하여, 함태영, 조만식 등의 민족지도자를 만나기도 했다. 김규식의 부인 김순애는 배를 타고 국내에 잠입하여 애국부인회 결성을 추진하였다. 함태영을 만나 국내 독립운동 방법을 의논하였으나 체포되어 투옥될 경우 해외에서 활동하는 남편의 활동에 타격을 줄수 있다는 함태영의 설득으로 김순애는 다시 상하이로 귀환하였다.
1919년 2월 1일 김규식은 가명으로 중국인 여권을 발급받아 신분을 위장한 뒤 김탕, 여운홍 등의 대표단을 이끌고 상하이를 출발하였다. 우편선을 타고 상하이를 출항하여, 그해 3월 13일 프랑스 파리에 도착했다. 프랑스 파리에서 김규식은 대한민국 임시정부 대표 명의로 된 탄원서를 제출하고, 《한국 민족의 주장》, 《한국의 독립과 평화》 등의 인쇄물을 출간하여 각국 대표들에게 일제의 침략상과 한민족의 독립에 대한 당위성을 널리 홍보했다.
파리강화회의는 제1차 세계 대전의 전후처리 문제를 논의함에 있어서 윌슨의 민족자결주의 원칙에 입각하여 진행되고 있었기 때문에 김규식을 비롯하여 국내·외의 독립운동가들은 독립문제가 잘 처리되리라 기대하였다. 그러나, 프랑스 외교부는 '정부 대표만이 참석할 수 있다.'고 하며 김규식과 대표단 일행의 회의참석을 거부하였다. 김규식은 이를 상하이에 알렸으며 신한청년당은 한국 임시정부의 대표라는 신임장을 보내주기 위해서 임시정부를 설립을 추진하였다.

#### 파리위원부 설치 (1919)

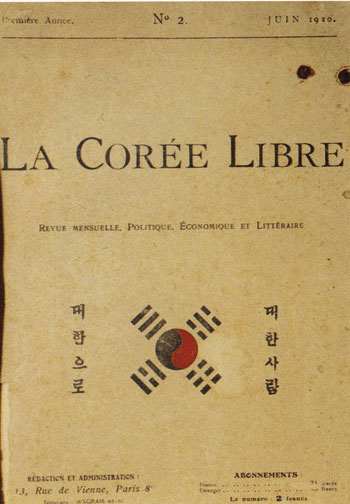
파리위원부 발행 '꼬레아 리뷰'(La Coree libre) 제2호 (1919년 2월호)

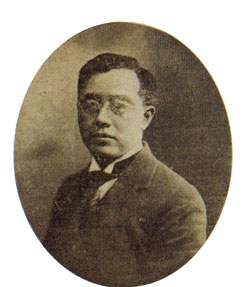
파리강화회의에 참석차 프랑스에 있을 때 (1919년 1월 ~ 3월 무렵)

프랑스 파리 시내 파리 9구 샤토당가 38번지에 건물을 마련하고, 대한민국 임시정부의 외교대표부인 임정 파리위원부 사무실을 개설하였다. 이어 파리위원부 내 신한청년당과 조선공보국을 개설하였다. 이들은 계속 수작업으로 '한국의 독립과 환호'(L'INDEPENDANCE de LA COREE et LA PAIX) 등 계속 문건과 홍보 팜플렛을 만들고 모임을 개최, 조선의 현실을 알렸다. 이어 장택상 등 유학중인 청년들이 자발적으로 파리위원부로 찾아와 그의 일을 도왔다. 파리강화회의는 1919년 1월 18일부터 열리고 있었다.
김규식은 파리한국통신부를 설립해 유럽에서는 처음으로 임시정부 차원의 공식적 외교활동을 전개했는데 후일 그가 떠나고 이 활동이 중단된 이후 한인들은 자체 힘으로 비공식 외교 활동을 추진했다. 당시 이들이 사무실로 사용했던 파리 시내 건물은 파리 시내 '샤토등' 거리 38번지에 위치한 건물로, 2006년에 발견되었다.

#### 임시정부 수석대표 (1919)
파리에 파견된 김규식의 요청에 따라 국내외 독립운동가들은 각 지역에서 임시정부 수립하였고 김규식에게 임정 외교대표와 전권대사의 자격을 부여하였다. 1919년 3월 17일 노령의 대한국민의회로부터 외무총장 겸 파리 강화회담 강화대사에 선임되었다. 1919년 4월 11일 상해 임시정부가 수립되었고 김규식은 조소앙의 동의(動議)에 따라 외무총장에 선출되었다. 4월 13일 상해 임정으로부터 외무총장 임명장과 파리강화회의 전권대사 신임장을 전보로 발송받았다. 4월 23일에는 한성임시정부의 학무총장에 선출되었다. 1919년 4월 17일 평안북도에서 설립된 신한민국임시정부에서는 외무부 차장(次長)으로 추대되었다. 그는 파리에서 각지의 임시정부에서 보내온 임명장을 받거나 전보로 소식을 접하였다.
국내에서는 137명의 유림(儒林)들이 별도로 한국의 독립을 청원하는 탄원서를 작성, 그에게 보내려다가 실패한 일이 있었다. 파리 장서사건의 실패로 일본의 감시는 더해갔다. 일본은 김규식 일행에 위협을 느꼈고, 일본 경찰의 감시와 탐문에도 계속해서 홍보책자 등을 인쇄하여 돌리는 등의 노력을 기울였고, 일본의 부탁을 받은 프랑스 경찰들이 이들의 일거수 일투족을 감시하게 했다. 여러 가지 외교문서를 계속 만들어서 프랑스 외무성에 보내고, 강화회의 의장이 프랑스 총리 클레망스에게도 발송하였다. 세계열강들 대표에게도 여러 가지 문서, 한국의 독립을 촉구하는 내용, 일본의 만행을 규탄하는 그런 문서를 작성·발송하였다.
1919년 7월 14일 김규식은 프랑스 대혁명 기념행사에 한국대표로 참석할 수 있도록 프랑스 외교부에 초청장을 요청했으나 이번에도 무시당했다. 이로인한 울분으로 김규식은 심한 두통과 함께 실명에 가까운 고통을 겪었다. 파리에 거주하며 많은 노력을 기울였으나 일본의 방해공작과 프랑스 외무부의 거부로 결국 파리 강화회담에 참석할 수 없었다.

### 미국 활동 시기

##### 도미 후 구미위원부 활동 (1919)
열강의 그 어느 국가나, 그 누구도 아무도 김규식 일행의 한국독립 청원을 호응해주지 않게되면서 김규식은 크게 실망하였고, 활동무대를 옮겨 1919년 8월 프랑스 파리에서 배를 타고 미국으로 건너갔다. 8월 9일 김규식은 김복, 김탕, 여운홍, 장택상 등과 함께 뉴욕으로 향했다. 선실에서 김규식은 활동 보고서를 작성하기 위해 쉬지 않고 타이프를 쳤다 한다.
파리 강화회의 열강들의 외면에 실망과 회의감을 느낀 김규식은 파리위원부 위원장직을 사직, 파리위원부를 부위원장 이관용(李灌龍)에게 넘기고 여운홍, 김탕, 장택상 등을 데리고 미국으로 건너와 필라델피아에 도착하였다. 배로 도미하는 동안, 만성 두통과 소화불량, 배멀미에 시달리면서도 수반 이승만에게 보고할 보고서를 타이프로 작성하였다. 8월 6일 김규식 일행은 워싱턴 D.C의 구미위원부에 도착하였다.

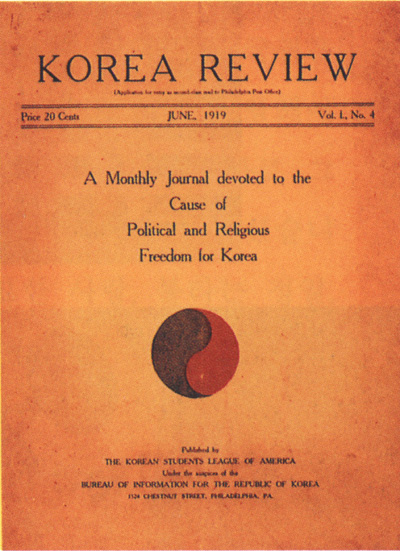
구미위원부에서 발행한 코리아 리뷰

1919년 8월 구미위원부 위원장에 임명되었으며 이승만은 그에게 하와이 및 멕시코 등지의 한국인 교포들로부터 공채금과 의연금을 징수하는 역할을 부여하였다. 이후 애국공채표를 작성, 이승만과 공동명의로 발행, 독립운동자금을 모금하여 상하이에 보내는 일을 하였다. 이어 서재필을 부위원장으로 임명하였다.

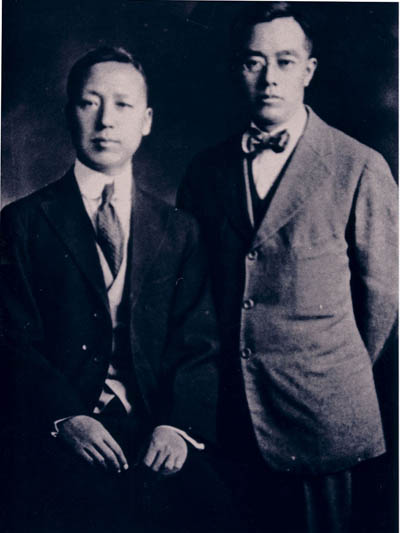
구미외교위원부 시절 이승만과 김규식.

구미위원부 위원장으로 재직하며 김규식은 '극동 정세'(Far Eastern Situation)라는 보고서를 작성했다. 여기서 김규식은 '극동에서 일본의 팽창을 막아야 한다'고 역설하면서 '일본의 팽창이 그대로 허용된다면 영국과 미국(의 영향력)이 극동에서 제거될 뿐만 아니라 앞으로 15년 후 일본은 중국, 시베리아 및 한국의 인적 자원을 이용하여 영·미 각국에 무력으로 대항할 수도 있을 것'이라고 내다보았다. 이는 한동안 묻혀져 있다가 미국 펜실베이니아대학교 역사학 교수 이정식에 의해 발견되었다. 두통에 시달리면서도 그는 줄곧 국내외 언론에 칼럼과 기고문을 송고하여 싣기도 하였다.
1919년 9월 11일 한성 임시정부와 연해주의 대한국민의회 등 각지의 임시정부들이 통합하여 상하이에서 통일 임시정부(대한민국 임시정부)가 구성되자 김규식은 학무총장에 선출되었다. 또한 구미위원부가 대한민국 임시정부 구미위원부로 정식화되면서 김규식은 구미위원부 부위원장으로 물러났다. 군자금을 모금하여 상하이 임정에 송부하는 한편 이승만과 함께 독립공채표를 작성하여 기금을 마련하였다. 독립 공채표의 금액은 독립 후 정부가 수립되면 정부에서 지급하기로 한 채권이었다. 10월 캘리포니아의 샌프란시스코를 방문하여 한국인 교민들과 면담하였고, 10월 30일 캘리포니아주 맥스웰, 10월 31일 캘리포니아 새크라멘트, 11월 1일 띠뉴바, 11월 2일 로스앤젤레스 등의 한국인 교포들을 순방하고 11월 3일 다시 워싱턴 구미위원부로 돌아왔다.
구미위원부 활동 내내 미국의 정객들을 상대로 한국독립의 정당성을 역설하기도 했다. 또한 미국 하원에도 한국독립문제를 청원, 3·1독립운동을 계기로 고조된 분위기를 활용하여 한국독립문제가 미국하원에서 상정 토의되도록 하였으나, 별다른 소득은 없었다. 미국과 상하이에 체류하는 동안 그는 윤치호, 조병옥 등과 서신을 주고받기도 했다. 윤치호와는 주로 국내외의 정세와 임시정부의 동정을 서로 서신과 연락으로 주고받았다. 그러나 윤치호는 이들의 행적을 수시로 접하면서도 조선총독부나 일본 제국 정부 당국에 이를 발설하지는 않았다.

##### 건강 악화 및 수술 (1920)

1920년 3월 1일, 워싱턴에서 3·1절 1주년 기념식을 마치고 기념촬영을 한 임정 구미위원부 간부들. 앞줄 가운데가 이승만, 그 오른쪽이 김규식.

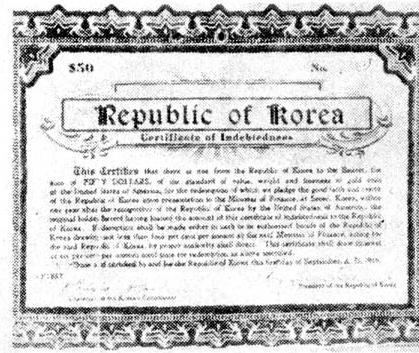
임정 구미위원부 발행 50달러권 대한독립공채표

계속된 두통으로 1919년 말 김규식은 미국체류 중 두골 전면 좌측부분을 절개하는 수술을 했다. 1919년 말 뇌종양을 제거하는 수술을 받았는데, 수술 부작용으로 그 뒤로 간질병이 나타나 고통을 받기도 하였다. 그의 병원비는 이승만이 부담하였다. 그러나 구미위원부 활동 내내 그는 이승만과 갈등하게 되었고, 상하이에서는 이승만이 그의 속을 썩여서 병세가 악화되었다는 루머가 돌기도 했다. 이는 그의 부인 김순애가 사실이 아니라고 해명하면서 가라앉게 되었다. 이후 중국 상하이에 독립운동 자금을 보내는 일을 하다가 1920년 상하이에 귀환하여 대한민국 임시정부 학무총장 등에 선임되었다. 중국에 도착한 후 김규식은 임시정부의 정무활동과 교육사업에도 힘을 쏟았다. 4월 25일 구미위원부 부위원장직을 사퇴하였다.
1919년초 그는 김구 등과 국내에 연락, 고종의 서자이자 순종의 이복동생인 의친왕의 탈출 사업에 참여하였으나 실패하였다. 1919년 봄 영친왕(英親王)의 왕비로 간택되었다가 파혼당한 민갑완(閔甲完)의 일족이 중국 상하이로 건너오자, 김규식은 민갑완 일족을 맞이한 후 이들의 생활비를 아낌없이 지원하였다. 김규식은 상하이 현지에 미국인이 운영하는 학교의 간부를 설득하여 민갑완을 입학시켜 공부하게 하였다. 그러나, 민갑완은 신학문 공부에 한창 재미 들일 무렵, 일본영사의 압력으로 학교에서 퇴학당했다. 김규식은 민갑완에게 '독립운동에 투신할 것.'을 권고하였으나, 민갑완은 '나 하나의 희생으로 만사가 평온하기를 바랄 뿐'이라며 그의 권고를 거절하였다.
그러나 미국에서의 진료 후에도 통증이 계속되어 다시 수술하러 미국으로 떠나게 되었다. 상하이에 체류 중 갑자기 심한 두통과 원인을 알 수 없는 전신 통증으로 고생하였다. 1920년 김규식은 신경통으로 오래 고생하던 끝에 뇌종양 의심을 받아 미국 월터리드 병원에서 뇌수술을 받았다. 의사는 장기간 휴식을 처방하였으나, 그는 퇴원 3주 후에 의사의 권고를 무시하고 육로로 미국 서해안을 따라 여행하면서 각지에 흩어져 있는 한국인 교민들을 찾아다니며 '독립공채'를 판매하였다. 3주 만에 약 5만 2천 달러의 자금을 마련, 상하이로 모금하여 대한민국 임시정부 재무부장이던 이시영에게 송금하였다. 그가 두뇌에 혹이 생긴 것과 두뇌수술을 한 것에 대해 이승만 때문이라는 소문이 상하이에 돌았다. 미국에서 김규식이 이승만에 의해 심한 스트레스와 심리적 고통을 받아 병세가 악화되었다는 소문이었다. 그러나 후일 김순애나 서병호는 회고담에서 김규식이 파리 체류 중 생긴 것이며 상해 인사들의 말은 근본적인 원인은 아니라 하였다.

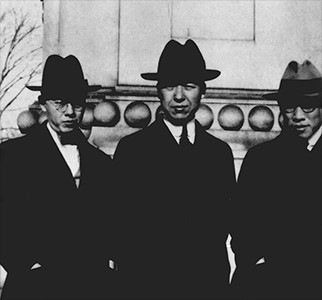
구미위원부에서 활동하던 김규식, 이승만, 송헌주.

1919년 9월부터 1920년 9월 미국 서부지구를 왕래하며 워싱턴 위원부와 국민회의가 협력하는데 기여하였다.
1920년 10월 미국을 떠나 하와이를 거쳐 호주에 도착했다. 호주로 건너가 호주의 정치인들을 만났고, 10월 3일에는 호주 수상 월리엄 휴그(William Hughes)를 만나 한국의 독립을 후원해줄 것을 청원하였다. 12월 22일 하와이 호놀룰루를 경유, 노백린을 만나 선박 난징호(南京號)를 타고 상하이로 건너갔고 이는 일본밀정의 첩보망에 입수되기도 했다.

### 상하이 귀환 이후

##### 현순 사태 및 임정 각료직 사퇴 (1921)

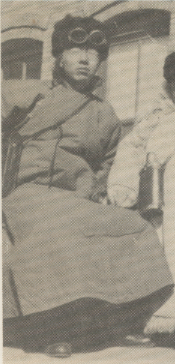
김규식

1920년 9월 28일 임정 대통령 이승만과 구미위원부 위원장 김규식은 대한민국 임시정부 현지 취임을 위해 미국을 떠나 상하이로 가기 전에 현순에게 위원장대리(서리)를, 정한경에게 서기를 맡겼다.
1921년 1월 상하이에 도착한 김규식은 임정 학무총장직에 복귀하였다.
1921년 3월 9일 구미위원부 위원장대리 현순은 이승만에게 보낸 업무보고에서 워런 G. 하딩 대통령의 취임 이후 미일관계가 급박하게 돌아가고 있음을 이승만에게 알리면서 구미위원부를 '대한민국 대사관'으로 개편하여 미국 정부의 정식 승인을 얻으려 한다고 말했다. 그 후 현순은 독단적으로 '주미대사'라는 직함을 사용하였다.
이에 1921년 4월 14일 오전에 이동녕, 이시영, 안창호, 신규식, 신익희, 김규식이 임정 대통령 이승만의 사저를 내방하였다. 이승만은 "지금 구미위원부 일이 매우 절박합니다. 현순은 마땅히 파면해야 하며 서재필 박사가 임시위원장에 피선되었습니다. 바라건대 여러분들은 비록 공식적인 것은 아니지만 이에 찬동해 주십시오"라고 말했다. 그러자 김규식이 사면장(辭免狀)을 내면서 "뜻을 결정한 지가 오래 되었는데, 아직까지 지연되어 미안합니다"라고 말했다. 또한 김규식은 "내가 이와 같은 문제에 답을 하지 못했는데, 나는 그 (내용)을 알지 못하겠다"고 말했다. 즉 당시 구미위원부 위원장 김규식이 위원장서리 현순이 일으킨 파동에 대해서 도의적인 책임을 지고 사퇴하게 된 것이다.
1921년 4월 25일 김규식은 구미위원부 위원장직을 사퇴하였다. 4월 26일 현순은 구미위원부 위원직에서 해임되었다. 4월 29일 김규식은 임정 학무총장직을 사퇴하였다.

##### 극동인민대표회의 참가 (1922)

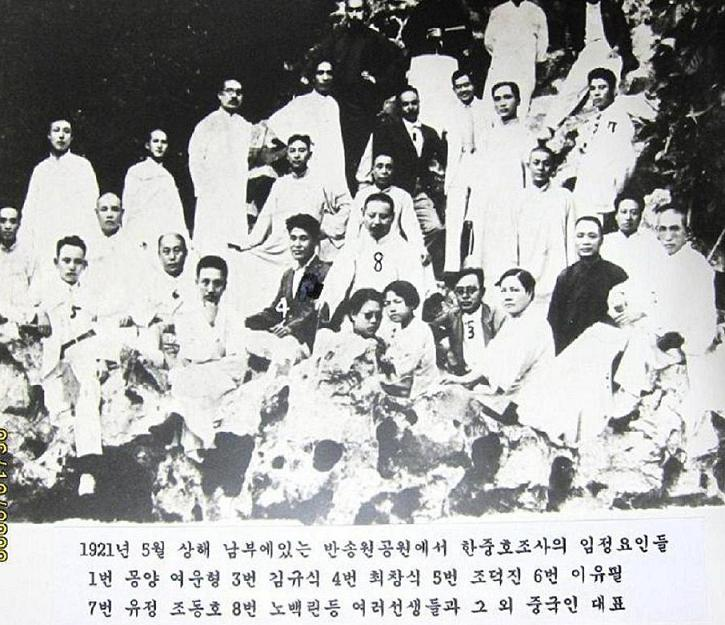
1921년 중국 상하이에서 한중호조사의 임정 요인들.

1921년 4월 신익희, 이유필, 조동호 등과 중국의 독립운동가 심합작, 오산, 주검추 등과 한중호조사에 참여하였다.
1921년 9월 한중호조사의 한국인측 평의원의 한사람으로 선출되었다.
1921년 김규식은 소련의 모스크바에서 열린 극동인민대표회의에 참석하여 상설기구를 창설하고, 1922년 5월은 국민대표대회를 소집하기 위한 국민대표대회주비위원회 주비위원에 피선되었다. 1921년 11월부터 여운형, 나용균, 박헌영, 원세훈 등과 함께 장가구에서 자동차편으로 출발, 이르쿠츠크에 도착하였다. 한파가 닥치지 않아 8일만에 차량으로 몽골 고륜(울란바토르)에 도착, 양털가죽과 낙타 가죽 장화, 모피 등을 구비, 6일만에 마차로 극동공화국의 수도 우딘스크에 도착했다가 다시 3일만에 이르쿠츠크에 도착했다.
1921년 12월 이르쿠츠크에 체류 중, 러시아군에 의해 체포된 독립군들의 재판정에 배심원으로 참석했다. 이들 독립군은 1921년 6월에 자유시 참변 당시 생포된 독립군들과 백러시아군에 가담해서 활동하던 조선인 등으로, 이들에게는 유형과 징역 등의 처분이 내려지는 것을 목격했다. 이르쿠츠크 체류 중, 이르쿠츠크에서 열리기로 예정된 극동피압박민족대회가 모스크바에서 열리니 모스크바로 가라는 소식이 통지되었다.
1922년 1월 김규식은 여운형, 원세훈, 박헌영 등과 함께 교통편을 이용하여 몽골을 지나 소련 모스크바로 갔다. 열차편으로 중국 국경지대에 도착한 뒤, 몽골에 가서는 말과 낙타로 소련의 국경지대로 이동했다. 이때 털로 된 가죽모피와 통조림 형태의 고기로 추위를 견뎠다. 소비에트 연방에 도착한 뒤 김규식과 일행은 열차편을 이용했다. 소련의 모스크바에 도착한 그는 모스크바에서 개최된 극동인민대표회의에 참석했다.
극동인민대표회의(극동피압박민족대회)에 참석했을 무렵 그는 공산당 후보당원에 명단이 올라 있었다. 극동인민대표회의 회의장에서 그는 여운형 등과 함께 참석하여 한국인 대표자의 한사람으로 선출됐고, 이어 인민대표자 대회의 5인 의장단의 일원으로 선출되어 개회사를 발표하였다. 대회에서 발표에 참가하였고 그는 '아시아 혁명운동과 제국주의'라는 제목으로 논문을 발표하였다.
우리는 원동(遠東)에서의 혁명 과업과 관련하여 왕왕 '연합전선'과 '협동'의 필요성을 운위합니다. 최근에 우리는 이의 필요성을 더욱 절실히 느끼게 되었습니다. 왜냐하면 서구라파와 미국의 자본주의 열강이 동아시아 전체를 공동으로 착취하기 위해 서로 어떻게 결탁하였는지를 목도하였기 때문입니다. 심지어 자국의 '이타주의'(利他主義) 지향성과 '민주주의' 원칙의 범세계적 적용을 그토록 떠들어온 미 공화국조차 워싱턴 회의에서 영국·프랑스·일본 등 악명 높은 3대 흡혈귀 국가와 가증할 4강 협정을 체결함으로써 자신의 가면을 벗어던졌습니다. (The Asiatic Revolutionary Movement and Imperialism, Communist Review, 1922)
논문에서 그는 한반도의 지정학적 중요성을 강조하며 '한국은 극동아시아의 문제의 핵심이다. 그러므로 러시아, 중국, 일본의 누가 관련되어 있건 간에 한국문제가 올바르게 해결되지 않는다면 극동아시아 전체상황은 혼란 속에 있을 것이다.' 등 극동아시아의 제국주의 침략에서의 해방에 대한 지원을 촉구할 것과 "악명 높은 흡혈국가로-영국, 프랑스, 일본" 등을 지목하며 규탄하기도 하였다.
극동인민대표회의가 끝난 후에는 레닌을 만나 면담하였다. 이때, 그는 '일본의 침략이 중국 대륙으로 확대될 것.'이라고 하는 내용의 논문인 '아시아의 혁명운동과 제국주의'를 영어로 써서 '한·중 양국 인민이 연합전선을 형성해야 한다.'고 주장하기도 했다. 그러나 소련의 반응도 미온적이었고 강대국의 힘을 인정하고 그힘을 이용하려 했던 김규식의 실망은 우리손으로 독립을 쟁취해야 한다고 바꾸게 되었으며, 그는 흩어져 있던 독립운동 단체를 규합해 힘을 모아야 한다고 생각을 바꾸게 되었다.

##### 국민대표회의 당시 (1923)
1923년 1월 3일부터 6월 7일까지 국민대표회의가 열렸다. 이 때 김규식은 임정의 해체를 주장하는 창조파의 영수로 활동하였다.
임시정부가 창조파와 개조파로 나뉘었을 때는 신채호, 서병호, 신숙, 윤해(尹海), 원세훈 등과 더불어 임정을 해산하고 재창조하자는 '창조파'에서 활동하였다. 그리고 창조파의 영수로 추대되기도 했다.
1923년 창조파는 임정 해산을 주장하며 연해주로 건너가서 조선공화국(朝鮮共和國) 임시정부를 수립했고 김규식은 새 임시정부의 외무위원에 선임되었다. 이를 소련의 레닌에게 보고하였으나 소련 당국이 새 임시정부를 인정하지 않고 퇴거를 요구하는 바람에 새 임시정부는 해체되었고 창조파는 뿔뿔히 흩어졌다.
1923년 6월 6일 임정 내무부 총장 김구(金九)는 국민대표회의의 강제해산을 명한 뒤 개조파와 창조파를 추방하였다.
개조파와 창조파가 축출되면서 상하이를 떠났다가 미국으로 건너갔다. 1923년 자국의 독립운동과 사회활동에 대한 공로가 인정되어, 모교인 미국 로노크 대학교로부터 명예법학박사(LL.D.) 학위를 수여받았다.
다시 중국으로 돌아와 1924년 김구, 김창숙 등과 함께 의열단 고문으로 추대되었다. 김규식은 상하이에서 임시정부 직원 외에 의열단 단원들에게도 영어와 한자, 중국어를 가르친 인연이 있었다.

##### 소련 방문 (1925)

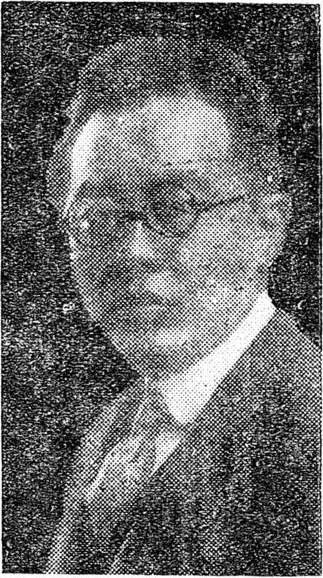
러시아 출발 직전에 촬영한 사진
(1925년 1월)

1925년 1월 1일 러시아 니콜리스크에 있는 문창범의 집에서 이청천, 윤해, 신숙 등을 만났다.
1925년 1월 니콜리스크에서 문창범·윤해·신숙 등과 회담, 소련의 지원을 얻는 문제에 대한 협의도 하였으나, 소련은 카라한(Lev. M. Karakhan) 외무상을 일본 외무상 요시자와 겐키치(芳澤謙吉)에게 보내 일본과 밀약을 맺고 한국의 민족주의자들을 축출, 체포할 것을 협약하여 소련공산당의 지시대로 움직이지 않는 한국의 민족주의자들을 축출했는데, 원세훈, 조완구 등이 포함돼 있었다. 김규식도 이때 소련정부로부터 강제로 축출되었다. 소련에서의 축출 이후, 김규식은 실망감과 함께 미국·프랑스·소련을 비롯한 외세를 불신하는 자세를 취하게 되었다. 도진순에 의하면 그의 외세에 대한 입장은 전반적으로 시시비비주의에 입각한 가변적인 성격을 지니고 있다 하였다.
2월초 일시적으로 승선하여 상하이로 되돌아왔다. 2월 7일 상하이의 삼일당에서 열린 '한인 유학생회'가 주최한 강연회에 참석하였다. 주요한의 웅변에 이어 그는 '한국과 동아의 관계'라는 주제로 연설하였다. 1925년 2월 8일과 2월 9일 2월 10일 3회에 걸쳐서 '반성과 단결의 필요'라는 주제로 칼럼을 발표하였다. 한편 그가 보습학원을 설치하고 독립운동가들을 가르친다는 정보가 1925년 5월 일본인 밀정에 의해 입수되어 조선총독부에 보고되기도 했다. 5월 29일 상하이 주일본 총영사 명의로 발송된 이 문건은 6월 15일부로 일본 외무대신에게 보고되었다.
3월 초 다시 상하이에서 배편으로 러시아 니콜라스크에 도착했다. 그의 기대와는 달리 소련은 1925년 11월 외무상 카라한(Lev. M. Karakhan)을 일본 외무상 요시자와 겐키치(芳澤謙吉)에게 보내 일본과 밀약을 맺고 한국의 민족주의자들을 축출, 체포할 것을 협약하였다. 11월 원세훈, 조완구 등 독립지사들과 함께 선박 레닌 호에 강제로 승선당한 뒤 상하이로 추방되어 되돌아왔다. 소련이 일본과 비밀리에 거래한 것을 알고 분개한 그는 국제정세에 대한 이상주의를 버리고 냉소적으로 변하게 된다. 또한 원세훈의 약혼녀는 모스크바에 남겨두고 원세훈만 강제 추방당한 사실을 알게 되면서 소련과 사회주의에 대한 그의 감정은 극도로 악화되었다.

##### 동방피압박민족연합회 및 민족유일당 운동 참여 (1926)
1926년 5월 임시의정원에서 양기탁의 후임으로 안창호를 국무령에 선임하자, 기호파의 중심인 안공근, 김규식, 김구, 김보윤(金甫潤) 등은 서북파인 안창호가 국무령이 되는 것을 반대하였다. 김규식은 기호파는 아니었으나 기호파와 함께 연대하여 안창호의 취임을 반대했다. 결국 안창호는 국무령에 선출된 지 13일 만에 사퇴하여 사태를 수습하였다.
1927년 2월 난징에서 유자명·이광제(李光濟)·안재환, 중국인 무광루(睦光錄), 인도인 간다싱·비신싱 등과 함께 동방피압박민족연합회(東方被壓迫民族聯合會)를 조직했다. 유자명은 중국 국민당 중앙본부와 협의하여 적극 후원을 약속받은 뒤 그를 회장으로 추대했다. 동방피압박민족연합회의 회장직을 맡으면서 기관지 《동방민족》을 창간하였다.
1926년 10월 27일 북경에서 한국독립유일당 북경촉성회가 창립된 것으로 시작으로 전민족유일당 운동이 전개되었다. 상하이에선 1927년 4월 10일 홍진·홍남표(洪南杓) 2인 명의로 전민족적독립당 결성선언문(全民族的獨立黨結成宣言文)이 발표되었고, 4월 11일 상해촉성회 창립총회를 거행하였다. 이날 김규식은 상해촉성회의 집행위원으로 선출되었다. 그러나 원래부터 좌익분자의 일시적인 야합이었으므로 당내의 암투는 공산·비공산 두 파로 분립하고, 집행위원도 거의 매번 유회(流會)를 거듭하였다. 9월에는 집행위원이 기존 25명에서 15명으로 줄었고 김규식도 배제되었다.

##### 만주사변 이후 (1931~1932)

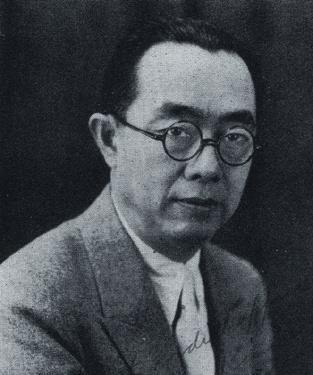
1930년 대학 교수로 재직 중

1931년 9월 18일 만주사변을 시작으로 일본이 대륙 침략에 나서면서 정세가 엄중하게 바뀌자 김규식은 다시 독립운동의 일선에 복귀하였다. 김규식은 뿔뿔이 흩어진 독립운동 진영을 통합코자 하였다. 만주사변 직후 김규식은 '중한 민중 대동맹'의 수석 전권을 위임받아 다시 미국으로 떠나게 된다. 이것은 민간 외교 사절을 파견 하여 미국 정계와 일반 국민의 만주 사변과 일제의 침략상에 대한 공분을 불러일으키고자 한 것으로 선전 강연과 동시에 기부금 모집에 노력하였다.
1932년 1월 귀국하였다.
1932년 1월 이봉창 의거와 4월 윤봉길 의거 직후, 김원봉이 '남경중앙정치학원'에 한인특별반을 설치하자 김규식은 '남경중앙정치학원' 한인특별반의 군사교관이 되었다. 임시정부의 요인으로 지명수배를 당하기도 했지만 그는 대학 교수라는 신분 때문에 체포 위기를 모면할 수도 있었다. 또한 의정원 활동 보다는 재야에서 민족유일당 운동과 교육 활동에 더욱 치중하였으므로 동료들로부터 비협력자, 부도원의원 등으로 비난을 받기도 했다.
1932년 11월 10일 상하이에서 의열단, 한국독립당, 조선혁명당, 한국광복동지회, 한국혁명당(韓國革命黨) 등 중국 관내(關內)지역 독립운동단체와 미주지역의 대한인국민회·대한인교민단 등이 독립운동세력의 통일을 목적으로 한국대일전선통일동맹을 결성하였다. 한국독립당 대표 이유필·송병조·김두봉(金枓奉), 조선혁명당 대표 최동오, 한국혁명당 대표 윤기섭(尹琦燮)·신익희, 의열단 대표 한일래(韓一來)·박건웅(朴建雄), 한국광복동지회 대표 김규식 등 9명의 발기로 결성되었다.
1932년 겨울 '중·한 민중대동맹'을 조직하였으며 이후 항일독립을 위해 민족정당의 통합을 역설하였다. 특히 '중·한 민중대동맹'(SKPL)은 지하조직으로, 미국에까지 지부를 두고, 워싱턴지부 책임자로는 재미교포 한길수를 임명했다.

##### 임정 외무부장 시절 (1933~1934)
1933년 3월 6일 임정 외무부장에 선출되었다.
1933년 '남경중앙정치학원' 영어교관이 되었다.
1933년 4월 5일 미국으로 건너가 로스앤젤레스에서 500여명이 모인 구류노류 대학교에서 열린 한국독립에 관한 연설로 청중을 매료시켰다. 그것도 유창한 영어를 구사하여 미국인을 탄복케 하였다 한다. 7월 중한민중대동맹 대표 자격으로 미국을 방문하고 돌아왔다. 귀국 후 그는 7월 21일 하와이 한인 교포에게 서한을 보냈다. 김규식이 중국으로 떠난 뒤 본 동맹의 비밀요원인 리·한(이용직과 한길수)을 개인적으로 미주 대표로 임명하여 본 동맹과 정보교신을 담당시키겠다는 내용이었다.
1933년 12월 30일 임정 외무부장에 재선되었다.
1930년대 중반부터 중국 국민당 정권은 김규식과 김구, 조소앙, 김원봉 등 한국인 지도자들에게 단체 통합을 주문한다. 그러나 각자 의견의 대립과 김구의 임정 법통 고집 등으로 성사되지 못하였다.

##### 임정 탈퇴 및 조선민족혁명당 재창당 (1934~1935)
1934년 10월 2일 임시 의정원 의원직에서 사면되었다. 임정에 몸담고 있으면서 임정 요인들에 대한 일제의 탄압이 가해질 때, 김규식은 대학 교수의 신분으로 이 위기를 모면하곤 하였다. 그것이 청·장년층의 일부 임정고수파로부터는 비협조자로 몰려 비판받기도 하였다.

김원봉

1934년 '여일민'이라는 가명으로 활동하였으나 그 정체가 탄로나 1935년 일본의 추격을 받게 되자, 난징 중앙정치학교에서는 비교적 안전한 쓰촨성 성도(成都)에 있는 쓰촨 대학 교수 자리를 추천해 주었다.
1935년 2월 25일 대한인국민회 위임대표 자격으로 한국대일전선통일동맹 제3차 회의에 참석했다.
1935년 6월 난징으로 돌아왔다.
1935년 7월 한국대일전선통일동맹은 조선민족혁명당 재창립을 위해 해체를 선언하였다.
1935년 7월 5일 의열단, 조선혁명당, 한국독립당, 신한독립당(新韓獨立黨), 대한독립당(大韓獨立黨)을 해소하고 통합하여 조선민족혁명당(민혁당)이 재창립되었다. 김규식은 중앙집행위원회 국민부 부장에 선출됐다. 그 뒤 민혁당 중앙상무위원 겸 훈련부장에 선출되었으나 1935년 10월 민혁당 훈련부장직을 사퇴했다. 김원봉은 김규식에게 당수직을 양보했고, 당내 무력을 장악한 실권자이면서도 반드시 그의 자문을 구하였다.
1935년 9월 1일 사직청원이 받아들여져 임정 외무부장직에서 공식적으로 해임되었다. 이후 바로 민혁당 주석에 취임하였다.

##### 임정 선전부장 시절 (1942~1943)

임시정부 주석 김구

중국 국민당 정부에서는 김규식, 김구, 김원봉에게 합작하라며 합작을 권고하였고 그는 합작을 결정한다. 김원봉의 반대와 김성숙의 입각 설득 등 내홍이 있었으나 임시정부 입각이 결정되었다.

1943년 5월 중경에서 열린 '재중 한인대회'에서. 사진 왼 쪽이 우사 김규식. 그 옆에 안경을 쓴 사람이 윤기섭

1942년 11월 18일 임정 선전부장에 선출되었다. 민혁당을 대표하여 선임된 것이었다.
1942년 10월 11일 손과(孫科)·김구·김원봉 등과 중경에서 400명을 이끌고 중한문화협회(中韓文化協會)를 조직하였으며, 문화와 혁명사업을 달성하고자 노력하였다.
1943년 2월 22일 민혁당 주석에 추대되었다.
1943년 3월 12일 김규식은 미주에 있는 동포들에게 중국 국제 방송 을 통하여 영문으로 임시정부의 활동과 광복군의 활동상을 소개하는 방송을 하였고, 1943년 10월 6일자로 신문 독립 지에 이를 한글로 번역 게재하였다.
1943년 7월 26일 미국방송에 출연, 재미 한국인들을 대상으로 한 방송에 출연했다. 방송에서 그는 7월 26일 김구, 조소앙, 이청천, 김약산, 김규식 등이 중국 국민당 총통 장개석과 가진 인터뷰의 결과 및 그에 대한 대책, 조선민족혁명당 LA 총지부와 하와이 총지부의 집행위원 임명 및 집행권의 소재를 밝히는 것, 조선민족 전선연맹의 해산을 공개적으로 언명하고 있다. 항일운동 중 사망한 석정김창화문명철의 업적을 기리며, 하와이 한인대표 황사용 목사의 중경 입국문제 등을 언급하였다.
1943년 8월 5일과 8월 24일에는 미국·하와이·쿠바·멕시코·기타 지역에 있는 독립운동 동지와 미국인 친구들 을 향해서 "조선 민족 혁명당의 전후 계획"을 발표하였다.

##### 임정 부주석 시절 (1944~1945)
1940년에 이어 1944년 4월 24일 김규식은 대한민국 임시정부 부주석에 재선출되었다. 임정 내 제1당인 한국독립당의 김구가 주석으로 선출된 데 대하여 제2당인 민혁당의 김규식이 부주석으로 안배되었다. 부주석 취임 이후 그는 중국 국민당 정부와 협의하며 임정을 국제적으로 승인받기 위해 노력했으나 소기의 성과를 거두지는 못하였다. 또한 부주석의 지위 역시 국무위원 선출권한이 없는 '투표권도 없는 투명치 않은 자리'로서 선전·외교문제에 치중하였다.
그는 종종 영어와 불어 등으로 자신의 동창, 지인들과 편지 연락을 주고받았다. 그러나 국내외와 중국에 파견된 일본 경찰들 중 영어를 해석하지 못하는 형사들이 많았으므로 중간에 유실되지 않고 전달될 수 있었다. 8월 11일 로노크 대학 동창인 알렌 그린랜드(J. Allen Greenland)에게 편지를 보냈는데 이 편지에서 그는 '나는 지금 임시정부의 부주석으로 있지만 이 자리는 투표권도 없는 투명치 않은 자리이다. 그래서 나는 대체로 선전사업과 임정 내부 문제에 주력하고 있고 늘 군사, 외교, 기타 사업의 계획을 세우는 데 주력하고 있소'라고 했다.
1944년 6월 1일에는 중국 국민당 측의 오철성(吳鐵成) 등과 한국 측의 엄항섭·안원생(安原生) 등을 설득, 기독교 한교복리회(基督敎韓僑福利會)를 조직하였다. 기독교 한교복리회는 한교의 생활증진과 독립운동의 진행을 촉진함에 기여하였다.
1945년 3월 임시정부는 김규식과 외무부장 조소앙·정환범(鄭桓範)·임의택(林義澤) 등을 미국 샌프란시스코 회의에 파견하려고 중국 국민당 정권의 승인과 군자금까지 결재를 받았으나, 미국의 거부로 무산 당하였다.
1945년 5월 25일 임정 김규식 부주석이 중국 《大公報》 기자에게 얄타 회담이 허위임을 답변 함.

##### 교육 활동 (1921~1945)
1922년부터 1927년까지 상해 월리엄즈 대학의 교수로 초빙되었고 윌리엄즈 대학 학장에 선임되어 학장 겸 교수가 되었으며 나중에 월리엄즈 대학이 4년제로 승격하면서 동 대학의 총장을 역임했다.
1919년 이후로 중국으로 유학오는 한국인 학생들이 급격히 늘어났지만 의사소통이 되지 않아 중도에 포기하는 것을 목격하고 교육기관 설치를 고심하던 김규식은 중국인 유지 및 서병호 등과 함께 중국학생과 한국학생을 대상으로 한 대규모 학교 설립(남화학원)을 계획하였다. 그리고 1923년 9월 11일 서병호 등과 함께 상하이에 남화학원(南華學院)을 설립 및 개교하였다. 중학과와 특별상과를 우선 개교하였다. 개교후 남화학원 교장에 취임하고, 중국어교사 이외에는 전 교수용어를 영어로 사용하게 하여 영어전문학교 성격을 띄게 하였다. 구미유학을 마치고 돌아온 중국인을 교사로 채용, 한국인 학생에게는 한국학생특별학급을 설치, 중국어와 영어의 집중적 교육을 실시하려고 하였다.
1923년 푸단 대학 상하이 캠퍼스의 영문학 교수로 초빙되었다. 그러나 푸단 대학은 상하이 프랑스 조계나 영국 조계지가 아닌 시내에 있었다. 그가 푸단 대학에서 영어영문학을 가르친다는 사실이 일본 상하이 영사관 경찰에 제보되면서 상하이 시내에서 일본 경찰을 만나 간신히 벗어난 일도 있었다. 여러 번 쫓겨다니면서 그는 변장을 하거나 김성(金成), 김중문, 여일민, 왕개석 등의 가명을 사용하며 중국인으로 행세하면서 일본의 의심으로부터 겨우 벗어날 수 있었다. 그러나 그에게는 위 질환이 있었고, 위통증 외에도 1920년 미국에서 한 뇌수술의 후유증으로 강의 도중 기절, 실신하기도 했다. 이 후유증은 1940년경 쓰촨성에서 진통제와 약물을 구할 수 있을 때까지 그를 수시로 괴롭혔다.
1924년 6월 상하이 인성학교(仁成學校) 내에 중국에 유학 온 한국 학생을 위한 강습소(예비학교) 설립을 주관하였다.
1924년 8월 김규식은 상하이항에서 원세훈 등과 함께 조선인이 운영하는 선박을 타고 소련의 블라디보스토크로 건너갔다가 다시 돌아오게 되었다.
1924년 9월 15일 최창식과 함께 상해고등보수학원을 개설하고 김규식은 원장, 최창식은 원감에 취임하고, 여운형 등 강사들을 초빙하였다.
1924년 상해고등보수학원을 승격시켜 삼일중학교(三一中學敎)로 개편하고 원장에 취임하였다. 삼일중학교는 1932년까지 존속되었다. 삼일중학교에서 원장이자 영어교사를 겸하던 김규식은 임정 요인들과 의열단 단원들에게 영어와 한자를 가르쳤다.
1926년 최창식·김기형 등과 함께 상해 천상리(天祥里)에 삼일공학(三一公學)의 설립에 가담하였다.
1927년 톈진으로 옮겨가 북양대학의 영문학 교수로 초빙되어, 1929년까지 교수생활로 자녀와 생계를 꾸려나갔다. 그러나 교수 생활로 벌어들이는 수입은 한계가 있었고, 이것조차 일본영사관 경찰의 눈을 피해다니느라 일정하지도 못하여 생계는 어려웠다. 1927년에는 둘째 딸 김민애를, 1930년에는 큰딸 김한애를 병으로 잃었다.
1934년 '여일민'이라는 가명으로 활동하였으나 그 정체가 탄로나 1935년 일본의 추격을 받게 되자, 난징 중앙정치학교에서는 비교적 안전한 쓰촨성 성도(成都)에 있는 쓰촨 대학 교수 자리를 추천해 주었다.
1935년 중앙정치학교 영어강사직을 사퇴하였고, 이후 쓰촨 대학의 영문학 교수로 임용되었다.
1938년 쓰촨성에 도착한다. 일본의 영향력이 미치지 않는 쓰촨성에 도착한 뒤 진통제와 페니실린을 구할 수 있었다.
1942년까지 쓰촨 대학의 영문학 교수로 봉직하였다. 또한 쓰촨 대학의 문학부 외국어학과장, 외국문학과장 등을 지냈고, 동시에 교재를 집필하기도 했다. 이 때의 김규식은 아호인 우사를 이름으로 써서 '김우사'(金尤史)로 활동하였다. 중국에서 대학교수와 교육자로 활동하며 김규식은 월급의 전부를 독립운동자금으로 사용했고, 부인 김순애는 삯바느질 등으로 식구들의 살림을 꾸려야 했다.
1943년 1월 쓰촨 대학 영문학 교수직을 사퇴했다.
1944년 충칭에서 실용영문작법(Hints on English Composition Writing)을 출간하였다.
1945년 충칭에서 《실용영문(Practical English)》을 출간하였다. 이 책은 대학생용으로 300여 페이지였다.

## 광복 이후

#### 귀국 직전 (1945)

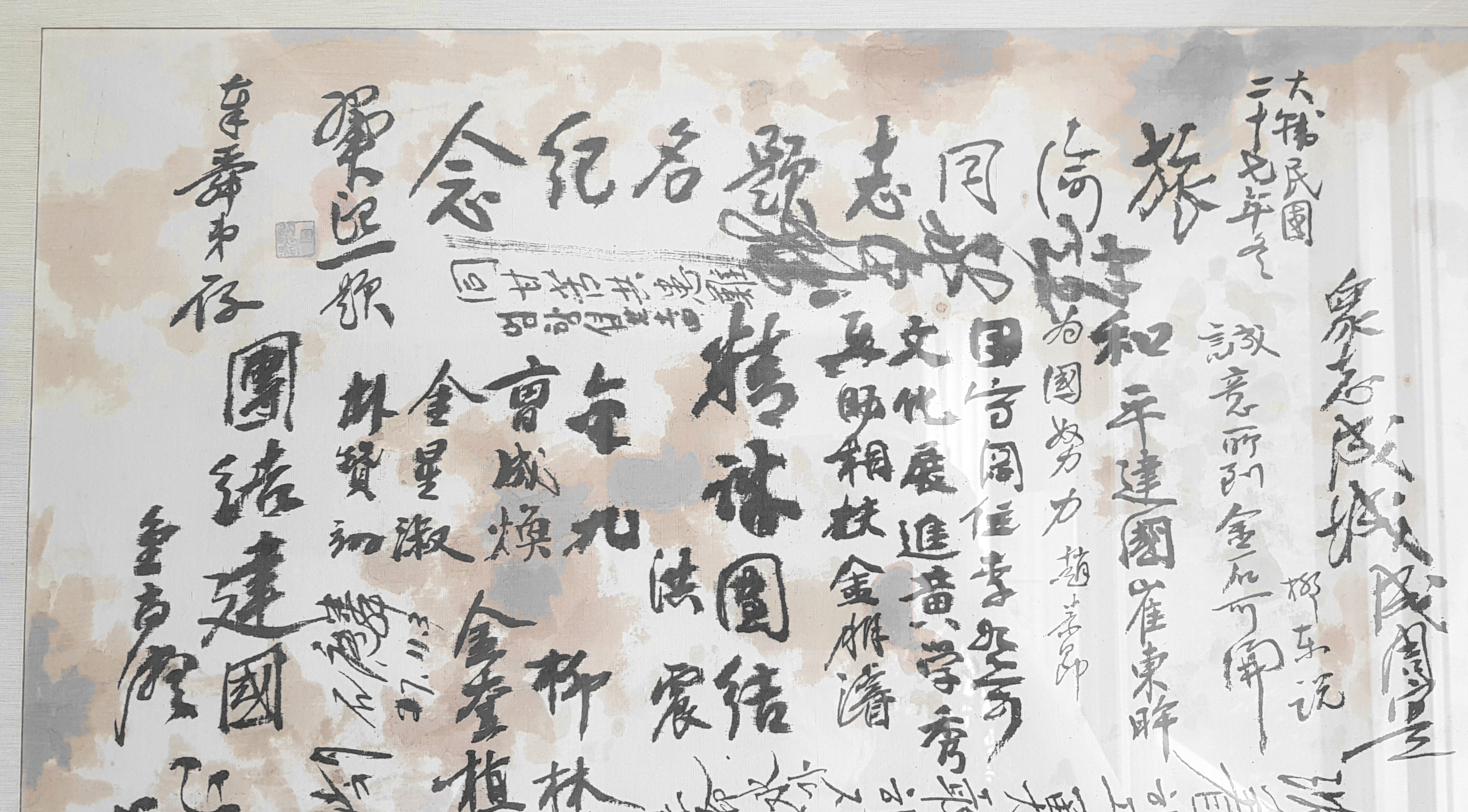
김규식 필체, 하단 중간, 해방후 환국기념서명포(보존자 안봉순)

1945년 8월 15일 대한민국이 광복이 되자 1945년 9월 7일 조선인민공화국 외교부장에 선임되었다. 그러나 11월 28일 외교부장 취임을 공식적으로 거절하였다.
1945년 8월말 광복과 2차 대전 전승을 기념하여 시집 《양자유경(揚子幽景)》을 냈다.
1945년 9월 초 임정에서는 그를 미국에 파견, 전후 대책과 함께 이승만과 다른 교민지도자들과 연대함과 동시에 미국 정부의 의중을 볼 계획이었다. 그러나 출국 직전 중국 정부가 허가를 내주지 않아 출국이 무산되었다.
1945년 11월 중국 국민당과 중국 공산당을 방문, 임시정부 환송 송별회에 참석하였다. 국민당 관계자들과의 만찬 시 김규식은 승전축하 시를 한수 지어 헌정했다. 11월 3일 임시정부 요인들이 귀국하는 문제로 한독당계와 민혁당계 간 논쟁이 벌어졌을 때 그는 임정 요인 제1진으로 귀국하게 되었다. 한독당계와 민혁당계 간 귀국순서를 놓고 싸움이 벌어지자 민혁당의 서기장이었던 김원봉은 한독당계에 1진을 양보했고, 민혁당계는 한독당에 양보하는 조건으로 부주석이자 민혁당 위원장인 김규식도 귀국 1진에 포함하라고 요구했다.
한편 김규식은 8.15 광복에 대해 이런 견해를 피력하였다. "진정한 민족의 광복은 해방, 그 자체에 있는 것이 아니다. 어떻게 하면 본래 하나였던 우리 한민족이 불편 없이 통일되어 교류하고 상호 신뢰와 보완성을 유지해 나가느냐에 달려 있다. 다른 민족이 우리 민족을 일러 단일 민족이니 우수한 민족이라고 지칭하는 것도 우리의 단결된 완전 독립국가 달성이 조금도 흔들리지 않을 때 그러한 평가를 받을 수 있는 것이다. 이 점을 우리 이천만 동포는 애 일같이 주인 정신을 살려 단합과 통일을 이루기 위해 전력투구해야 할 것이다."

#### 귀국 직후 (1945)

상해비행장에 내린 임정요인들이 공항에서 환영 나온 교민들과 기념사진

1945년 11월 3일 상하이 비행장에서 김구, 장준하, 안미생 등과 비행기를 타고 경기도 김포 비행장에 귀국했다. 11월 귀국 직후 김규식은 윤치호를 방문했다. 이후 여러 번 윤치호를 방문했으나 윤치호는 김규식에 대한 지지를 표명하지는 않았다. 11월 귀국 후 그는 서울의 삼청장에 여정을 풀었다. 귀국 초기 새문안교회를 찾아 새문안교회 인사들과 면담하였으며, 김구와 함께 의친왕을 방문, 면담하기도 했다. 중도파 혹은 온건우파 성향 때문에 좌익으로 인식되기도 했던 그는 김구, 이승만, 권동진, 오세창 등이 한민당의 영수로 추대되었을 때 배제되었다.
임시정부의 부주석으로 귀국하였지만 그는 임정에 대해 매우 소극적이거나 비판적인 입장이었다. 귀국 초, 기자회견을 가졌다. 기자회견장에서 기자들이 그에게 무슨 병을 앓고 있느냐고 질문하자, 그는 '내가 무슨 병을 앓고 있느냐를 묻지 말고 내가 앓고 있지 않는 병이 무엇인가라고 묻는 것이 더 효과적일 것'이라고 대답하기도 하였다.
1945년 11월 23일 대한민국 임시정부 환국 때 그는 민혁당의 대표이자 임정 부주석 자격으로 김구 등과 함께 임정 1진으로 귀국하였다. 임정 귀국을 놓고도 먼저 귀국해야 한다는 한국독립당계와 민혁당계 간에 싸움이 발생했다. 그러나 김원봉의 양보, 혹은 당수인 김규식을 귀국 제1진에 넣는 조건으로 귀국문제가 종결되었다. 11월 23일 군산비행장에 착륙하여 차로 서울까지 올라갔다. 그러나 조국은 미국과 소련에 의해 분할되어 있었고, 김규식은 한탄하였다. "우리가 피흘려 싸운 것이 고작 이런 대가 밖에 없다니 이게 무슨 운명의 장난이란 말인가"

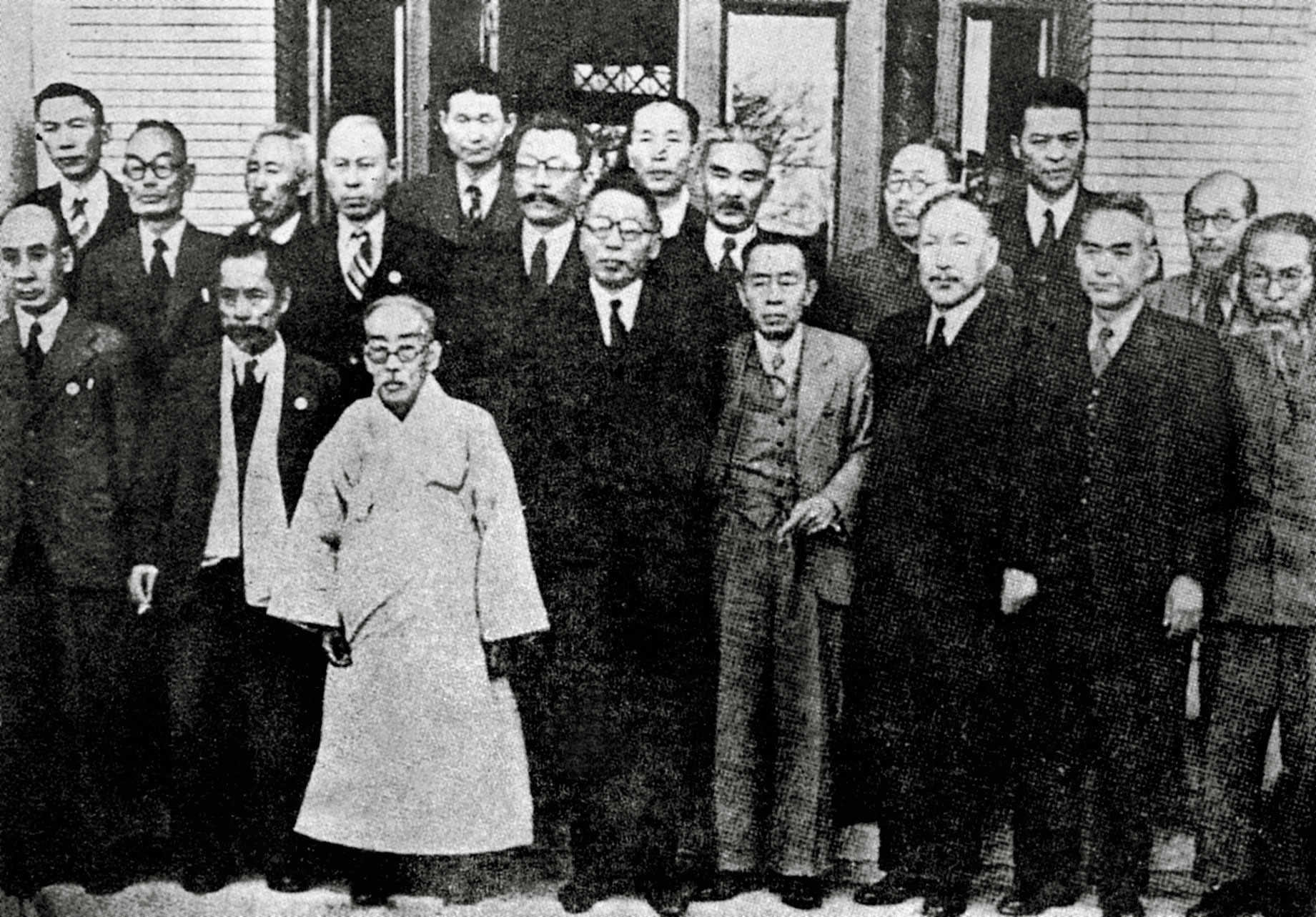
1945년 12월 3일. 임시정부요인 귀국기념 사진.

1945년 11월 28일 정동교회에서 개최된 대한민국 임시정부요인 환영회에 이승만, 김구와 함께 참석하였다. "카이로 회담에 '적당한 시기에 조선독립을 준다'고 한 '적당한 시기'란 우리가 늦출 수도 있는 것이고 빠르게 할 수도 있는 것입니다. 즉 우리손에 달렸단 말입니다. 우리가 바로만 하면 미군과 소련군이 내일이라도 없어질 것입니다. 이 사람들을 못 보내고 있는 것은 우리 조선사람 전체의 책임인 것입니다."
1945년 11월 28일 죽첨정 임시정부요인 숙소에서 열린 정례기자회견에서 김구과 김규식은 조선인민공화국 입각설을 부인하였다. 김규식은 "나는 인민공화국 내각조직에 관하여 하등의 의사 교환도 없었고 내가 각원으로 된 것은 비법적이다. 그런 고로 나는 이 내각에 입각할 것을 인정할 수 없다"라고 말했고, 김구는 "나도 동감이다"라고 말했다.

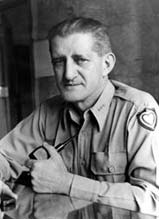
미군정청 사령장관 존 하지, 그는 군정청 최고지도자 존 하지와 친밀하였으나, 이승만과 김구는 하지와 수시로 마찰을 빚는다.

1945년 12월 19일 서울운동장에서 개최된 임정개선환영대회에 참석한 김규식 (단상 첫줄 왼쪽 두 번째가 김규식, 그 좌측은 김구)

1945년 12월 1일 조소앙, 홍진 등 임정 환국 제2진이 전라도 군산비행장에 도착 후 서울에 도착하였다. 이날 오후 1시 서울운동장에서 열린 임시정부봉영회(臨時政府奉迎會)에 참석했다. 윤보선의 사회로 시작되어 오세창의 개회사, 이인의 봉영문 낭독, 권동진의 만세삼창이 이어진 뒤 봉영문은 권동진, 김성수, 이인을 통해 김구에게 전달되었다. 조선국민학교생도를 선두로 기행렬에 옮기어 행렬은 오후 2시 20분경 안국정 네거리에 이르러 조선생명보험회사 2층에서 축하를 받는 김구를 중심으로 좌우에 이승만, 이시영, 김규식, 류동렬 등 앞에서 "대한임시정부 만세, 김구 만세, 이승만 만세"를 부르고 경성역 앞에 이르러 해산하였다.
1945년 12월 1일 돈암장의 이승만으로부터 초대받았다. 김구와 김규식은 이승만의 초대를 받고 12월 2일 돈암장을 방문, 2시간 동안 회담하였다. 12월 9일 윤치호의 장례식에 참석하였다.
삼청장에 기거하며 이시영, 조소앙, 류동렬 등과 함께 경교장을 수시로 방문하였다. 귀국 직후 인사차 임정을 방문한 여운형을 만났으나, 뒤이어 여운형이 경비원에게 끌려가 몸수색을 당하고 다시 들여보내지는 것을 목격했으나 이를 말리지 않았다.
12월 경교장 임정 요인을 찾아온 청년 중 윤판석이 자신의 손가락을 깨물어 혈서를 썼다. 그러자 김규식은 "일본 놈한테 배웠구먼, 왜놈들한테 배웠다...여보게 청년들 그런 짓은 하지 말게." 하며 만류하였다.
1945년 12월 19일 오전 11시 서울운동장에서 열린 임정개선환영대회에 참석하였다.
1945년 12월 24일 한국 소년군 총본부 부총재에 추대되었다.

#### 모스크바 3상회의 이후 (1945~1946)

삼청장에서 망중한을 보내는 김규식 (1946년)

1945년 12월 28일 모스크바 삼국 외상 회의(3상회의) 결과 미소공동위원회를 통해 미·소·영·중 4개국에 의한 5년간의 신탁통치를 협의하게 됐다는 사실이 알려리자 김구 등 임정 측은 오후 4시 긴급 국무위원회의를 열고 각 정당, 종교단체, 언론기관 대표들을 초청하여 비상대책회의를 개최한 끝에 신탁통치반대국민총동원위원회 구성을 결의하였다. 김규식은 김구, 조소앙, 김원봉, 신익희 등 9인의 장정위원(章程委員) 중 한 사람으로 선출되었다.
1945년 12월 말에는 미국에서 귀국한 김호 등 일부 재미인사들이 그를 도와 활동하기도 했다.
1946년 1월 6일 기독교청년연합회가 서울 정동교회에서 주최한 강연회에 초빙되었다.
1946년 1월 16일 미소공동위원회(미소공위) 예비회담이 개최되자 각 정당과 사회단체는 서둘러 반탁진영과 찬탁진영을 구축하기 시작했다.

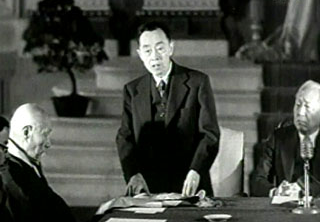
민주의원 회의 진행 중인 김규식 (1946년 2월)

반탁진영은 1946년 1월 20일 임정을 중심으로 한 과도정부 수립을 목표로 비상정치회의주비회를 개최하여 전국의 정당과 사회단체를 소집하였다. 1월 21일 비상정치회의주비회는 독립촉성중앙협의회를 합류시켜 비상국민회의주비회로 개칭하고 이승만·김구을 공동회장으로 추대하였다. 1월 23일 임정 측 혁신계인 민혁당의 김원봉·성주식(成周寔), 조선민족해방동맹의 김성숙 등 3명은 '임정이 중립을 지키지 않고 반탁에 가담해 우익 편향화하고 있다'면서 비상국민회의주비회 탈퇴성명을 하였으며, 임정의 장건상도 임정과의 결별을 고하였다. 또한 공산진영 산하단체도 모두 참가를 거부해왔으므로 비상국민회의주비회는 우익진영만의 집결체가 되었다. 1월 30일 비상국민회의 상임위원회가 설치되었고, 이 상임위원회는 비상국민회의 최고정무위원 선임권을 이승만·김구에게 위임하였다. 2월 1일 비상국민회의가 정식으로 발족하였다. 김규식은 비상국민회의 대의원에 선임되었다. 2월 13일 이승만·김구는 김규식을 포함한 28인의 비상국민회의 최고정무위원을 선발하였다.
1946년 2월 14일 비상국민회의 최고정무위원회가 과도정부 수립을 위한 미군정의 자문기관인 남조선대한국민대표민주의원(민주의원)으로 개편되었다. 이승만이 의장에, 김구·김규식이 부의장에 추대되었다. 이날 여운형, 함태영, 김창숙, 정인보, 조소앙은 결석하였다. 또한 이날 찬탁진영의 조선인민당은 민주의원 탈퇴성명을 발표하였다.
찬탁진영은 1월 19일부터 여운형의 조선인민당과 박헌영의 조선공산당을 중심으로 민주주의민족전선(민전) 결성을 추진하였고, 2월 15일 민주주의민족전선(민전)을 결성하였다. '임정의 우익 편향화'를 운운하며 비상국민회의를 탈퇴했던 이들은 고스란히 민전에 참여하였다.

#### 조선민족혁명당 탈퇴 (1946)
1946년 2월 18일 김규식은 조선민족혁명당(민혁당) 주석직을 사면하는 동시에 동당을 탈퇴한다는 성명을 발표하였다. "본인은 한국이 완전독립을 찾고 신국가를 건설하려는 이 때에 더욱 우리의 요구하는 바 자주독립적 과도정권을 수립하려는 단계에 있어서는 개인이나 당파적 이해를 위하여 활동할 시기가 아님을 인정함으로 본인으로서는 조선민족혁명당의 주석을 사면하는 동시 동당에서 탈퇴하는 것을 성명한다."

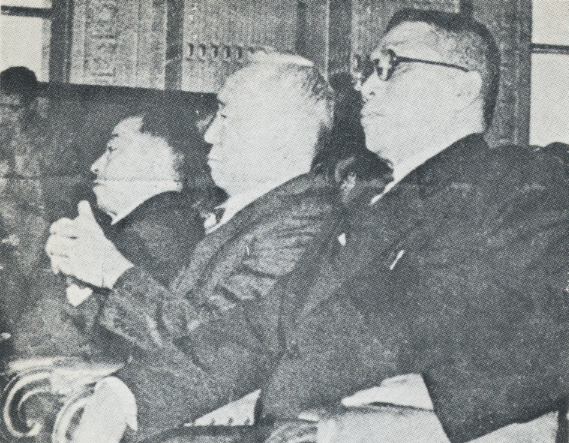
김규식, 이승만, 김구

1946년 3월 1일 '3.1.기미년독립선언 기념사업회' 고문에 취임하였고, 3월에 미·소공위가 개최 예정되자, 그는 미소공동위원회의 성공을 기원하는 성명서를 발표했다. 3월 7일 소련 군정청 사령관 스티코프가 짠 초안에서 그는 향후 수립될 정부의 부수상으로 지목되기도 했다.
1946년 3월 10일 서울시내 시천교당(侍天敎堂)에서 열린 대한노총(대한독립촉성노동총연맹) 결성대회에 참석하고 대한노총 고문으로 선임되었다. 한편 하지는 한때 좌익의 힘을 약화시키기 위해 중도우파인 김규식을 이승만 대신 대통령으로 앉힐 생각도 했다고 한다.
1946년 3월 19일 민주의원 의장 직무대리에 선출되었다.
김규식은 미소공동위원회 때부터 모스크바 3상회의 결의문에 대한 입장을 변경하였다. 즉 신탁 통치가 논의되는 것조차 거부하는 반탁론을 보류하고, 미소공위에 협조하여 과도정부부터 수립하고 탁치논의는 나중에 하자는 입장에 섰다. 그러나 '미소공위 참가는 곧 찬탁'이라는 오해를 받아 매국노라는 모욕을 듣거나 김규식을 암살하려는 극우단체로부터 신체적 위협을 받기도 했다. 중국 체류 중에도 일본 영사관 경찰과 밀정의 테러와 암살 위협에 시달렸으나, 귀국 후에도 동포에 의한 테러, 암살 위혐은 그에게 비애감을 심어 주었다.
후일 그의 비서실장을 지낸 송남헌은 그가 '김규식이 군중에게 말하기를 '정부가 제주도에 세워졌더라도 그건 중앙정부다'라고 하던 분이 후에 가서는 주장이 완전히 달라졌다'고 했다. 송남헌에 의하면 김규식이 초기에 반탁을 지지했던 것에 대해 그는 '(모스크바)3상회의 결정의 내용이 정확히 무엇인지 몰랐던' 것이라고 했다.

#### 제1차 미소공동위원회 당시 (1946)

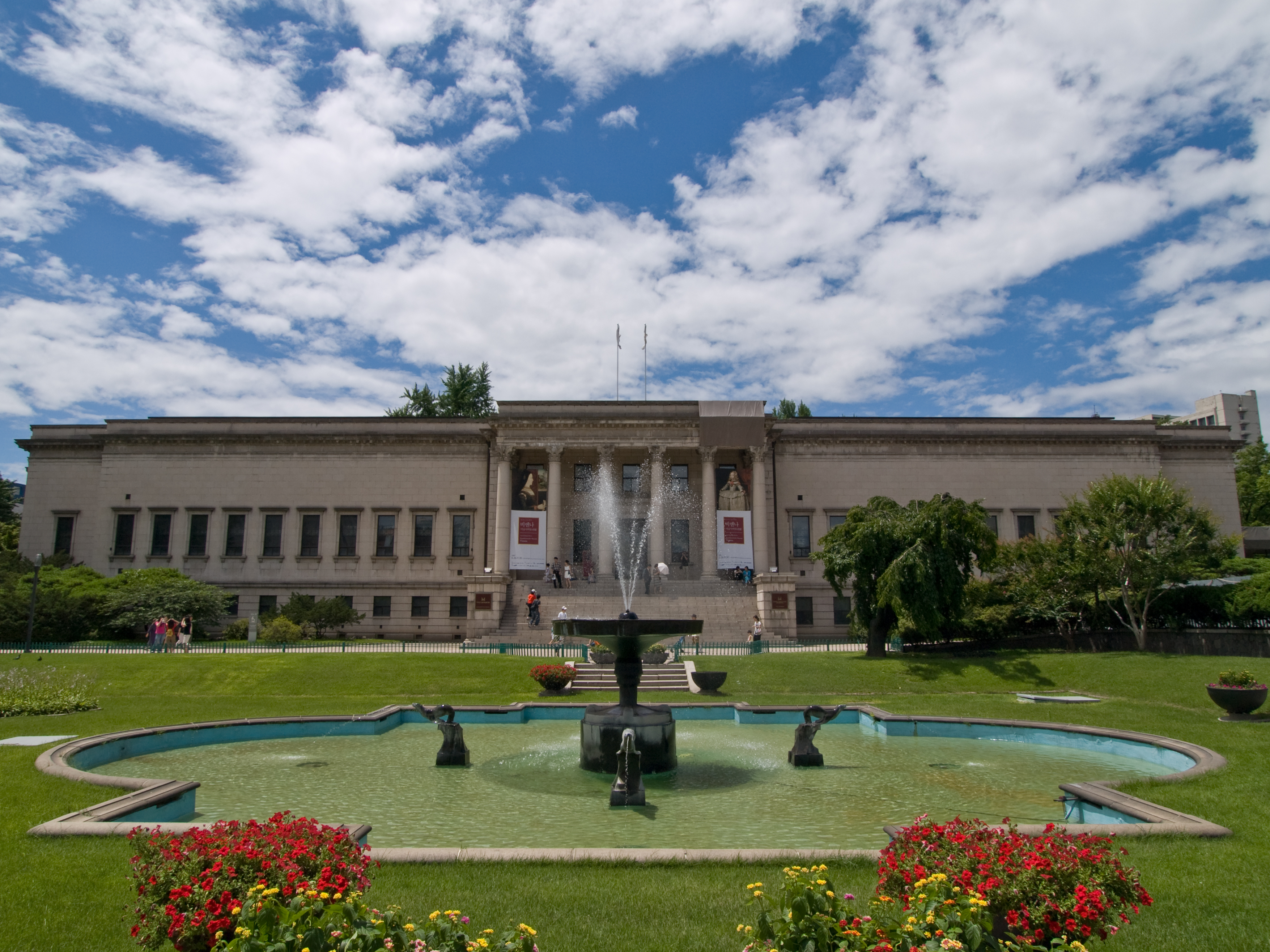
덕수궁 석조전. 이곳에서 미소공위가 개최되어 좌우합작위원회 회담이 열리곤 했었다.

1946년 3월 20일 기자회견에서 김규식은 미소공위에의 협력을 강조하면서 "반탁문제에 대해서는 과도정권이 수립된 후에 그 정부에서 의논할 것인만큼 여기에 다시 논하고 싶지 않다"고 말했다.
1946년 3월 20일에 열린 제1차 미소공동위원회에서 소련은 미국의 예상대로 모스크바 3상회의 합의문을 지지하지 않는 반탁세력을 과도정부 구성에서 제외해야 한다고 주장했다. 3월 24일 민주의원은 미소공위에 파견할 대표로서 김규식, 조소앙, 안재홍, 원세훈, 김준연 이상 5인을 선정했다. 김규식은 미소공위 참관 문안 작성 중 김준연의 방문을 받았다. 그러나 타이프로 신탁통치 관련 문서를 작성하던 중 찬성이라는 단어를 보고 김준연은 이를 문제삼기도 했다.
미소공동위원회는 난항을 거듭하다가, 1946년 4월 18일 과도정부 수립에 참여할 정당과 단체는 모스크바 3상회의 협정에 대한 지지를 약속하는 선언서에 서명해야 한다는 것을 골자로 하는 공동성명, 즉 '공동성명 제5호(제5호 코뮤니케)'가 발표되었고, 이어서 4월 27일 존 하지가 공동성명 제5호에 서명하더라도 반탁의견 발표를 보장하겠다는 특별성명을 냈다. 이에 5월 2일 비상국민회의, 독촉국민회, 조선기독교청년연합회, 한국독립당, 한국민주당 등 25개의 우익 정당과 사회단체가 "미소공동위원회에 참가하되 탁치를 전제로 한 일체 문제는 절대 배격한다"고 발표하며 공동성명 제5호에 서명하였다. 이때 김규식은 조선기독교청년연합회의 대표로서 서명하였다. 그러나 소련은 '공동성명 제5호'에 서명했어도 신탁 통치 반대를 포기하지 않는 한 협의할 용의가 없다고 하였다. 결국 5월 6일 미소공동위원회는 무기 휴회에 들어갔다.
1946년 4월 26일 경성 정동교회에서 한국청년회를 결성하고 초대 총재에 선임되었다. 한국청년단은 우익 청년단체이면서도 온건한 성향을 띄고 있었고, 주요한, 장준하 등이 한국청년단에 가입하여 활동하기도 했다.
1946년 4월 29일 대한독립촉성청년총연맹 전국대표자대회 개최되었다. 이승만이 총재, 김구가 주석, 김규식이 부총재에 추대되었다.
1946년 5월 1일 창간한 독립신보의 고문에 추대되었다.

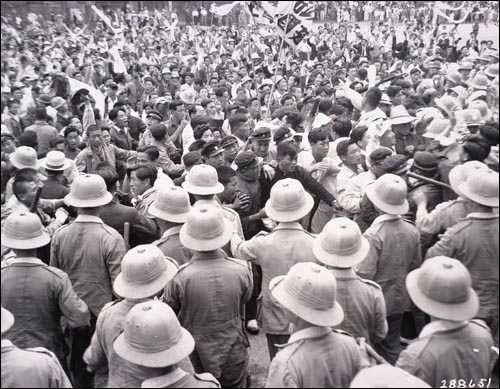
1946년 5월 미소공위가 열린 덕수궁 앞에서 개최된 신탁통치 반대 집회

1946년 5월 12일 독립전취국민대회(獨立戰取國民大會) 석상에서 김규식이 남한 단독 정부 수립론에 관해 발표하자, 5월 14일 민주주의민족전선은 다음과 같은 담화를 발표하여 맹비난하였다. "(남한 단독 정부 수립론을)내세우게 된 것은 조선에 있어서 친일파 민족반역자 대지주 자본가의 이익을 테러로 옹호하면서 민족분열을 내란으로 하고 극소수의 이익을 위한 정권이라도 세워 보자는 可恐 可憎의 음모이다. 지금이야 우리 민족은 통일된 정부를 세워서 공존번영을 누리느냐 분열된 전제정부(專制政府)를 세워 相殘 相虐의 비운에 빠지느냐 하는 가장 위험한 기로에 서 있다. (후략)" 그러자 5월 16일 김규식은 다음과 같이 반박하였다. "내가 12일 서울운동장에서 연설한 가운데에 남조선단독정부를 설치하겠다고 말한 것처럼 보도하며 혹은 그리 선전하는 사람이 있으나 그것은 잘못이다. 단독정부란 말은 아니오 좌익정부를 의미함도 아니다. 남조선에 있거나 어디 있거나 무슨 정부를 세우거나 나는 통일정부를 말한 것이다."
1946년 5월 15일 서울운동장에 모인 군중들 앞에서 '한구석에서라도 독립정부가 세워진다면 주권을 되찾는 것'이라고 연설하였다.
1946년 5월 경제보국회로부터 정치자금을 제공받았다. 경제보국회는 이승만, 김구, 김규식 등 우익 정치인들에게 정치자금을 제공하였는데, 이들 중 가장 큰 혜택을 받은 것은 이승만이었다.
1946년 6월 1일 창간한 《민주일보(民主日報)》의 명예사장에 추대되었다.

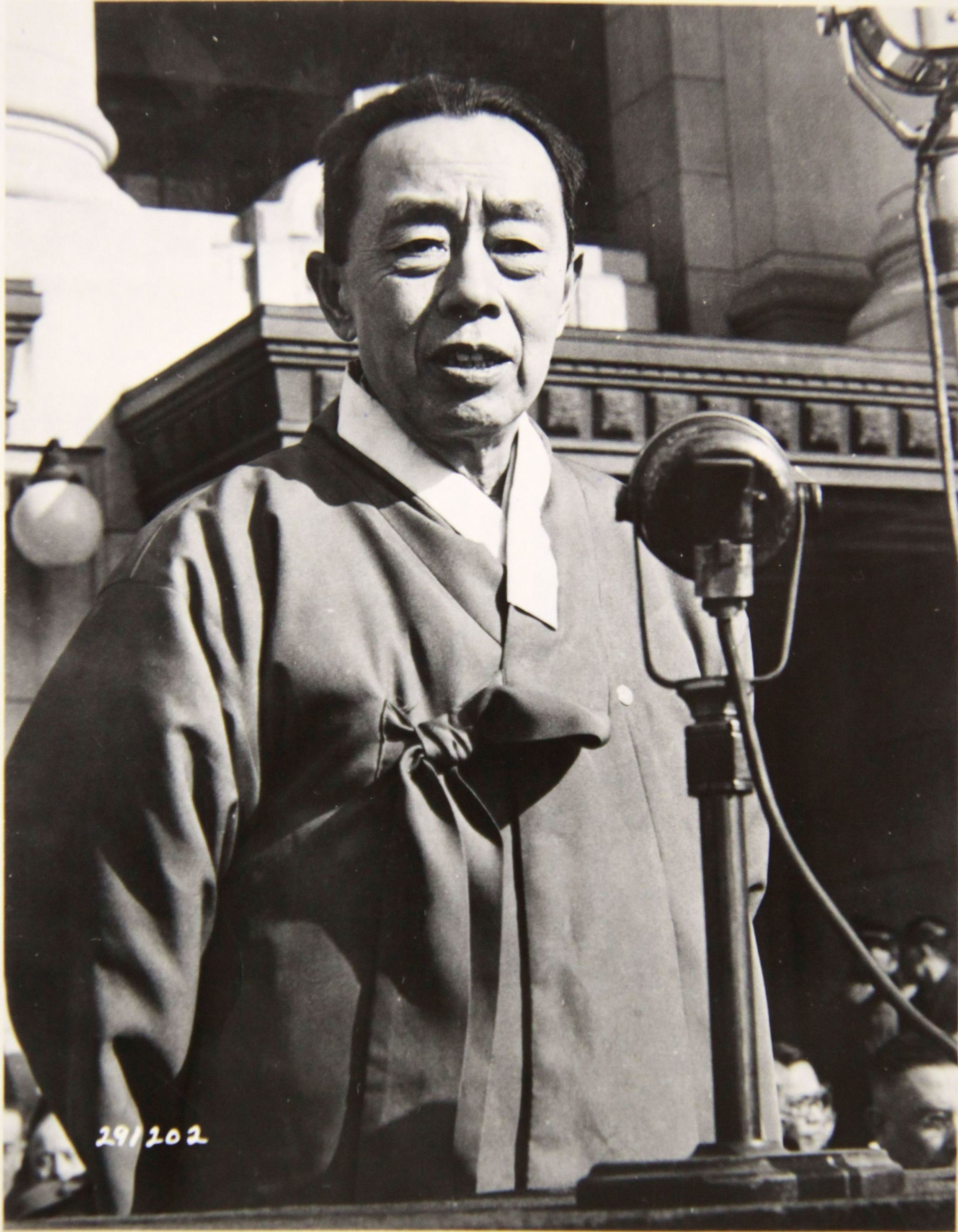
미군정 시기의 김규식

1946년 6월 16일 오후 5시 40분 서울역에 마중 나가 윤봉길·이봉창·백정기 삼의사 유골을 영접하였다. 김규식은 다음과 같은 감상을 말하였다. "급한대로 세분만을 이렇게 모시기로 했다. 이 외에도 해외에서 모셔올 분과 국내에서 모셔야 할 분이 상당히 많다. 앞으로 이분들을 안장할 묘소 장례식 등 우리정부가 수립된 다음에 국민전체가 다시 성대히 해야 할 것이다."
1946년 7월 3일 김규식은 친일파 처단을 요구하였다가 안재홍과 함께 용공분자로 모는 삐라가 나돌고 벽보가 붙기도 했다. 기독연맹 모임에서 김구의 연설에 이어 김규식이 연설을 하였을 때 참석자들이 모두 귀를 막아 김규식은 퇴장하였다. 거리에는 그들을 공격하는 내용이 잔뜩 담긴 전단이 살포되고 벽보가 나붙었다. 전단이 뿌려진 그날 괴청년들은 김규식의 집을 둘러싸고 김규식과 안재홍의 사퇴를 요구하는 시위를 벌였으며, 안재홍의 사무실을 습격하여 반탁, '반(反) 과도입법위원회'의 내용을 담은 전단을 살포하였다.

#### 좌우합작운동 전개 (1946)

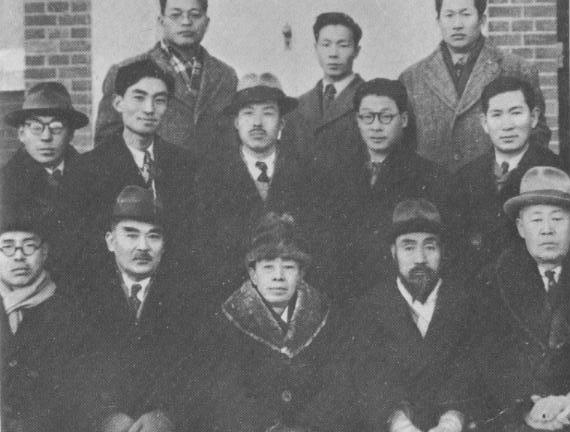
좌우합작위원회 위원
(앞줄 가운데가 김규식, 오른쪽은 김붕준과 안재홍, 오른쪽 맨 끝은 원세훈)

1946년 6월 14일 김규식·여운형·허헌을 중심으로 좌우합작 구체화가 논의되기 시작했다고 보도되었다.
1946년 6월 30일 하지는 김규식·여운형의 좌우합작추진을 적극 찬동하는 특별성명을 발표하였다.
1946년 7월 1일 하지의 좌우합작 찬성 담화에 이승만 측은 긴장하며 이승만·김구·김규식은 유기적 관련이 있으며 이신동체(異身同體)라고 하였다.
1946년 7월 25일 김규식과 여운형의 주도 하에 좌우합작운동이 정식으로 시작되었다. 이후 좌우합작위원회의 비공식적인 회의는 계속되었다. 4사람의 만장일치에 의하여 하지중장의 정치고문이 초대되어 중재자로서 그 회의에 참석하였다. 그러나 김규식은 회의 초에 버치의 노력이 없었다면 그들이 함께 화합할 수 없었을 것이라고 논평하였다.
김규식은 좌우합작이 안될 것이라고 절망하였다. 그러나 이것이 독립국가를 수립하기 위한 길이라면 실패하겠지만 기꺼이 해야 한다고 다짐한다. 한편 좌우합작위원회에 한민당에서는 대표를 보내기를 꺼려했다. 그러나 김규식의 설득으로 한민당에서도 좌우합작위원회에 대표를 보냈다. 김규식은 한민당에서 온건한 분파의 지도자인 원세훈을 참가하게 하였다.
1946년 7월 27일 김규식이 조선적십자사 총재에 구자흥이 부총재에 임명되었다.

##### 박헌영과의 갈등
그는 여운형, 김원봉 등과의 대화·합작과는 대조적으로 박헌영을 몹시 싫어하였다. 미군정에 의해 좌우합작운동에 뛰어들게 되었음에도 그는 박헌영과의 합작은 거부하였다.
적십자사 활동 중 조선공산당의 총수 박헌영이 조선적십자사(대한적십자사의 전신)에 정당사회단체 대표자 자격으로 가입, 조선적십자사의 이사로 선출되자 김규식은 "나는 박헌영이 이사를 맡은 조직에 앉아서 일 못한다"고 반발했다. 여운형의 측근이었다가 김규식 진영으로 넘어간 강원룡이 김규식에게 "그렇게 공산당을 싫어해서야 어떻게 좌우합작을 합니까"하고 항의하였다. 그러자 김규식은 자신이 소련에서 겪었던 일을 소개하였다.
"내가 러시아에 자주 다녀왔는데, 러시아 사람들은 참 선량하다. 그런데 그곳에서 레닌이 1917년에 혁명을 일으켜 1922년까지 5년 사이에 700만 명을 죽였다. 또한 알바니아라는 조그마한 나라에서 공산당이 혁명을 일으켰는데, 단 하루 만에 6만 명을 죽였다. 그런데 한국 사람들은 러시아 사람들과는 비교가 안 될 만큼 잔인하다. 만일 한국에서 공산당이 정권을 잡게 되면 피바다가 된다. 그러니까 절대로 공산당이 들어와선 안 된다."
그는 박헌영과 절친하게 지내던 조봉암 역시 혐오하였다. '조봉암 씨는 믿을 수 없어. 공산당 하던 사람을 어떻게 믿어?'라면서 거부감을 노골적으로 드러냈다. 김규식에 의하면 한국인들은 잔인하고 비겁한 심성을 가졌고, 그때문에 공산주의가 들어오면 외국보다 더 심한 유혈사태나 학살을 야기할 수 있다는 것이었다.
김규식은 박헌영을 미워하여 조선적십자사 이사로 박헌영이 참여하자 박헌영이 이사로 있는 곳에서는 일 못한다고 항의하기도 했다. 그러나 박헌영은 김규식에게도 프락치를 보냈다. 뒤에 김규식의 삼청장에 파견된 기자 이본영은 송남헌에 의하면 '일종의 박헌영 프락치'라 증언했다. 민족자주연맹의 비서처장으로 있던 송남헌은 그에게 권태양을 추천했다. 송남헌은 뒤에 '권태양은 내 밑에 있던 사람으로 내가 추천해서 썼다', '(권태양은) 성시백의 바로 직계이다. 내가 감쪽같이 속았지, 성시백이 선이라는 것을 전혀 몰랐'다고 진술했다.

##### 장택상과의 갈등
한편 존 하지는 장택상과 조병옥에게 김규식을 도울 것을 요구했지만 그들은 거절했다. 특히 장택상은 대놓고 거절하였다. 이에 김규식은 장택상에게 악감정을 품게 된다. 1946년 6월 경 하지 장군이 통역관 이묘묵을 통해 수도청으로 전화를 걸어 하지 중장이 할 얘기가 있으니 곧 들어오라는 것이었다. 사령관실에 들어서니 하지 중장은 파이프를 입에 물고 있었으며 장택상이 앉자 김규식을 지지하라고 강요했다. "중요한 문제가 있어 오늘 장 총감을 불렀소. 다름 아니라 앞의 정책을 의논하자는 것이오. 지금까지 미 국무성에서는 이승만 박사를 지지해 왔는데, 이제부터는 좌우 합작을 위하여 중립적인 김규식 박사를 지지하기로 바꾸었습니다. 장 총감도 앞으로는 김규식 박사를 지지하는 방향으로 일을 해주기 바라오."
그러자 장택상은 '이러한 그의 말은 나로서는 도저히 받아들일 수 없는 제안이었다.'라며 지체 높은 사령관의 말을 제가 감히 어떻게 거역하겠습니까? 그리고 지금 그 말은 오히려 늦은 감이 있지만 참 잘하셨습니다. 잘 알았소 하고는 비꼬는 투로 말하였다. 그리고는 안주머니에서 봉투 한 장을 내어 그에게 주었다. 하지는 이게 무어요 하고 의아스럽게 물었다. 그러자 장택상은 펴 보시면 알 것 아닙니까? 하고 퉁명스럽게 말했다. 그 봉투 속에 있는 것이 사표임을 알자 그는 얼굴이 굳어지더니 언성을 높여 "당신이나 조 부장이나 다 나쁜 사람이오."하면서 심한 욕설까지 했다. 장택상이 하지의 방을 나와서 조병옥을 만나 보았더니 그도 하지의 그같은 제의를 받고 사표를 냈다는 것이다. 이러한 일이 있고 난 뒤부터 하지는 두 번 다시 김규식 박사를 지지하라는 말을 하지 않았다.
군정의 좌우 합작 정책에 따라 두드러지게 된 사람이 김규식이었다. 그러나 김규식은 당시 치안의 책임을 지고 있던 조병옥과 장택상이 여전히 이승만을 지지하는 데 대하여 몹시 못마땅하게 생각하고 있었다. 하루는 장택상이 김규식을 만났다. 김규식은 장택상에게 "장 총감은 이제 사표를 내는 것이 어떻겠소? 그렇지 않아도 곧 갈리게 될 터인데?" 라고 말하였다. 이 말을 듣고 장택상은 하지 중장이 김규식에게 무슨 말을 하였을 것이라고 생각하여 하지 중장을 만났다. 그리고 하지 중장에게 이러한 이야기를 하였더니 하지는 "당신과 조 부장은 우리 국무성에서 절대 신임하고 있는 사람인데 어찌 일개 사령관인 내가 마음대로 할 수 있겠소?"라고 대답하는 것이었다. 고 하였다. 장택상은 '우리가 김 박사를 지지하지 않는 데는 적이 불만을 가지고 있던 하지 중장이었다. 그러나 우리를 다른 인물로 갈아치운다면 치안을 유지하기가 어려우리라는 사실을 구는 잘 알고 있었다.'고 했다. 한편 김규식은 장택상더러 사퇴하라는 압력을 가했지만 장택상은 묵살해버렸다.

#### 남조선과도입법의원 활동 (1946)
1946년 8월 24일 공보부는 남조선과도입법의원을 창설할 것을 발표하였다.
1946년 9월 9일 김규식은 우선 남쪽만이라도 좌우합작을 바란다는 성명서를 발표하였다.
1946년 9월 17일 하지는 김규식의 좌우합작에 관한 성명서에 전적으로 찬동한다고 하였다.
1946년 10월 7일 좌우합작위원회는 합작7원칙과 입법기관에 대한 건의문을 발표하였다.
1946년 10월 10일 김규식은 합작7원칙 해명 성명서를 발표하였다. 그 중 일부는 다음과 같다. "운운하는 문구 중에 신탁통치를 언급치 아니하였다 하여 탁치를 지지한 것처럼 대의(大疑) 소괴(小怪)하는 듯하다. 그러나 그들은 3상회의결의를 다시 숙독 연구하는 것이 좋을 것이다." "반역분자를 포용하는 것은 절대로 불허할 것이나 다만 친일분자에 이르러는 죄상이 현저하지 않을 뿐 아니라 건국사업에 공헌이 있는 자에 한하여 채용하는 것이 무방하다고 인정한다."
1946년 11월 4일 김규식은 하지에게 과도입법의원 민선의원의 무효화를 요구하였다. "전체적으로 유능한 애국자가 못 나왔고 더구나 좌익진영은 전면적 검거때문에 피선될 기회가 거의 없었다는 것 때문에 유감이며 더구나 피선된 자가 극도로 편향적인 데다가 친일파라고 지목되는 자가 다수 피선된 것은 입법기구에 대하여 전민중의 실망을 주었고 충분하 민의를 반영시키지 못한 반민주적 선거이라는 것을 국민대중에게 인식케 하여 진실한 입법기구가 아니라는 인상을 주게 되었읍니다. 이상 지적한 바에 인하여 선거가 원만하게 되지 못하고 118호 법령 7항에 위반되는 인물이 다소 등장되었다는 점으로 보아 현명한 장군의 판단에 의하여 지방민선은 전부 혹은 부분적으로 무효로 정하고 재선하든지 또는 지방법으로 하든지 할 것을 요청하는 것입니다." 이에 11월 8일 한국민주당은 김규식을 맹렬히 비판하였다.
1946년 11월 24일 전국노동조합총동맹 결성식이 개최되었고 김규식은 고문에 추대되었다.
1946년 11월 29일 민중동맹결성준비회가 조직되었고 김규식·원세훈·김병로는 이에 적극 찬동하였다.
1946년 12월 7일 남조선과도입법의원 관선의원에 선출되었다.
1946년 12월 11일 김규식은 남조선과도입법의원 의장에 선출되었다. 12월 12일 남조선과도입법의원 개원식이 거행되었다. 이날 개회사 중 김규식은 다음과 같이 말했다. "이 의원(남조선과도입법의원)이 결코 미주둔군사령장관이나 미군정의 자문기관으로 행사할 것은 아니며 또 미군정을 연장시키기 위한 것도 아니다 오히려 말하자면 남에 있는 미군정이나 북에 있는 어떠한 군정이나 그 존재를 단축시키려는 것이다. (중략) ...우리는 우리의 땅에서 완전한 자격을 얻어 우리의 일은 우리의 손으로 하며 우리에게 대한 법령제정도 우리의 손으로 하고 우리의 운명을 우리로서 자정하는데 매진할 것이다."
과도입법의원은 좌우합작 7원칙에 따라 출범되었고, 김규식은 과도입법의원을 통해 좌우합작을 모색하였으나 여운형 일파와 장택상 일파가 과도입법의원 참가를 거부하여 처음부터 난항했다. 과도입법의원이 개설된 뒤 그는 아직까지 회의 절차에 참석해본 적이 거의 없는 입법의원들을 위해 직접 미국식, 유럽식 회의 과정, 원탁토의와 직선 회의 등 회의 방법을 일일이 설명하고, 동의와 제청, 재청, 삼청의 의미가 무엇이라고 계속 설명하였으며, 의원들이 투표 전후에 앞서 어떻게 해야 된다고 훈시를 하는 등 상세하게 설명하였다. 과도입법의원 의장이었지만 그는 소수파였다. 과도입법의원을 그의 사회로 개최하고 난 지 며칠 뒤 신탁통치 반대 결의안을 만장일치로 가결시켰다.
1946년 12월 22일 민중동맹(民衆同盟) 결성에 참여하였다. 초대 의장은 임의탁(林義鐸)이었다. 이날 김규식은 축사를 하였다.
1946년 12월 24일 남조선과도입법의원에서 성탄절과 신년이 다가오므로 특별히 2주간 휴회하자는 안건이 들어오자 거절하였다. 그는 쉬지 말고 일하자고 간곡하게 호소하였다. 그는 독립운동 당시를 말하며 입법의원들은 민족의 자주 독립을 위해서는 희생해야 된다고 설득, 입법의원 회의는 성탄절 당일과 12월 30일까지 계속 개원되었다.

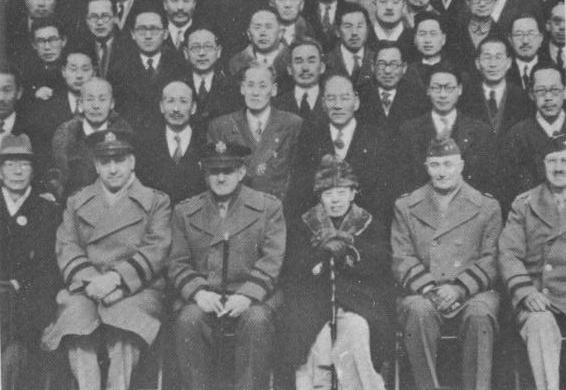
1947년 1월 과도입법위원회 신년사(가운데 털모자에 지팡이를 쥔 이가 김규식, 왼쪽 맨 끝은 서재필, 둘째 줄 왼쪽에서 세 번째는 여운홍, 세 번째 줄 왼쪽에서 네 번째는 장면)

1947년 1월 1일 다음 내용이 포함된 연두사를 하였다. "(상략) 나는 몸이 비록 우익에 속한 사람이라 할지라도 좌익동지들과 합작할 필요를 느낄 뿐만 아니라, 반드시 합작할 수 있다고 확신합니다. 나는 오직 이러한 신념을 가지고 좌우합작위원회에 임하였으며, 또 남북통일의 임시정부 수립이 실현될 수 있다고 확신합니다."

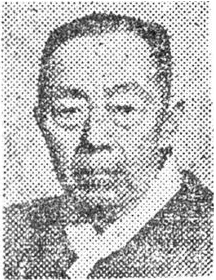
김규식 (1947년 1월)

1947년 1월 20일 과도입법위원회에서 이승만 진영과 한민당계인사들이 반탁결의안을 통과시켰으나 수적으로 불리하여 김규식은 손을 쓸 수 없었다. 입법의원 회의장에는 우익 청년단체 회원들이 진입해 장덕수, 장택상 등의 지휘 아래 반대파들에게 야유를 보내는 등 공포분위기를 조성하였고 반탁결의가 통과되었다. 반탁결의안의 통과로 김규식의 위신은 크게 실추당했다.
1947년 1월 21일 민중동맹 내에 원세훈파와 김규식파의 의견이 대립하자, 김규식은 민중동맹과 관련을 끊겠다는 절연장을 전달하였다.
1947년 1월 30일 김규식은 "(모스크바 3상회의 결의문에)'신탁문제까지 포함하여'라고 한 것은 탁치 문제가 적당한 시일과 장소에서 문제되기 전에 결코 누구나를 막론하고 찬부 양자 중 일방적이 되어야 되겠다는 말은 아니다"라고 말했다.
1947년 1월~2월 독립촉성중앙회는 김규식 중심의 좌우합작위원회를 '독립운동'의 반역집단이라고 규정하고 이들의 회색행동을 철저히 소탕할 것을 결의했으며, 김구가 위원장으로 있는 반탁투쟁위원회에서는 좌우합작위원회를 유령집단으로 매도했다.

#### 제2차 미소공동위원회 직전 (1947)
1947년, 이승만을 견제할 목적으로 미군정청 사령관 존 하지가 미국에 있던 서재필을 군정 고문관으로 초빙하려 하자 김규식 역시 서재필의 귀국을 원하였다. 그는 군정청과 하지의 의견을 물어본 뒤 서재필 귀국에 적극 찬성, 지지한다. 그는 직접 서재필 귀국 환영 성명서를 지어 발표하였고, 서재필이 귀국하자 김규식은 여운형, 이승만, 김구 등과 친히 공항에 나가 서재필을 환영하기도 했다.
우익 진영과 좌익 진영의 양면 공세에 시달림을 당하면서도 그는 조병옥, 장택상, 김준연, 김성수, 이순탁, 원세훈, 허정 등 우익 인사들을 상대로 미소공위에 참석해야 한다는 것을 역설, 설득하고 다녔다.
1947년 2월 3일 김규식은 제13차 남조선과도입법의원 본회의에서 동 의원에서 반탁을 결의한 후 하지 중장과의 회견보고를 하였는데, 하지는 다음과 같이 말했다. "반탁결의라고 하면 언론자유가 있고 또 민의 대표기관인 만큼 얼마든지 좋다. 그러나 결의문 내용을 보면 반탁을 하는 결의가 아니라 나와 미국정책에 대한 반대표현 밖에 안되는 것이다. 그러므로 나는 불쾌하다." 즉 김규식과 과도입법의원이 한 반탁결의는 언론자유를 넘어 미국반대결의라는 주장이었다. 2월 8일 민족통일총본부는 "탁치반대가 하지와 미국정책을 반대하는 것이라 운운함은 실로 터무니없는 모략적 중상에 불외하다"고 반박하였다.
1947년 2월 남로당은 2.7 사건을 일으키고 3월 초까지 대규모 투쟁을 벌였다. 이들은 이승만, 김구, 김규식 등을 친일반동이자 제국주의의 앞잡이로 싸잡아 비난하며 사회 혼란을 더욱 가속화시켰다.
1947년 2월 10일 김구는 다음과 같이 말했다. "그러나 해당 회의(좌우합작위원회)를 취소한다 하여서 합작공작을 위하여 진심으로 노력한 몇분에 대한 우리의 경의는 감할 바 아니어늘 일시 감정상 충동으로서 그들에게 굴욕을 가하려 하는 것은 천만부당한 것이다. 더구나 좌우합작위원회를 영도하던 김규식은 독립운동을 위하여 일생을 희생하였고 탁치반대자로는 누구보다도 철저한 터인데 그를 찬탁자로 몰아넣으려는 것은 일종의 공심을 떠난 모략으로 밖에 인정할 수 없다. 우리는 격별히 이런 점에 주의하여야 할 것이다. 또 한가지 부언할 것은 근일에 세간에서 운위하는 바 중앙노선은 정치이상으로 있을 수 있는 것이며 이것을 이상으로 하는 중간당도 있는 것이다."

1947년 3월 과도입법의원 의장으로서 미군정청측 인사와 면담중인 김규식

1947년 3월 12일 트루먼 독트린이 발표되었다. 미국 본토의 정치적 변화와 함께 1946년 9월 총파업과 대구 10.1 사건도 겪었던 미군정은 북한과 조선공산당 등 극좌익이 우세한 한반도에 극좌부터 극우까지 아우르는 통일정부가 수립될 경우 우익은 결국 살아남을 수 없을 거라고 판단, 좌우합작운동을 외면하고 남한 단독 정부 수립을 구상하기 시작하였다. 1947년 3월 15일 전재동포원호회는 김규식을 후임위원장에 추대하였다.

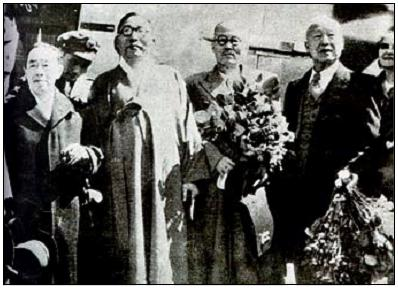
1947년 4월 21일 김포공항에서 지청천 장군의 귀국을 영접하는 김구, 김규식, 이승만, 프란체스카 도너

1947년 3월 16일 조선적십자사 회장에 선출되었다. 적십자사 활동 중 그는 정식 대한적십자사의 부활을 위해 노력하였다. 1947년 조선적십자사의 국제적십자사 가입요청 서한을 미국적십자사를 통해 연맹에 보냈으나 별다른 성과를 거두지 못했다.
1947년 5월 17일 지난 5월 13일 이래 시내 공덕리(孔德里) 미육군병원에 요양차로 입원중이던 김규식은 제2차 미소공위 재개를 앞두고 천재일우의 호기회를 놓치지 말자는 담화를 발표하였다. 6월 3일 오후 5시 퇴원하였다.
1947년 조봉암이 중간운동 하던 리극로와 손잡고 조직한 민주주의독립전선을 만들었다. 그런데 독립전선이 좌우합작위원회에 참여하려 하자 김규식은 이를 거부했다. 조봉암은 공산당을 탈당한 후 김규식을 만나려고 했는데, 김규식은 조봉암의 면담요청을 거부하였다. 강원용이 김규식한테 “만나야지 왜 거부합니까” 했더니 “이 사람아, 한 번 공산당 한 사람은 바뀌지 않아. 조봉암씨는 믿을 수 없어. 공산당 하던 사람을 어떻게 믿어” 하는 것이었다. 그 무렵 조봉암이 공산당을 탈당한 게 아니라 박헌영이 이승엽을 인천지구당 책임자로 앉혔기 때문에 반발했을 뿐이라는 소문이 돌았다. 조봉암은 김규식을 지지하고 좌우합작운동에 참여하려고 했지만, 김규식은 이를 받아들이지 않았다. 김규식은 공산당이라고 하면 전향 여부를 떠나 아예 상대를 하지 않았다. 강원룡에 의하면 그래서 조봉암이 좌우합작위원회에 들어오지 못하고 이극로와 민주주의독립전선을 만들게 되었던 것이라 한다.

#### 제2차 미소공동위원회 당시 (1947)
1947년 5월 21일 제2차 미소공동위원회가 개최되었다.
1947년 5월 23일 김규식은 미소공위 속개와 성공을 기원한다고 말했다.
1947년 5월 28일 미소공위를 적극 추진시키기 위하여 중간노선을 지향하는 각 정당단체로 구성된 미소공위대책정당단체협의회(공협)가 조직되었다. 의장에 김규식, 부의장에 이극로, 이용직이 취임하였다.

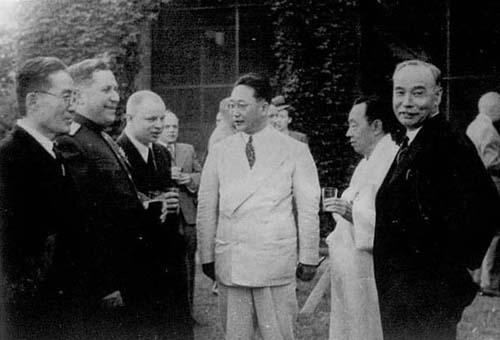
1947년 5월, 제2차 미소공위당시 사진. 오른쪽부터 여운형, 김규식,이묘묵,말리크, 테렌티 스티코프, 허헌

1947년 6월 16일 오전 2시 30분경 괴한 3명이 김규식의 삼청동 자택 동북쪽 철망을 파괴하고 침입하려다가 경비대에게 발견되어 도주하였고 한편 서쪽 철망도 뚫고 수명이 침입하려다가 도주하였다. 김규식은 자신이 머무르는 삼청장 안에서도 테러단을 피해 침실을 자주 옮겨다니기까지 했으며, 측근들은 만일의 테러 사태를 염려해 강원도 홍천군에 있는 아버지의 묘소에 참배를 가는 것도 만류하였다.
미소공위 참관 후 현 코리아하우스에서 앨버트 브라운 소장이 여는 만찬에 여운형, 이묘묵을 대동하고 참석했다.
제2차 미소공위 당시 소련은 미소 양군의 철수를 주장했다. 소련측의 미소 양군 철퇴 주장에 대해서 김규식과 홍명희는 신중한 반응을 보였으나, 중도파 정당들은 민족자주의 입장에서 원칙적으로는 양군 철수를 지지했다.
제2차 미소공위는 초반까지는 순조롭게 진행되어 갔었다. 6월 25일 공동위원회 참가를 청원한 남한의 정당 및 사회단체 대표 400여명과 미소 두 나라 대표의 합동회의가 개최됐고, 7월 1일에는 북한 정당 및 사회단체 대표와 미,소 두나라 대표의 합동회의가 개최됐다. 그러나 7월 10일 소련 대표가 공동위원회 참가단체로 등록한 남한의 425개 단체를 118개로 제한하자고 제의해서 문제가 생기기 시작했다. 단체 참여수 문제를 놓고 미국과 소련 양측은 자신의 주장을 굽히지 않았으며, 국내에서도 좌파·우파 양 진영 역시 한걸음도 물러서지 않으려 했다.

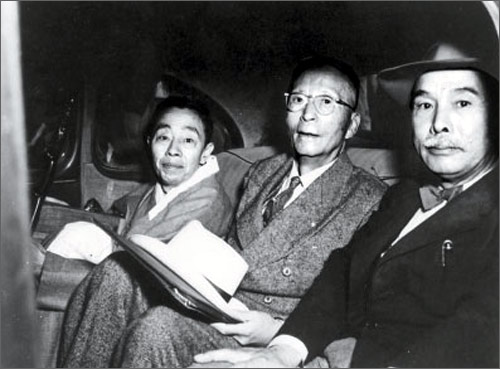
1947년 7월, 서재필 박사와 김규식과 여운형.

1947년 7월 1일 김형민(金炯敏) 서울시장, 안재홍 민정장관, 김용무(金用茂) 대법원장 등과 함께 49년만에 귀국한 서재필의 배웅을 나갔다.
1947년 7월 12일 서재필 환영대회의 개회사를 하였다.
1947년 8월 12일 제2차 미소공동위원회가 양진영의 반목으로 완전 결렬되어, 한국에 독립적·민주적 통합정부를 수립한다는 목적이 무산되고 말았다.
1947년 9월 17일 미국 국무부 장관 조지 마셜은 한국문제를 유엔에 이관했다고 발표했다.
1947년 9월 26일 미소공위 소련 측의 양군 철퇴 주장에 대해 다음과 같이 말했다. "명년초에 미소가 동시 철병하자는 것은 원칙상으로 보아 어느 민족을 막론하고 주둔하였던 외병(外兵)이 철거하는 것을 불가라 할 자가 없을 것이다. 그러나 아무 책임적 선결조건의 언명도 없이 철거만 하자는 것은 일종의 우롱술책이 아닐까 한다."

#### 좌우합작운동 좌초 (1947)
1947년 7월 19일 서울 혜화동 로터리에서 좌우합작위원회 좌측 대표 여운형이 백의사 단원 한지근 외 4명 등이 쏜 권총에 맞고 피습 절명하였다. 여운형이 죽기 몇 시간 전에 김규식도 죽이겠다는 협박편지를 받았다고 한다. 그가 신탁통치와 미소공위 참가를 선언한 이래 수시로 그에게 협박 투서나 협박전화 등이 걸려왔다.
김규식은 여운형의 죽음에 매우 크게 충격 받았다. 김규식은 여운형과 사적으로 형님·아우님 하던 사이였고, 오래전 상해 임시정부 시절부터 해방이후 좌우합작운동까지 함께해온 동지였기에 여운형에 대한 그의 특별한 동지애는 1947년 12월, 좌우합작이 실패로 끝난 뒤에 촬영한 기념사진에 손수 여운형의 얼굴이 든 사진을 오려서 붙이는 것으로도 표현되었다. 김규식은 여운형 영결식에 참석하여 추모사를 남기면서 평가하였는데, 그 주요내용은 다음과 같다. "우리는 한 위대한 혁명투사를 잃었을 뿐만 아니라, 유일목표인 신국가 건설을 위하여 전 민족이 합작으로부터 완전 통일에 나아감으로 최후 목적을 달하기를 제창하여 이에 최종까지 노력하던 지도자를 상실하였다. 그러므로, 나는 몽양 동지의 영별에 대하여 정실상의 감촉보다도 우리 민족의 자유를 획득하려는 공동진영의 한 용장을 상실하였다고 본다. 곧 민족 전체의 손실이다."
여운형 피살 후 김규식은 원세훈, 조소앙, 안재홍, 여운홍 등과 함께 좌우합작운동을 진행하였다.
1947년 7월 23일 김규식은 좌익 각 정당 단체를 중심으로 결성된 구국대책위원회(救國對策委員會)와 무관하다는 담화를 발표했다. "본 좌우합작위원회에서는 지난 7월 20일 故여운형 동지 장의에 대한 상의차로 權泰陽 비서를 좌우합작위원회 대표로 참가시켰으나 기타 여하한 신조직 단체에 참가하라는 사명을 주어 보낸 일은 없다. 그러므로 본 좌우합작위원회는 신출발하는 구국대책위원회와 하등의 관련이 없는 것을 玆에 성명한다."

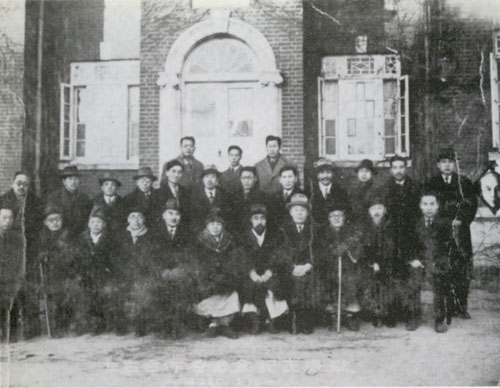
1947년 12월, 좌우합작위원회 해단식.

1947년 7월 28일 서울에서 열린 기독교청년연합회 주최 강연회에 김구, 김규식은 연사로 참여하였다. 김구가 연설을 마치고 내려왔다. 다음 연사인 김규식이 장내에 소개되었다. 장내의 열띤 청중들은 김규식의 예정된 연설을 들어야 하는지의 여부를 두고 논란을 벌였다. 마침내 한 청년이 나와서 김규식과 같은 유물론자의 연설을 들어서는 안 된다고 하면서 그 대안으로 모두가 귀를 막자고 제안했다. 청중들은 이 문제를 표결에 붙여버렸다. 김규식의 연설을 듣지 말자는 주장은 바로 가결시켰고, 이어 김규식은 조용히 퇴장해버렸다.
1947년 8월 3일 여운형 장례식에 조문하였다.
1947년 8월 7일 先과도정부수립 後탁치논의를 재차 강조하였다.
1947년 8월 12일 제2차 미소공동위원회가 양진영의 반목으로 결렬되어, 한국에 독립적·민주적 통합정부를 수립한다는 목적이 무산되고 말았다.
1947년 9월 16일 미군정장관 아처 L. 러취의 장례식에 참석하였다.
1947년 10월 14일 한미문화협회(韓美文化協會) 총회에서 명예회장으로 선출되었다.
1947년 12월 15일 좌우합작위원회는 해체를 선언하였다.

## 생애 후반

### 민족자주연맹 결성 (1947)
1947년 9월 27일 민족자주연맹준비위원회(民族自主聯盟準備委員會)가 구성되고 준비위원장에 김규식이 추대되었다.
1947년 10월 1일 민족자주연맹 결성준비위원회에 참여하였다. 김규식은 일부 중도좌파, 중도우파 정치인과 청년들의 정치조직 결성 건의를 받아들여 민족자주연맹 결성에 착수하게 된다. 민족자주연맹은 경성부 천도교 강당에서 결성되었다.
1947년 10월 14일 한미문화협회(韓美文化協會) 명예회장으로 선출되었다.
1947년 10월 30일 미국 육군 소장 윌리엄 F. 딘이 미군정청 군정장관으로 부임하였다. 11월 3일 김규식은 환영담화를 발표하였다. "조선 속담에 초불득삼(初不得三)이라는 말이 있는데, 이것은 첫 번에 성공하지 못하면 세 번째 노력했을 때는 반드시 성공한다는 말입니다. 그러므로 우리는 제1대 군정장관 아놀드 장군 때와 2대 군정장관 러치 장관 때에 성공하지 못한 자주 독립을 제3대 군정장관인 딘 장군을 맞이함으로써 이 소망을 달성할 것을 확신하는 바입니다. 그러므로 우리는 보통 환영사에서는 되도록이면 오랫 동안 우리와 함께 있기를 원하는 것이나, 금일 이 석상에서는 장군에게 환영사를 드리는 나로써는 될 수 있는 대로 단시일에 군정장관의 자리를 물러가고, 제1대 주한미국대사나 특별대사의 자격으로 오랫동안 우리와 함께 있기를 원하는 바입니다."
1947년 12월 20일 경운동 천도교강당에서 민족자주연맹이 결성되었다. 의장에 김규식, 부의장에 김붕준, 홍명희, 원세훈, 이극로, 김성규(金成圭) 이상 5인이 추대되었다. 결성식에서 그는 극좌-극우를 반대하고 민족주체성을 찾자고 역설하였다.
미군정 수뇌들은 민족자주연맹 결성식에 참석하여 축사를 함으로써, 이 당시 이승만에게 보낸 반응과 대조적으로 김규식에 대한 지지를 표명하였지만, 그러나 미군정측이 남북지도자회의를 지지한 것은 아니었다. 이 점에서 개인 김규식에 대해서 보인 호의와는 무관하게, 민자련은 미군정, 미국과 대립되지 않을 수 없었다. 김규식을 정점으로 한 민족자주연맹은 미군정의 지원을 받고 있었지만, 원칙적으로 미소 양군의 철퇴를 지지하여 미국측 입장과는 차이를 보였다.
1947년 12월 24일 민족자주연맹의 정치위원에 홍명희, 원세훈, 이극로, 윤기섭, 손두환(孫斗煥), 김성규(金成圭), 김순애가 내정되었다.

### 남북협상 참가 선언 (1948)

김구

1948년 1월 12일 과도입법의원 제188차 본회의에서 김규식은 유엔 감시하에 총선거를 실시하여 3월 말일 이내로 국회가 구성되어 본 과도입법의원도 속히 휴회되기를 바란다는 요지의 개회사를 하였다.
그런데 1948년 1월 23일 유엔 한국 임시위원단의 북한 입국을 유엔 소련 대표 안드레이 그로미코가 거부했다. 이를 기점으로 민족진영 3영수(이승만·김구·김규식)가 이승만의 단정단선론(외교적 통일)과 김구·김규식의 남북협상론(자주적 통일)으로 분열하였다.
1948년 1월 26일 김구는 김규식을 방문하여 유엔 한국 임시위원단에서 개진할 의견을 협의하였다.
1948년 1월 28일 김구는 유엔 한국 임시위원단에게 '미소양군이 철수하여 군정의 간섭없이 유엔 치안 하에 자유스러운 선거를 치러야 하며, 남북지도자회의를 소집할 것'을 요구하는 의견서를 보냈다.
1948년 2월 4일 김규식은 김구를 방문하였다. 1948년 2월 4일 민족자주연맹은 남북통일 문제를 토의하기 위해 남북 요인회담을 열 것을 요망하는 서한을 김일성과 김두봉에게 발송하기로 건의했다. 이 결의에 따라 김규식은 장덕수 살해사건 관련설로 난처한 입장에 빠져 있던 김구를 방문하고, 김일성에게 보내는 서한은 신기언(申基彦)이, 김두봉에게 보내는 서한은 엄항섭이 기초하여 김구와 김규식 두 사람 연서의 사신 형식으로 발송할 것에 합의했다.
1948년 2월 9일 김구와 김규식은 유엔 한국 임시위원단의 크리슈나 메논에게 남북한 동시 총선거 성립을 위한 남북협상을 재차 제안하였다.
1948년 2월 16일 김구와 함께 공동명의로 단독선거 강행을 저지하고 통일국가수립을 위해 남북지도자회의를 소집할 것을 주장하는 내용의 서신을 북한의 김두봉에게 보내 남북 지도자 회담을 제안하였다.
1948년 2월 27일 김규식은 과도입법의원 의장직에 대한 사표를 제출하였다. 이후 경교장에서 김구와 회담하였다.
1948년 2월 28일 김규식은 "남조선 선거에는 물론 불참하겠다. 그러나 남조선 선거에는 반대치 않겠고 이 앞으로 아무런 정치행동에도 불참하겠다"고 말했다. 반면 3월 15일 민족자주연맹은 한독당과 연계하여 선거반대전선을 모색하였다.
1948년 3월 1일 남로당 중앙위원회로부터 "제국주의자의 앞잡이가 되어 조국의 분할 침략계획을 지지하고 나라를 팔아먹는 이승만, 김구, 김규식, 김성수 등의 정체를 폭로하고 인민으로부터 고립·매장시키지 않으면 안 된다."는 비판을 받았다. 한편 한민당으로부터 김구와 김규식의 주장이 남로당 주장을 대변하고 있는 것 같다느니, 그들이 "크레믈린 궁의 사자"라느니 하며 비난을 받았다. 한민당은 총선거에 임하여 만천하 동포에게 고함에서 김규식은 한때 공산당원이었으니 그 태도가 공산당과 동일할 것은 필연의 귀결로 볼 수 있고, 김구도 토지국유정책 등을 볼때 공산당과 통할 가능성이 있다는 공격을 당했다.
1948년 3월 12일 유엔 소총회에서 조선에 가능한 지역만에서라도 총선거를 실시하여 조선의 중앙정부를 수립하자는 미국측 제안이 통과되자 김구, 김규식, 김창숙, 조소앙, 조성환, 조완구, 홍명희는 이에 반대하여 총선에 불참한다는 공동성명서를 발표하였다.
1948년 3월 25일경 김규식의 후임으로 신익희가 과도입법의원 신임 의장이 되었다. 1948년 5월 20일 과도입법의원은 폐원하였다. 이로써 1946년 12월 22일 개원한 이래 1년 5개월만에 해산되었다.

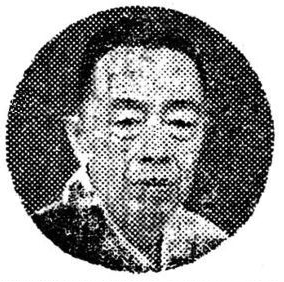
김규식 (1948년 4월)

1948년 4월 3일 김규식은 서울 필동의 호국역경원에서 열린 통일독립운동자협의회 결성식에 참석하여 훈화하였다. 김규식은 남북협상의 실패를 예견하였고, 자신이 남북협상에 참여했다가 실패하면 이승만이 대통령이 될 것이라는 것도 미리 예상하고 있었다. 국민들이 심정적으로는 남북협상을 지지하겠으나 현실적인 선택에 있어서는 이승만을 선택하리라는 것도 인식하고 있었다.
1948년 4월 김규식이 남북협상에 참여하려 할 때 주변에서는 그에게 북한에 가지 말 것을 여러번 권고하였다. 남북협상이 정치적 자살 행위임을 김규식은 잘 알고 있었다. 조병옥은 '남북협상을 한다고 하더라도 결국은 하등의 결론도 못 얻고 그대로 돌아올 것이라고 확신하였다.' 그래서 조병옥은 김규식을 찾아가 북한에 가지 말 것을 설득하였다. 조병옥은 김규식을 방문하여 3시간 동안 면담하면서 현존 국제정세 하에 있어서 공산주의자들과 독립정부 수립을 협상한다는 것은 무익한 일이며 협상을 하기 위하여 북행을 한다고 하더라도 그것은 허행(虛行)이 될 뿐만 아니라 마침내는 정치적 자살을 하게 될 것이라고 하였다. 김규식도 그의 의견을 존중히 여기고 북행하지 않을 것을 말하였던 것이다.
민족자주연맹과 좌우합작파, 우파 일각에서도 그의 남북협상 참여를 만류하였다. 김규식의 비서로 지냈던 송남헌에 의하면 장건상과 원세훈 등은 김규식이 남북협상에 참가할 때, 김규식의 직접 참여가 장차 정치계에 미칠 영향을 고려하여 김규식의 북행을 만류했다고 한다. 장건상은 특히 후일을 도모하기 위해서라도 박사님은 북행해서는 안 된다고 조언하였다.
1948년 4월 14일 서울에서 문화예술인 108인이 남북협상을 지지하는 성명을 발표하였다. 또한 이날 민족자주연맹 정치상무연석회의의 결의와 측근자의 권고에 따라 김규식은 남북협상에 참석키로 결정하였다.

### 제1차 남북협상 참가 (1948)
1948년 4월 19일 모란봉회장에서 김일성의 사회로 제1차 전조선 제정당사회단체 대표자 연석회의(약칭 남북연석회의 또는 남북협상)가 개최되었다. 김구, 김규식을 비롯한 남한 측의 한국독립당, 민주독립당, 민족자주연맹 등 중간파요인들이 참석하지 않은 채 개막하여 일반의 이목거리가 되었다. 이날 회의에는 북조선측요인들과 남조선 민전계열이 주로 참석하였다.
1948년 4월 18일 민족자주연맹은 원세훈·최동오·신기언(申基彦)·姜舜·尹琦燮 등 14인을 남북협상에 파견하기로 결정하였다.
김구 일행은 1948년 4월 19일 먼저 북한으로 출발했다.
1948년 4월 21일 김규식은 북행에 앞서 다음과 같은 협상 5원칙을 제안하였다. "1) 여하한 형태의 독재정치라도 이를 배격하고 진정한 민주주의국가를 건립할 것, 2) 독점자본주의 경제제도를 배격하고 사유재산제도를 승인하는 국가를 건립할 것, 3) 전국적 총선거를 통하여 통일중앙정부를 수립할 것, 4) 여하한 외국에도 군사기지를 제공치 말 것, 5) 미소양군 조속철퇴에 관하여서는 先而 양군당국이 철퇴조건 및 기일 등을 협정하여 공포할 것을 주장할 것" 이는 김일성이 받아들이기 어려울 것으로 생각되는 것이었다.
1948년 4월 21일 김규식 일행은 38선을 넘어 북행하였다.
1948년 4월 22일 보도에 따르면 남북연석회의의 민족자주연맹 측 참석자는 김규식, 원세훈, 孫斗煥, 최동오, 김붕준, 申肅, 金性馨, 신기언, 송남헌, 姜舞, 朴建雄, 權泰錫, 裵成龍, 申감圭, 韓台圭, 潘日炳, 李炳熙, 여운홍, 金是鎌 외 수행원 몇 명이었다.

1948년 4월 평양 을밀대에서
왼쪽부터 선우진, 김규식, 김구, 원세훈 순

평양에 도착한 뒤 평양의 특별호텔에 숙소를 정했다. 평양의 특별호텔에 있을 때 김원봉, 허헌, 박헌영 등의 방문을 받았다. 환영 피로연에서 그는 '우리는 우리 장단에 맞추어 우리춤을 추자'며 자주성을 역설하기도 했다. 그러나 남한의 주요 정치인사들은 북행하였으나 연석회의에는 불참하였다. 이는 철저히 소련 군정청의 민정청장 레베데프가 세운 각본대로 진행되었던 것이다. 이를 눈치챈 김규식과 김구는 4월 22일 회의에만 참석해 간단한 인사말을 했을 뿐이다. 4월 22일 평양시내에 도착한 김규식은 4김회동에만 참석했을 뿐, 이후 병을 이유로 숙소에 머무르며 한 번도 회의에 참가하지 않았다.
1948년 4월 23일 남북연석회의에서 '조선정치정세에 관한 결정서'와 '전조선동포에게 보내는 격문'이 결정되었다. 그리고 4월 25일 평양방송은 이 결정서와 격문을 방송하였는데, 이로 말미암아 국내 정계에 일대 파문이 일어났다. 발표된 결의서와 격문이 이때까지 남북협상을 추진해 온 근본이념과는 상당한 거리가 있음을 발견한 김구·김규식 산하 진영은 그 진상을 파악하기 위하여 4월 26일 연락원을 급파하였으나 소련측의 입국거부로 인하여 빈손으로 귀경하였다. 같은날 4월 25일 이승만은 선출되지 않은 김구와 김규식은 남한 대표의 자격이 없으며, "남북협상은 소련에게 이용당한 결과"라고 혹평했다. 4월 27일 민족진영 각계는 남북협상을 부정적으로 평가하였다.
1948년 4월 30일 평양의 김두봉의 집에서 김구, 김규식, 김일성, 김두봉의 '4김 회동'이 열렸다. 김두봉의 제의 하에 연백평야에 공급하다 중단된 수리조합 개방문제, 남한으로 공급하다 중단한 전력의 지속적인 송전문제, 조만식의 월남허용문제, 만주 여순에 있는 안중근의 유골 국내이장문제 등에 관해 논의하였고, 이에 김일성은 수리조합 개방, 전력 송전에 대해서는 즉석에서 수락하였고, 조만식과 안중근 이장문제는 뒤로 미루었다. 그러나 5월 5일 김구와 김규식이 서울로 돌아와 5월 6일 국민들에게 이 사실을 발표한 며칠 뒤, 다시 수리조합과 전력송전을 중단하고 약속을 이행하지 않았다. 결국 남북협상은 아무런 성과도 거두지 못하고, 이후 대한민국 정부 수립 과정에서 이들 통일정부수립노선을 택하였던 인사들이 배제되는 결과만을 가져왔다.
1948년 5월 2일 북한은 남북협상을 근거로 조선민주주의인민공화국 사회주의헌법을 채택하였다.
1948년 5월 5일 오후 8시경 김구·김규식 등은 일행 60여명과 같이 서울에 무사히 도착하였다.
1948년 5월 6일 김구는 "경교장에서 내가 떠날 때 만류하였음에도 불구하고 몰래 다녀왔는데 이번 우리 일행의 큰 소득은 말할 수 없으나 장차로 남북의 우리 동포는 통일적으로 영구히 손잡고 살아가겠다는 기초를 튼튼히 닦아 놓았다. 첫술에 배부르는 법은 없는 것이니 다만 한 두 번 또다시 만난다면 우리의 목적 달성을 확신하는 바이다"라고 소감을 밝힌 후 남북협상의 성과에 대한 김구·김규식의 공동성명서를 발표하였다.
1948년 5월 14일 북한이 남한으로의 송전을 중단했고 이에 남한도 즉히 북한 송전을 중단하였다. 북한에서 남북협상 당시 끊지 않겠다고 약속한 송전을 끊어버림으로서 남북협상에 참여했던 정치인들의 입지는 더욱 약화되었다. 송전이 마비된 뒤 미군에 의해 전기 공급이 일부 복귀되기는 하였으나, 송전 중단의 원인을 김규식의 탓으로 몰고 가는 비난 여론이 나타났었다.

### 제1차 남북협상 참가 이후 (1948)
1948년 6월 1일 김구와 김규식은 통일독립운동자협의회를 한독당·민족자주연맹의 행동통일기구로 전환하기 위한 회담을 개시하였다.
1948년 6월 29일 북한으로부터 제2차 남북연석회의에 초청 받았으나 거절하였고, 8월 한국민주당에서 뒤에 그를 대통령 후보로 추대하려 하였으나 그는 한민당의 이 요청 역시 거절하였다.
1948년 7월 19일 김구와 함께 북한의 선거는 남북연석회의에서의 약속위반이라고 비난 성명을 발표하였다.
1948년 7월 21일 김구와 함께 통일독립촉진회를 결성하였다. 김구와 김규식은 공동영수로 추대되었다. 김규식은 축사에서 다음과 같이 말했다. "...유감인 것은 우리가 北에서 발표한 공동콤뮤니케의 제안은 명백한데 불구하고 北에서 정부를 세우느니 하는 말이 들리는 까닭이다. (중략) 이제 남조선 국회에서 대통령이 선출됐는데 나는 과거에 나의 성명과 같이 반대도 안하고 참가도 아니하는 동시에 그거나마도 잘돼 나가기를 바라며 그것이 정부가 아무렇든간에 외국인의 군정부보다는 낫게 되기를 바란다. 동시에 북에서 또하나 정부가 선다면 그 북정부와 남정부가 한데 합하여 우리가 살길을 얻기 바란다." 한편 김구는 다음과 같이 말했다. "우리 민족은 우리 자신이 살려야 하겠다. 친소 친미보다 우리는 먼저 우리 조국을 親하고 우리 자신이 통일한 연후에 비로소 친소도 할 수 있고 친미도 할 수 있는 것이다. 우리는 이러한 의미에서 먼저번 평양회담도 해보았다. 그런데 최근 평양에서 또하나의 정부를 세운다 하니 이는 그들의 배신적 행위임으로 우리 애국통일독립운동자들은 희생을 각오하고 통일을 위하여 싸워야 하겠다."
김구는 반공주의자였고 김규식 또한 반공적이어서 두 사람은 통일독립촉진회에 친북인사들이 들어오는 것을 크게 경계하고 북의 정부수립을 배신행위로 단죄하고 북한·좌익과 선을 긋고자 끊임없이 노력하였다. 그런데 한국민주당의 김준연은 김규식이 과거 공산당에 가입했던 사람이라며 문제삼았다. 1919년~1921년 원동민족회의에 활동하면서 가입한 일이 있었다.
그가 공산주의자라는 의혹이 계속 제기되었고, 김규식은 서재필에게 편지를 보내 억울함을 토로하기도 했다.

### 민족진영 재결합의 노력 (1948~1949)
1948년 초 단정단선론과 남북협상론의 노선 차이로 인해 틀어졌던 이승만과 김구, 김규식의 관계는 우여곡절을 거쳐 점차 회복되었다.
1948년 8월 14일 대한민국 정부 수립을 하루 앞두고 김규식은 점진적 통일을 수용하는 태도를 보였다.
1948년 9월 6일 장제스는 이승만과 김구, 김규식의 합작을 희망한다고 밝혔다.
1948년 10월 잡지 《학풍(學風)》이 창간되자 필진으로 참여하였다.
1948년 12월 일부 남북협상파는 프랑스 파리에서 개최되는 제3차 유엔 총회에 단정 반대 입장을 발표할 대표자로 그를 선정하였으나, 그는 파리에 가기를 거절하였다.
1948년 12월 12일 유엔 총회 결의 195(III)호(The problem of the independence of Korea)에서, 대한민국 정부(the Government of the Republic of Korea)를 "한반도에서 유엔 임시위원단의 감시와 통제 아래 대다수 주민의 자유로운 의사에 의해 선거가 치러진 한반도에서 유일하게 그러한 합법 정부"임을 결의했다.
1948년 12월 15일 민족진영 3영수(이승만·김구·김규식)의 합작운동 태동이 보도되었다. 유엔의 승인 이후 김규식은 대한민국 정부를 인정했고 현실 정치에 영향력을 행사하려 했다.
1949년 1월 1일 김규식은 신년인사차 경무대의 이승만을 방문하였다.
1949년 2월 10일 통일독립촉진회는 민족진영의 합작운동이 활발하게 전개되는 것에 부응하여 민족진영 합작운동 5원칙을 제시하였다. "1. 자주적인 완전독립의 지표를 확립하여 이를 적극적으로 고취할 것, 2. 평화적 남북통일을 조속히 완성할 것, 3. 평등호혜의 입장에서 국제친선을 촉진할 것, 4. 유엔한국위원단의 업무 추진에 협력하고 민의의 창달을 촉성할 것, 5. 정치력의 질량을 급속히 앙진(昻進)시킬 것." 각 원칙에 대한 부연설명도 하였는데 그 요지는 다음과 같았다. "5·10 선거에 의하여 수립된 대한민국이 유엔 48개국의 승인을 얻은 것은 역사적 사실이다." "유엔 한국 위원회의 입국을 계기로 하여 민국정부의 최고당국도 화평통일론을 주창케 되었으니 민족적 도의와 실익을 위해서 참으로 경하할 일이다." "유엔 한국 위원회의 주업무인 남북통일과 양군철퇴 감시는 우리의 주장과 일치하는 것임에 그 업무의 추진에 협력할 것..." '반민법의 철저한 발동으로써 민족 정기를 확립하는 것, 토지개혁을 시급히 실시하여 농촌에 활기를 주는 것, 통화개혁, 동력조정 기타 국가적 계획경제로서의 산업 재편성, 권력의 민주화, 이도(吏道)의 숙청 등 명랑하고 폭넓은 정치로써 생산력과 인화력을 증강하여야 할 것이다.'
1949년 5월 15일 건국대학교의 전신인 조선정치학관 개교 3주년 기념식에 내빈으로 참석하였다.
1949년 5월 19일 민족진영 3영수(이승만·김구·김규식)의 재결합이 가시화되었다. 5월 20일 김구는 "일반국민들이 3영수의 재합작을 간절히 바란다는 것은 현 시국에 비추어 있음직한 일이나 본래부터 대통령과 김박사와 나의 사이에는 별반 간격은 없었던 것이므로... (중략) 과거 우리들의 노력방법에 있어서 약간의 차이가 있었던 것은 사실이나 시간과 공간은 차차로 이러한 차이를 해소하고 합일점으로 도달케 할 것을 의심하지 않는 바이다. (중략) 대통령과 金박사와는 앞으로도 종종 만날 기회가 있을 것으로 믿는다"라고 말하였다.

그러나 1949년 6월 26일 김구가 안두희에게 암살당했다.
1949년 6월 27일 김구의 장례는 국민장이 결정되었다. 이날 오후 5시부터 김규식·최동오·조소앙·안재홍·명제세 등이 회합하여 '고백범김구선생국민장의위원회'를 구성하고 위원장에는 오세창, 부위원장에는 김규식·조완구·이범석을 선출하였다. 그리고 묘지는 김구의 유언대로 효창공원 3열사묘 서록에 안치하기로 되었으며, 장일은 7월 5일로 결정되었다. 이승만 부부는 7월 4일 오전 9시 40분경 조문하였다. 김구의 국민장은 대한민국 정부 수립 이후 최초의 국민장이었다.

### 민족진영강화위원회 활동 (1949)
1949년 7월 25일 민족진영강화대책준비위원회가 구성되었다. 국민회·한국독립당·민주국민당·민족자주연맹·朝民黨·대한국민당·社會黨·新進黨·新生會·在日韓僑 10단체와 명제세·조완구·裵恩希·원세훈·안재홍·신익희·조소앙·池大亨·이윤영·金朋濬·백남훈·柳東悅·崔東旿·嚴恒燮·韓根祖·李活·朴烈 외 8명이 참여하였다.
1949년 7월 30일 민족진영강화대책준비위원회 제1차 회의가 열렸다. 남북협상 당시 민족진영의 분열로 국회 제1당을 차지한 민주국민당(한국민주당의 후신)은 한국독립당·민족자주연맹 등 남북협상파의 참석을 기피하였다.
1949년 8월 15일 김규식은 정부 수립 1주년 기념 담화에서 다음과 같이 말했다. "유엔과 열국이 승인한 대한민국의 1주년을 맞이함에 있어 누구나 다 경하할 바이다. 그러나 오늘까지 국토의 완전 통일을 보지 못하고 해방된 이 나라 백성이 생활고에 허덕이고 있는 상황은 목불인견이라 아니 할 수 없다. 그러므로 민국은 앞으로 진정한 독립국가로서의 명실상부하게 完美한 발전이 있어야 하겠고, 자주통일된 국가로서 국가 주인공인 전체 인민의 생활 안정과 행복을 제일로 획득하기에 전력을 다할 것이며 따라서 인류 평화에 공헌하여야 할 것이라고 믿는다."
1949년 8월 20일 민족진영강화위원회가 조직되었다. 민주국민당·朝民黨·국민회·한국독립당을 비롯한 12정당·단체 대표자 31명이 출석하여 김규식을 의장으로 선출하고 강령과 규약을 채택하였다. 남북협상 문제와 관련하여 민주국민당과 한국독립당·민족자주연맹 간의 알력이 있었고, 이에 민주국민당은 즉석에서 정식으로 민족진영강화위원회 참가를 보류하였다.
민주국민당은 자신들이 공산당 분쇄에 노력해온 공을 내세움과 동시에 좌우합작운동과 남북협상에 참가하였던 한국독립당 등에게 자기비판이 없는 것을 비판하였다. 또한 민족진영강화위원회 강령 제2조 "대한민국을 부정하는 공산진영은 배제하고 일방 그들의 전향을 촉진(促)한다"라고 명시하였는데 이 "전향"이란 표현은 일제강점기에 끝까지 비전향하고 독립운동을 한 한국독립당으로서는 굴욕적이었다. 광복 직후 대한민국 임시정부의 여당으로서 국민적 칭송을 받던 한국독립당과 호남지역주의 친일파정당으로서 국민적 질타를 받던 한국민주당 간의 입지가 제헌 총선과 남북협상 이후로 완전히 역전된 것이다.
1949년 8월 24일 김규식이 돌연 민족진영강화위원회 위원장직을 사퇴하였다. "객관적으로 봐서 본인이 의장으로 있으면 본인의 책임이 중대할 뿐만 아니라 어떠한 단체에서는 참가를 않겠다는 등 직접·간접으로 이에 미치는 영향이 적지 않을 것이다. 과거에 좌우합작이니 남북협상이니 여러 가지로 이론물의(異論物議)가 분분한 것 같고 하여간 이러한 책임을 절대로 맡을 수 없다. 복잡한 모든 일이 다 정리되고 보면 모르겠으나 현 단계에 있어서는 의장 책임을 절대로 수리할 수 없다. 주관적으로 볼 때 신병이 있고 여러 가지 곤란한 일이 많으므로 그 책임에서 제외하여 주기를 요망한다. 본인의 장래를 위하여 사의를 표명하는 바이다."
1949년 8월 27일 대한국민당, 국민회 등이 민족진영강화위원회 불참을 선언하였다. 그리하여 11월 10일 민족진영강화위원회는 민주국민당, 대한국민당의 다음인 국회 제3당이 되기 위한 방향으로 가게 됐다.
1950년 4월 12일 민족자주연맹 위원장 김규식은 건강문제로 5월 30일에 예정된 제2대 국회의원 선거 출마를 단념하였다. 그는 경남 동래(東萊)에서 무투표 당선으로 추천 받았음에도 감사하다는 뜻을 표할 뿐 현재 정양중(靜養中)에 있으므로 차기 선거입후보는 기권하겠다는 의사를 표명하였다.

## 납북과 사망

### 납북 (1950)
1950년 6.25 전쟁 발발 직후 공산 치하의 서울에서 김규식을 마지막으로 본 강원룡에 의하면 여전히 건강이 안좋은 상태였으나 자신의 신변에 대해서는 걱정하지 않는 눈치였다 한다. 이승만의 정치적 반대자이고 단독정부 수립에 반대해 평양에까지 다녀온 자신을 설마 북한 정권이 어떻게 하리라고는 생각하지 않았기 때문이다. 그 해 6월, 김규식은 한국전쟁때 조선인민군에 의해 납북되었으며, 이때 아무도 그에게 피신할 자동차를 보내주지 않았다 한다. 북한 인민군이 소환을 재촉하자 아들 김진동이 동행하려 하였으나 비서인 권태양이 그와 함께 나갔다.
한편 김규식을 인도한 권태양은 조선로동당에서 침투시킨 첩자였다. 송남헌과 강원룡은 권태양을 첩자로 지목했다. 김규식의 측근이었던 강원룡은 공산 치하의 서울에서 권태양이 박소붕이라는 사람에게 '당신 지금 내가 누군지 알고 이러는 거야? 함부로 떠들지 말아.'라고 하는 말과 그 뒤에 박씨에게 뭐라 하자 박소붕의 태도가 싹 달라지는 것을 보고 권태양의 정체를 의심하였다. 김규식은 북에 가지 않을 목적으로 그를 보냈으나, 그가 김규식이 북에 가도록 일을 만든 것은 아닌가 하고 의혹을 제기하였다.
김규식의 비서였던 송남헌은 권태양이 성시백이 보낸 프락치라고 증언하였다. 송남헌은 한국정신문화연구원 한민족문화연구소 기자와의 인터뷰에서 도처에 공산당의 프락치들이 들어가지 않은 곳에 없었다고 증언하였고 '권태양은 내(송남헌)가 속을 정도로 은밀히 활동하였'다고 진술했다. 송남헌은 또한 '권태양이 성시백의 직접선'이라 하였고 '8월 25일 공산당에서 하는 해주회의에도 갔다' 고 진술했다.

### 사망 (1950)
김규식은 조선인민군이 유엔군의 공세에 밀려 평안북도 만포진 부근 압록강 한 귀퉁이까지 끌려갔다.
1950년 12월 10일 김규식은 오랫동안 앓아왔던 심장병, 천식 등의 병세가 악화되면서 숨을 거뒀다. 향년 69세였다. 1950년 12월 10일에 사망했다는 설은 평양 애국열사릉의 김규식 묘소 비석에 적혀있는 것으로 확실하지는 않다.
그가 1950년 12월 평안북도 만포진(滿浦鎭)에서 노상발병(路上發病)으로 사망했다는 인민군 정치연대장 출신 남로당원 조석호(趙石虎)의 1953년 증언이 있다.
강원룡은 그가 만포진 부근 별오동에서 사망했다고 보았으나 사망 장소도 만포진의 민가에서 사망하였는가 조선인민군 군병원에서 사망하였는가 여부도 불확실하다.
1951년 4월 6일 김규식, 안재홍 등이 자강도에 연행되었다고 보도되었다. 1951년 10월 18일 김규식이 평양의 감옥에서 별세했다는 설이 보도되었다. 1952년에 사망했다는 설도 있다.

### 사후
1960년대 후반 관련 서적 출간 이후 1970년대 후반 이후 재조명 논의가 나타나기 시작했다.
1989년 3월 1일 건국공로훈장 대한민국장에 추서되었다. 북한에 납치된 독립운동가 포상을 결정한 대통령 노태우의 결정에 의해 포상되었다. 1990년 8월 15일 조선민주주의인민공화국에서 조국통일상이 추서되었다.
1991년 11월 21일 광복회는 국립묘지 애국지사묘역 선열제단에 그의 위패를 모셨다.
1991년 12월 31일 우사연구회 발기인총회가 열리고 우사연구회가 창립되었다.
조선민주주의인민공화국에서는 김규식이 미군정에 의해 수립된 민주의원과 과도입법의원의 의장직에 있을 때 그에게 비난을 퍼부었지만, 그의 소중함을 무시할 수 없었고, 결국 그를 소위 ‘애국열사릉’에 안장했다.

## 결혼
1906년 5월 21일에는 전 군수 조순환(趙淳煥)의 무남독녀인 조은애(趙恩愛, 당시 14세)와 결혼하였다. 1907년 장남 김진필(金鎭弼)이 출생했으나 6개월 만에 병으로 사망하였다. 1910년에 태어난 차남 김진동(金鎭東)은 독립운동을 하였다. 1917년에 첫부인 조은애가 사망하였다.
1918년 12월에 서병호와 김필순의 소개로 황해남도 장연군 출신 김순애를 만나 재혼한다. 본래 김규식은 조은애와의 첫 결혼 이전에 김순애와도 혼담이 오갔다. 김규식은 결혼 직후 구식 여성이던 본처 조은애를 정신여학교에 입학시켰는데, 김순애는 조은애의 정신여학교 동창이기도 했다. 김순애의 사람됨을 알아본 조은애는 죽기 전 김순애와 재혼하라고 권고했다 한다. '당신에게 좋은 사람을 소개시켜줄 것이니 꼭 김순애 양과 결혼하라'는 것이었다.
처음 그가 청혼했을 때 김순애는 받아주지 않았다. 김순애는 고된 결혼생활에 매력을 느끼지 못하고 독신주의를 고집했는데, 병중에 있던 친정어머니 안성은이 '너를 시집보내지 않으면 내가 죽어도 눈을 감지 못하겠다'라고 애원하여 결국 결혼을 하게 되었다는 것이다. 1918년 12월 말 난징의 한 선교사의 집에서 김순애와 간소하게 결혼식을 올린 뒤 다시 상하이로 되돌아왔다. 김순애와 사이에서는 1남 3녀를 얻었다.
김순애는 일제강점기에 독립운동 단체, 사회단체, 대한적십자사 등에서 활동했다. 1919년 한국부인회의 조직에 참여하여 회장이 되고, 부활된 대한적십자사에도 참여하여 간부로 활동하였다. 일제강점기 후반에는 재중 교포 부녀단체의 회원으로 활동하며 대한민국 임시정부의 홍보, 모금, 선전 활동 등에 주력하였다. 성실함과 흔들리지 않는 자세로 교포 사회 여성단체의 중망있는 지도자로 추대되었다. 광복 이후에는 대한민국 임시정부 환국 제1진으로 귀국, 남편 김규식의 활동을 도왔으나 1950년 한국 전쟁 중 남편이 피랍되면서 정계에서 은퇴한 후 교육 사업에 투신하였다.

## 연보
- 1881년 아버지 김지성, 어머니 경주 이씨 사이에서 태어났다. 일설에는 첩의 아들이라는 설이 있고, 차남이 아닌 셋째 아들 설이 있다. 생년도 1877년생 설이 있고, 1880년생 설이 있다.
- 1886년 추정, 어머니 사망, 숙부들 집을 전전하게 됨.
- 1886년 숙부들은 개신교 선교사 언더우드에게 그를 맡기려고 했으나, 발육부족으로 4세 미만의 어린이로 본 언더우드의 교회(敎會)에서는 받아들일 수 없다 하여 다시 숙부들 댁을 전전하다.
- 1886년 숙부들도 포기하고 병풍 뒤에 뉘여있던 김규식은 언더우드 목사에 의해 발견되다.
- 1886년 5월 11일 고아원을 설립하고 돌아온 언더우드의 집에 데려가 극진히 간호하여 병이 완쾌되었다. 그 뒤 다시 숙부들에게 돌려보내졌다.
- 1887년 언더우드의 양자가 되다.
- 1891년 아버지 김지성, 유배지에서 풀려나 귀향하였다.
- 1891년 여름 조모 사망
- 1891년~1894년 부친과 조부와 함께 살며 서당에 다니며 한학(漢學)을 수학하였다.
- 1894년 한성 관립영어학교에 1기생으로 입학하였다.
- 1894년 가을 할아버지 김동선과 형이 연이어 사망하다.
- 1896년 3월 한성 관립영어학교 1반 재학생 중 수석으로 졸업하였다.
- 1896년 3월 졸업 직후 조선인 식품점의 영업사원으로 취직하였다.
- 1896년 4월 7일 최초의 한글판과 영문판 일간지 독립신문을 발행한 서재필을 찾아가 면담, 그의 독립신문사에 입사하였다.
- 1896년 4월 8일 독립신문사 영어 사무원 겸 회계담당
- 1897년 서재필 등의 권고로 미국으로 건너갔다.
- 1897년 9월 미국 버지니아주 로노크 대학교(Ronaoke College) 예과(豫科:고등학교 과정) 과정에 입학하였다.
- 1899년 8월 로노크 대학교(Ronaoke College) 예과(豫科:고등학교 과정) 과정을 졸업했다.
- 1899년 9월 로노크 대학교(Ronaoke College) 1학년에 입학
- 1899년 여름 유일한 한국인 학우였던 이종계는 아버지 이범진의 부임지를 따라 유럽으로 떠났다.
- 1901년 3월 수행원 2명을 데리고 로노크에 온 의친왕을 접견하다.
- 1901년 1학기 당시 질병과 의친왕 수행을 이유로 98일간 대학 강의에 결석하였고, 학교의 허가를 받아 공가처리되었다.
- 1901년 6월 28일~7월 7일 의친왕과 한국인 학생들을 수행하여 미국 매사추세츠주 노스필드에서 열린 학생대회에 참석하였다.
- 1901년 7월 7일 매사추세츠를 떠나 뉴욕주 버팔로에서 열린 남북아메리카 박람회에 참석하였다.
- 1902년 5월 로노크 대학교를 휴학하였다.
- 1903년 3월 로노크 대학교에 복학하였다.
- 1903년 6월 로노크 대학교 영문학과를 졸업, 프린스턴 대학교 대학원에 입학하였다.
- 1903년 겨울, 귀국 직전까지 뉴욕에 머물러 있었다.
- 1904년 프린스턴 대학교 대학원 영문학 석사(M. A)
- 1904년 프린스턴 대학교 대학원에서 장학금을 지원하는 조건으로 박사 과정 진학을 권고하였으나 거절하고 귀국 수속을 밟다.
- 1904년 각국의 상사와 광산회사, 은행 등에서 스카우트 제의가 들어왔으나 모두 거절하였다.
- 1904년 배재학당 영어, 수사학 과목 교사
- 1905년 1월 18일 일본이 여순을 공격하여 함락시키자, 모교 로노크 대학교 잡지 5월호에 <근대의 세바스토폴리의 함락>이라는 주제로 글을 기고하였다.
- 1910년 숭실학교 영어, 수사학 과목 교사
- 1913년 언더우드 목사의 비서직을 사퇴하고 만주로 건너감.
- 1913년 3월 27일 ~ 3월 29일 모트 박사의 부탁으로, 모트 박사의 특별 강연을 모두 통역하였다.
- 1913년 5월 언더우드 목사의 부인 릴리스 언더우드는 '한국 선교회'보 1913년 5월호에 1913년 4월 김규식이 오스트레일리아의 한 대학원에 입학하여 학위를 받으러 출국했다는 거짓 기사를 발표했다.
- 1913년 12월 17일 상하이의 박달학원 설립에 참여하였으며, 김규식은 박달학원 영어 교수로 초빙되었다.
- 1913년 11월 춘원 이광수를 만나다. 그는 상하이 성 요한 대학(St. Johan college)에 입학하려는 이광수에 대한 소개장을 써서 주었다.
- 1918년 3월 앤더슨&마이어 회사 고륜(高倫, 울란바토르) 지점의 지점장으로 부임하였다. 아들 김진동, 사촌 여동생 김은식을 대동하고 장가구지점에서 출발 직후, 자동차로 가다 11일간 폭설로 중도에 여관에 숙박하였다.
- 1918년 3월~4월 37일간 낙타를 타고 사막을 건넜다. 3월 출발 후 50일 만인 5월 중순에 몽골에 도착, 6월 초 울란바토르에 도착하였다.
- 1918년 7월 안창호의 영향을 받아 만주에 땅을 개척, 목장을 경영할 계획을 세웠으나 일본 총독부의 방해로 실패하다.
- 1918년 11월 신한청년당에서 파리 강화회의로 보내는 사절단을 선발할 때, 김규식은 여운형의 추천으로 대표단에 선발되다. 여운형은 그가 영어를 잘 하는 점을 들어 그를 사절단으로 추천하였다.
- 1919년 프랑스 파리강화회의에 참여하려 하였으나 프랑스 외무성으로부터 참여를 거절당하였다. 정부 자격이어야만 회의에 참여할 수 있다는 프랑스 외무성의 응답을 듣고 상하이로 알렸고, 2·8 독립선언과 3·1 만세운동을 일으키는 도화선을 제공하였다.
- 1923년 상하이 푸단대학의 영문학 강사
- 1923년 로노크 대학교 명예 법학박사 학위 취득. 로노크 대학교는 김규식이 1919년의 파리 강화회의에서의 식민지 조국의 독립을 위한 애국운동에 기여한 공로로 명예박사 학위를 수여하였다.
- 1924년 1월 코민테른에서 창조파 국민위원을 국경 밖으로 추방하여 여운형, 원세훈 등과 함께 각지를 방황하다 블라디보스토크에 도착했다.
- 1924년 5월 블라디보스토크를 떠나 만주를 거쳐 상하이로 돌아왔다.
- 1924년 의열단 고문
- 1927년 2월 유자명, 이광제, 안재환, 중국인 목광록, 왕조후, 인도인 간타싱 비신싱 등과 난징에서 동방피압박민족연합회 조직하였다. 김규식은 회장으로 추대되었고, 기관지 《동방민족》을 중국어, 영어, 한글로 월간 발행했다.
- 1927 4년 전민족독립당 결성 선언문을 발표하고, 이동녕, 이시영, 조완구, 조봉암 등과 함께 한국유일독립당 상해촉성회집행위원이 되었다.
- 1927년 7월 5일 '연합' 지에다가 영국과 미국의 침략성을 규탄·배척하는 기사를 투고했다가, 영국영사관과 밀통한 일본영사관 경찰의 수배를 받고 체포령이 내려졌다.
- 1932년 7월 만주 조선혁명당의 최동오, 한국독립당의 김두봉과 함께 한국대일전선통일동맹 준비회를 구성
- 대일전선통일동맹 결성, 각지의 독립운동 단체에 통일전선을 설립하기 위한 회의에 참석할 것을 권고하는 서한을 보내다.
- 1932년 11월 중국에서 만주사변에 관련된 문제를 해결하고, 국제 사회에 홍보할 사절단을 파견하려 할 때, 북양대학교 교수 자격으로 민간외교사절단 수석전권대표로, 20여명의 수행원을 데리고 미국으로 떠났다. 이는 11월 5일자 한국 동아일보에 실렸다.
- 1933년 초 조선총독부 경무국이 파견한 첩자의 미행을 당하였다. 조선총독부 경무국은 첩자를 통해 입수한 자료로 보고서를 작성, 그가 '북미 각지를 다니며 대일전선통일동맹과 중한민중대동맹을 홍보하고 기부금 모집을 노력하였다.', '뉴욕 등지에 대일전선통일동맹, 중한민중대동맹의 지부를 설치한 것' 등이 입수되었고, 그가 '8천 달러의 기부금을 모집하였을 것'으로 추정했다.
- 1933년 9월 16일 약산 김원봉이 교장으로 있는 조선혁명간부학교 제2기생 입학식에 참석해 "세계정세와 민족혁명의 전도"라는 주제로 훈화를 하였다.
- 1935년~1942년 사천성 성도 아미산의 국립 사천대학교 영문학 교수
- 사천대학교 외국어학과 과장, 외국문학과 과장
- 1942년 10월 11일 한중문화 협회 설립대회 개최
- 1943년 1월 20일 임정 선전부장으로 새한일보에 일체의 과거를 다 쓸어버리고 임시정부에 충성하기로 결심하는 내용을 발표함
- 1944년 7월 3일 김규식은 김구와 김구, 김규식, 임정 내각의 명의로 중화민국 총통 장개석에게 중국정부가 한국정부를 정식으로 승인해주기를 요청함
- 1946년 말 모교 로노크 대학교에 미화 1천만 달러를 기부하였다.
- 1947년 한민당 (보수정당)과 공산당 (진보정당)의 무고로 김규식이 일본으로부터 받은 적산을 팔아 돈을 벌었다는 등 그가 부정한 자금을 축재했다는 루머가 확산되었다. 그러나 별다른 소득원이 없었던 김규식 선생은 아내 김순애 여사가 삯바느질과 재봉틀을 돌려 생계를 유지할 만큼 가난한 생활을 하고 있었다.

## 기타 노력

### 외교적 노력
그는 국제사회에 있어서 각국가는 자국의 이익에 의해서 서로 동맹도 되었다가 적이 된다고 확신했다. 1919년 4월의 파리강화회의 참여 이전까지는 이상론자였으나, 파리 참석이 좌절되고 소련조차도 조선의 독립에 미온적인 반응을 보이자 그는 좌절, 보편적인 정의가 존재한다는 믿음에서 자국의 이익에 의한 합종연횡론으로 세계관을 바꾸게 된다.
그는 친미(親美) 인사이면서 친중국(親中國)인사였고, 소련과도 우호적인 노선을 유지했다. 그러나 미국에서 활동하였고 주로 미 군정청과 교섭하였으므로 친미적 성향이 강하였다. 그러나 미국문명의 장단점을 잘 알고 있었기 때문에 그는 미국에 대해 상당히 비판적이었다. 김규식은 외교 관계를 중요시 하면서도 자주성, 자립성과 경계를 강조하였다. 1919년 4월~7월의 파리강화회담에서 외면당한 것에 대한 미국, 프랑스, 영국 등 구미 유럽 각국의 민주주의(民主主意) 정책에 대한 불신을 갖게 되었고, 미국, 프랑스, 영국을 흡혈귀들이라고 비판하기도 했다.
구미유럽에 대한 대안으로 김규식은 사회주의를 택하였다. 소련의 레닌과 스탈린이 한국의 독립을 지원해줄 것을 확신한 그는 사회주의자들과 손잡고 소련을 찾게 되었다. 그러나 소련에서 조차도 1924년 10월 추방당하면서 불신을 갖게 되었다. 그는 미국을 흡혈귀와 같은 제국주의 침략국가로 보기도 했다. 친미국인사이면서도 미국을 신뢰할 수 없었던 김규식은 해방 직후 미국과 가까이 지내면서도 항상 미국을 경계할 것을 주문하기도 했다.

### 무장 투쟁 노력
무장투쟁론과는 거리가 있었으나 무력부대 육성에도 노력을 기울였다. 1913년부터 류동렬, 이태준 등과 몽골로 건너가 무장투쟁을 위한 한인부대 육성을 목적으로 한 군사학교 설립을 추진하였다. 그러나 일본 경찰의 감시와 방해, 마적단의 출현, 적은 월급 등으로 어려움을 겪기도 했다. 1919년 1월에는 모금을 위해 만주를 거쳐서 압록강을 건너 비밀리에 국내에 진입했다가 되돌아가기도 했다. 1923년 만주로 건너가 고려혁명군 조직에 관여했다. ← 앞 내용 모두 삭제할 것. 군사에 관여한 사람은 우사(尤史) 김규식이 아니라 노은(芦隱) 김규식이다. 김규식은 3명이다. 활동영역도 서간도, 북간도, 외교무대로 제각각이다.

### 그밖의 활동
교육가와 학자로서의 활동은 1913년 12월 17일 상해의 박달학원 영어 교수, 1923년 만주 복단대학 상하이 분교 영문학 교수, 1923년 모교인 로노크대학교에서 명예법학박사 학위를 받고, 1927∼1929년 톈진(天津) 북양대학(北洋大學) 영문학 교수, 1932년~1937년 난징(南京) 중앙정치학원의 정치교관, 1937년~1940년 쓰촨대학(四川大學) 영문학 교수 강의및 외국어과장, 외국문학과장 등과 같은 강단생활을 하였다.
사회단체 활동으로는 온건 우파 청년들로 구성한 한국청년단 총재로 청년단을 이끌었고, 1947년에는 조선적십자사 총재에 임명되었다. 정치 활동으로 실제 활동은 부총재 백상규가 대리하였으며 48년 8월 정부수립 이후부터는 49년 대한적십자사가 정식으로 부활할 때까지 임시로 적십자사를 이끌었다.

## 평가

### 긍정적 평가

#### 재평가
남북협상에 실패한 후 납북되어 잊혀졌다가 2000년대 이후 재평가가 이루어지고 있다. 이승만 정권에서 금기인물로 지정되었다는 주장까지도 있다. 2000년 8월 김규식의 생애와 사상 5권이 출간되었으며, 그 해 12월의 독립운동가로 선정되었다.
부산대학교 교수 이철순은 "명분에만 집착한 정치가가 아니라 조선민주주의인민공화국 김일성 정권에는 의심을 가지고 신중하게 접근했고 정세에 따라서는 현실에 적합한 판단을 한 것으로 보인다"며 "김규식은 이상주의 일변도의 정치가가 아니라 현실주의적 측면도 있는 정치가로 본다"고 밝혔다. 1921년~1922년 모스크바에 갔을 때 그와 동행했던 나용균에 의하면 '천재적인 머리를 가지고 있었고 어학에 능통했으며 기억력이 뛰어난 사람이다. 깨끗한 사람'이라고 평가하였다. 합리주의자라는 평가도 있다.
이철순 교수는 그를 현실적인 인물이라고 평하였다. '남북 협상에 참여하면서도 북한 정권에 대해 신중하게 접근했던 것도 그런 모습 중 하나다. 그는 유엔의 승인 이후 대한민국 정부를 인정했고 현실 정치에 영향력을 행사하려 했다'며 '상당히 현실적인 면모를 보였다.'고 평하였다.

#### 어학 능력
국어와 함께 영어와 한자, 독일어, 라틴어, 러시아어, 프랑스어, 몽골어, 산스크리트어 등 다국어를 구사할 수 있었던 김규식은 상하이에서 신한청년당원, 대한민국임시정부 직원, 의열단 단원, 한국인 공산주의자 등을 모아놓고 영어와 한자(漢字)를 가르쳤다.
상하이에 도래한 초기에 그는 단재 신채호의 요청으로 그에게 영어를 가르쳤다. 그러나 신채호는 영어단어 뒤에 하였을람이라는 접속사 등을 반드시 붙여서 읽었다. 김규식은 문법과 철자를 꼼꼼히 보고 틀린 점을 지적한 반면, 신채호는 단어의 뜻만 알면 되지 않느냐며 반발하였다. 김규식은 신채호와 영어 발음, 철자 문제를 놓고 크게 싸웠고, 신채호는 뒤에 이광수를 찾아가 다시 영어를 배웠다고 한다.
강원룡 목사에 의하면 '그의 영어 실력은 미국 사람이 앞에 나와서 하는 영어를 듣다가 영어 발음이 틀렸다며 그의 말을 바로잡아줄 정도로 뛰어났다' 한다. 독실한 신앙인이었던 그는 매일 주말이면 그는 꾸준히 교회 예배에 출석하기도 하였다.
이승만과 대등하게 대화할 수 있는 몇 안되는 인물이기도 했다. 그는 이승만과 한글, 한자, 영어 등으로 자유롭게 대화를 구사할 수 있었다.
미국 유학시절(1897∼1903)부터 빼어난 영어 실력으로 정평이 났었고 중국 상하이 윌리엄즈대 교수로 재직할 때(1922∼27)는 셰익스피어 권위자로 이름이 높았다.

### 부정적 평가
강원룡은 그는 깨끗한 학자가 적격이었는데, 어쩌다 혼란스러운 정치판에 떠밀려 정치인으로서 힘든 길을 걷다가 불행한 최후를 맞게 된 비운의 인물이라 평가하였다. 권모술수를 쓰지 않은 몇 안 되는 정치인이라는 시각도 있다.
그러나 그에 대해서 정치적 카리스마가 부족하고 성격이 우유부단하다는 비판이 있다. 성격이 냉정하고 차갑다는 비판과 편협하다는 지적도 있다. 나용균에 의하면 그는 (성격이) 약간 편협한 편이었다고 평하였다. 한편 김준연(金準淵)은 그가 배짱이 없었고 마음이 약했다고 보았다. 윤보선은 그가 '한 번 적이 되면 영원한 적이 된다'고도 평하였다. 강원용은 그가 직선적이고 날카롭고 냉정했다고 보았다. 여운홍은 그가 성격이 급했고 고집이 세고 집착이 강하다고 평하였다. 그런가 하면 배짱이 없었다. 여운홍은 그가 '이승만의 배짱의 10분의 1만 가졌더라면' 하는 평을 내리기도 했다. 허정은 그가 상당히 냉정하다고 평가하였다. 명분론에 치우쳤다는 비판도 있다.
제주 4.3 사건에 대한 언급이 없었던 점도 부정적 평가의 하나로 지적된다. 한편 그는 선동에 호소하는 대중정치를 싫어하였고, 달변으로 국민들을 선전, 선동하는 정치인을 경멸하기도 했다. 대중정치와 여론선동을 기피하는 점을 그의 정치적으로 실패할 수 밖에 없었던 실패요인으로 보기도 한다.
신복룡은 그가 '학자 타입에 건강도 좋지 않았기 때문에 당초부터 정치를 해선 안될 사람'이라고 비판하였다.

### 동시대 인물들에 의한 평가
김규식의 비서로 있었던 송남헌에 의하면 이상주의자라고 평가하였다. 강원룡은 그가 직선적이고 날카로웠으며 냉정하고 세심했다고 평가하였다. 또한 통찰력이 있고 지식이 풍부하였지만 비관적이었다고도 보았다. 한편 둘째아들 김진동은 그가 규율에 엄격한 사람이었으나 모순투성이였다고 평하였다. 한편 광복 직후 45년 12월 경교장 방문 청년 중 윤판석이 자신의 손가락을 깨물어 혈서를 썼다. 그러자 김규식은 이를 만류하기도 하였다. 당대의 다른 독립운동가들은 조국의 독립과 애국, 헌신을 강조한 것에 반해 그는 한국인은 잔인한 심성을 가진 민족이라는 평을 내려 맹목적인 애국심에서는 거리를 두기도 했다.
매국행위를 찬양하지는 않았음에도 맹목적인 애국심을 거부한 것에서 그는 일부 한국인들로부터 거부감과 배척을 당하기도 했다.
1919년말 대한민국 임시정부 구미외교위원부 부위원장으로 미국에 체류할 때 두골절제수술을 받았다. 머리 뒷부분에 혹이 있었던 그는 동료 독립운동가들로부터 우사(尤史, 혹있는 양반)라는 별명을 받았고, 그는 '우사'라는 이름을 아호이자 필명으로 썼다. 유년 시절에 얻은 병으로 적은 키에 체구는 작았고, 약간 배가 나온 이미지였다고 한다.
2008년 1월 7일 경기도 이천시 호법면의 '이천 냉동창고 화재'로 사망한 중국인 김군은 그와는 동명이인으로 만주에서 활동하던 '노은 김규식'의 후손으로 알려졌다.
몸이 약해서 항상 아팠다고 한다. 간질 증세가 수시로 일어났고 뇌종양 수술도 받고 신경통, 소화불량에 시달렸다. 미군정 쪽에서 그에게 붙인 별명은 'sickly'(약골)이었다. 광복 후 어느 기자가 그와 인터뷰를 하는데 '어디가 편찮으신 것이냐?'고 물었더니 김규식은 "차라리 안 아픈 곳이 어디냐고 묻는 게 더 빠를 것이오"라고 대답했다고 한다. 한편 그는 대화를 할 때 '학자풍', '선생이 학생을 가르칠 때 쓰는 화법'을 썼다고 한다.
1918년 상하이에서 여운형을 만난 이래로 여운형과 '형님', '아우님' 하며 계속 여운형과 친분관계를 유지했다. 1947년 여운형이 암살되었다는 소식을 듣고 큰 충격과 슬픔에 빠졌다고 한다. 로노크 대학교에서 만난 고종 황제의 서자 의친왕과도 친분이 있는 사이였다. 귀국 직후 김규식은 김구와 함께 의친왕을 찾아가기도 했다.
그의 부인이 바느질로 생계를 유지할 만큼 생계가 어려운 형편이었으나 한민당과 공산당에서는 '그가 일본인에게 뇌물을 받았다.', '일제시대의 적산회사의 재산을 착복했다.'는 등의 근거없는 헛소문을 내서 곤경에 빠뜨리기도 했다고 한다. 강원룡은 그에게 이런 비방을 가하던 사람 중의 한사람으로 한민당계의 한 정치인을 지목했다. 이 정치인은 김준연으로 일제시대에 ML파 공산당에 가담했다가 해방 후 한민당에 가담했던 정치인이었다. 한민당원 김준연은 특정 정치인에 대한 악의적인 내용의 벽보를 잘 붙였는데, 강원룡에 의하면 '김규식이 일본으로부터 받은 적산을 팔아 돈을 벌었다.'는 글을 써붙이기도 했다는 것이다.

### 당대의 여론
1945년 10월 10일부터 11월 9일까지 선구회(先毆會)라는 단체에서 가장 뛰어난 지도자를 지목하는 설문조사 결과에 5%가 김규식을 지목하였다. 한편 최고의 혁명가를 꼽는 설문에서는 978명 중 52표를 얻었다. 1946년 7월 조선 여론협회가 서울에서 누가 초대대통령에 적합한가를 조사한 설문결과에는 694표로 전체의 10.3%를 확보했다 한다. 1948년 6월 23일 조선여론협회에서 다시 조사한 결과(누가 초대대통령이 되기를 바라는가?)에서는 89표로 4위를 하였다.
소련군정 사령관 테렌티 스티코프의 비밀수첩에는 '장차 한국의 통일 임시정부가 세워졌을시 내각의 총리는 김규식이다.'라고 적어놓았다.
미군정 사령관 아처 로치 소장은 1947년 3월 6일에 작성한 '한국 대통령 임명에 관한 메모'란에 김규식을 대통령으로 추천했다. 그만큼 그는 좌우세력에 균형을 이루도록 노력했다는 평가가 있다.
미군정당국의 한 장교는 "임정의 부주석 김규식 박사를 대하고 보니 그처럼 세련되고 견식이 높은 분이 있었는가 싶을 정도였다. 그래서 그를 보고 임정 요인에 대한 그간의 인식을 다시 하게 되었다. 특히 국제적인 정치 감각과 세련된 매너, 달변, 그리고 훌륭한 영어 회화 실력은 놀랄 만한 일이다."라고 평가하였다.
조병옥은 그가 영어에 능란하였으며, 또 한문도 쉽게 습득해 종횡으로 구사하였는데 그 재주에는 놀라지 않을 수 없었던 것이다라고 회고하였다. 조병옥은 그가 파리 강화회의에까지 가서 국제적으로 활약을 눈부시게 하였던 고로 그가 귀국하였을 때는 많은 기대를 가졌으나 중간노선을 걸어 퍽이나 실망했던 것이다.
상하이에서 신한청년당원, 대한민국임시정부 직원, 의열단 단원, 한국인 공산주의자 등을 모아놓고 영어와 한자를 가르쳐서 명망이 높았다. 그러나 1920년대 대한민국임시정부의 존폐를 놓고 창조론과 개조론, 임정고수파로 분열했을 때 창조파에 속했고, 1930년대 이후 임시정부가 일제의 탄압으로 중국 관내를 옮겨 다니고 다른 독립운동가들이 일본 영사관 경찰에 피체되었을 때에도 그는 대학 교수라는 신분을 통해 위기를 극적으로 모면할 수 있었다. 그러나 1933년 남경군관학교 당시에는 이봉창, 윤봉길 사건이 연이어 터지면서 그도 난징에서 피신해야 했다.
그러나 이렇게 위기를 피하게 되면서, 대한민국임시정부 측으로부터는 한때 비협조적인 인사로 몰리기도 했다.
영리하고 야심만만한 인사였다는 시각도 있다. 미국 기자 마크 게인은 그도 대통령이 되려는 뜻이 있었다고 한다. 그에 의하면 김규식은 영리하고 야심적인 인간이었고, 그의 주변에 있던 미군 중위 버치는 전능자의 역할을 하는 것을 즐기는 동시에 자기 친구인 김규식을 수반으로 하는 한국 정부의 고문관이 될 것을 꿈꾸고 있는 듯하다.

## 성격
차갑고 냉정한 학자풍 성격이라는 평가가 있다. 고려대학교 사학과 교수 김준엽(金俊燁)은 김규식이 인간적으로 가깝게 하기는 어려운 성품이라 지적했다. '김규식은 우리들을 혁명 후배라기 보다는 학생으로 간주하려는 듯하였다. 그는 백범과는 달리 이론적이고 서구적이었으며 인간적으로 좀 가깝게 하기는 어려운 성품으로 느껴졌다'고 하였다. 다른 사람을 쉽게 신뢰하지 않았으나, 한편으로 한번 신뢰한 사람은 끝까지 신뢰하는 성격이었다. 자신이 신뢰하는 사람들에게는 유난히 호의를 베풀고 사소한 것도 잊지 않고 챙겨줄 만큼 각별하였다 한다.
윤치호는 1921년 신흥우를 통해 접한 소식을 통해 그가 다른 임정 요인들과 관계가 원만하지 못하다는 기록을 남기기도 했다. '신흥우군의 말로는 김규식이 상하이 임시정부 인사들과 불화를 겪고 있다고 한다.'는 것이다.
아들 김진세에 의하면 그는 단호한 면이 있었다고 한다. 김진세는 “아버지는 '항일'에 대해서는 정말 철두철미 하신 분이셨다”면서 “중국에서 활동하면서는 물론 귀국 이후에도 일본 사람 만나는 것도 싫어하셨고 일본 음식조차 드시지 않았다.”고 하였다.
대한민국의 대통령 권한대행 겸 국무총리를 지낸 허정(許政)은 김규식의 성격을 차갑다며, '무척 냉정한 분'이라고 지적했다.
김규식은 그가 미주에 있을 때 뉴욕에서 만났다. 허정이 본 그의 첫 인상은 무척 냉정한 분이라는 것이었다. 김규식을 처음 만난 날 허정은 김규식과 저녁을 함께 하면서 프랑스에서 고생하는 한국청년들을 데려와야 한다고 말했다. 허정은 미국과 유럽에 유학하는 고학생들의 학비를 지원해줄 것을 김규식에게 부탁하였지만 거절당하였다. 허정에 의하면 "김규식은 내가 워싱턴에 있을 때, 한국인 유학생들이 나를 찾아와 괴롭혔다고 말하면서, ‘자기가 좋아서 미국에 왔으면 노동을 하든 공부를 하든 자신의 역량껏 할 것이지 왜 구미위원부를 찾아와 괴롭히느냐?’ 라고 쌀쌀한 어조로 말했다."는 것이다. 그러나 그의 성격이 합리주의에 기인한 것이라는 시각도 있다. 미국 펜실베니아 대학교의 교수 이정식은 무정한 어른들과 또래들의 차별대우가 그의 성격이 차갑고 냉정한 성격으로 만든 원인으로 보고 있다.
그는 외부의 일을 집안에 알리지 않았고, 내부의 일을 외부에 알리지도 않았다. 아들 김진세에 의하면 아버지는 중국에서 활동할 때나 한국에 돌아왔을 때나 일에 대해서는 말씀을 잘 안 하셔서 아버지가 어떤 활동을 했는 지를 나중에 책보고 알 정도였다”면서 “사실 우리 가족들이 모두 모여 산 적이 거의 없었다”고 한다.

## 사상과 신념

### 한국인의 민족성
김규식은 자신이 공산주의를 반대하는 배경에는 한국인의 민족성 때문이라고 밝혔다. 한국인의 민족성은 온유하다는 것이다.
공산주의 자체가 잔인한 사상이지만 한국인은 민족성이 온유한 민족이다. 따라서 공산주의나 사회주의를 받아들여서는 안 된다고 보았으며 그는 공산주의자, 사회주의자들을 극도로 미워하였다. 그는 박헌영을 극도로 혐오하였고, 박헌영과 절친하게 지냈던 조봉암 역시 미워하였다.

### 자유주의관
허정 등이 임정 요인에게 인사하러 경교장을 방문했는데, 임정 요인들 옆에서 김진동은 흡연을 했는데 아무도 그가 담배피우는 것을 문제 삼지 않았다고 한다. 또한 허정에 의하면 아들 김진동은 아버지 김규식 앞에서 담배를 피운다고 했다.
허정은 '나는 지금도 그 때의 임정 요인들의 모습을 생생하게 기억하고 있다. 위엄이 넘치는 김구 선생, 서양 신사와 같은 풍채의 김규식 박사, 체구가 작으면서도 퍽 늠름해 보이는 이시영 선생은 퍽 인상적이었다. 이시영 선생은 임정 요인들 중에서는 가장 나이 많은 분이었지만, 피로의 기색이나 늙은 티가 조금도 없었고 눈이 번쩍번쩍 빛나 위엄이 있었다.'며 '나에게 기이한 느낌을 갖게 한 것은 김규식 선생의 아들 김진동이 아버지 옆에서 파이프로 담배를 피우고 있는 광경이었다.'고 했다.
몸이 병약하면서도 애연가였던 김규식은 아들 김진동이 자신의 앞에서 담배피우도록 허락하였다. 당시의 한국 사람들은 그런 김규식의 태도를 이해하지 못했다.

### 국제정세에 대한 관점
미국 대통령 윌슨의 민족자결주의에 감격했고 국제사회의 도덕적 이상주의를 확신했던 김규식은 파리강화회의의 실패 이후 미국과 프랑스, 영국, 독일 등에 대한 혐오감과 냉소를 갖게 되었다. 파리강화회의의 실패 이후 그는 도덕적 이상주의를 버리고 국제사회의 이해관계에 따라 약소국을 이용할 수 있다고 보았다.
'서유럽과 미국의 자본주의 열강이 동아시아 전체를 공동으로 착취하기 위해 결탁'했다, '미국은 영국·프랑스·일본 등 악명 높은 3대 흡혈귀 국가와 가증할 4강 협정을 체결함으로써 자신의 가면을 벗어던졌다.'며 격렬하게 비난하였다.
그 뒤 그는 임시정부 시절과 미군정기를 통해 미군정 및 미국과도 친하게 지내며 친미인사로 활동하였다. 그러나 그는 미국을 신뢰하지 말라고 주문하기도 했다.
그는 민중을 별로 신뢰하지 않았다. 대중을 상대로 하는 연설을 기피하였으며, 대중을 선동하는 정치인을 경멸하였다.

### 공산주의에 대한 시각
파리강화회의에서 한국 문제가 외면당한 뒤 그는 미국, 영국, 프랑스를 제국주의 집단 이자 '흡혈귀'라고 비판하였다. 구미위원부를 거쳐 상하이로 돌아온 김규식은 1918년에 만난 여운형 등을 통해 사회주의자·공산주의자들을 소개받았고, 1920년부터 사회주의자·공산주의자들과도 교류한다.
1922년 극동인민대표대회에 참석했을 무렵 그는 공산당 후보당원 으로도 명단이 올라 있었다. 중국에서 활동할 당시에는 독립운동가나 지식인들로부터 공산주의자로 오해받았던 김원봉과도 연대해서 활동했다. 그러나 그는 공산주의에는 반대하였다. 그리고 공산주의자들의 집권을 반대하였다.
김규식은 공산주의자가 집권해서는 안되는 이유로 '내가 러시아에 자주 다녀왔는데, 러시아 사람들은 참 선량하다. 그런데 그곳에서 레닌이 1917년에 혁명을 일으켜 1922년까지 5년 사이에 700만명을 죽였다. 또한 알바니아라는 조그마한 나라에서 공산당이 혁명을 일으켰는데, 단 하루 만에 6만명을 죽였다. 그런데 한국 사람들은 러시아 사람들과는 비교가 안 될 만큼 잔인하다. 만일 한국에서 공산당이 정권을 잡게 되면 피바다가 된다. 그러니까 절대로 공산당이 들어와선 안 된다.'는 것이었다.

### 남북협상의 실패 예견
48년 3월 그는 남북협상의 실패를 예측하였다. 그리고 남북협상의 실패 이후 이승만이 대통령이 될 것이라는 것을 예견하였다. 그에 의하면 국민들이 감정적으로는 남북협상에 동조하나 현실적인 이익 앞에서는 이승만을 선택한다는 것이다. 3월초 그는 5가지 원칙을 내세워 북행길을 피할 계획이었으나 김일성이 이를 수락하면서 북행길에 오르게 되었다.
김규식이 북행길에 오를 결심을 하자 장건상 등 남북협상차 방북하는 인사들 중에서도 삼청장을 찾아와 그의 북행길을 만류하기도 했다. 송남헌은 장건상과 원세훈 등은 김규식이 남북협상에 참가할때, 김규식의 직접 참여가 장차 정치계에 미칠 영향을 고려하여 김규식의 북행을 말렸 다고 증언했다. 중도파의 영수이며 남북협상으로 정치적 몰락이 예상되니 남북협상은 자제하라는 것이었다. 그러나 1948년 4월 14일 문화 예술계 인사 108명이 남북협상에 대한 열렬한 지지와 찬성 서명을 발표하자 그도 더 이상 남북협상을 기피할 방도가 없었다. 그는 실패를 예상하고 3.8선을 넘어 북한을 다녀왔다.
남북협상에 참여하기 전 국민들이 감정적으로는 남북협상에 동조하나 현실적인 이익 앞에서는 이승만을 선택한다고 예상했던 그는 1948년 5월 10일 공식적으로는 5.10 단독 총선거에 불반대 불참가(반대하지는 않으나, 참가하지도 않겠다)고 선언한다. 그러나 그는 비밀리에 전국 각지의 민족자주연맹 지역 지구당에 비밀리에 연락하거나 전보를 보내 당원들에게 5.10 제헌국회의원 총선거에 출마할 것을 권고하기도 했다.
김규식은 미군정의 권고에 따라 좌우합작운동에 참여한다. 1946년의 좌우합작운동에도 그는 '좌익과의 합작이 쉽지 않다'고 보았기 때문에 회의적이었으며, 좌우합작의 실패를 예상하였다. 그는 좌우합작에 참여를 권하는 미군정 측의 요구를 끈질기게 거절하다가 1946년 4월 경에 이를 수락한다. 좌우합작에 부정적이었던 것에는 좌익기피증도 작용하였다. 한편 김규식이 남북협상에 참여하게 된 배경에는 이승만에 대한 공포감과 이승만에 대한 인격적인 불신도 함께 작용하였다.

### 경제관
1946년 10월 마크 게인, 레오너드 버치 미육군 중위 등과의 대담에서 그는 경제관에 대해 밝혔다. 그는 주요 기반 산업의 국유화와 농지 개혁, 그리고 사회 보장을 주장하였다.

## 상훈
- 1989년 대한민국 건국공로훈장 대한민국장(훈 1등)
- 1990년 8월 15일 조선민주주의인민공화국 조국통일상[322]

## 학력
- 1903년 2월 미국 로노크 대학교 영어영문학 학사 (Bachelor of Arts)
- 1905년 미국 프린스턴 대학교 대학원 영어영문학, 문학 석사(M.A)
- 1923년 미국 로노크 대학교 명예 법학 박사[주해 8]

## 저서
- 시집, 양자강의 유혹(揚子幽景)
- 《영작법》
- 《실용영어》
- 《엘리자베드시대의 연극입문》
- 번역, 원용사(婉容詞)의 영문번역
- 번역,《한국교회현황》의 영문번역(1945년 4월 24일)
- 논문, '아시아 혁명운동과 제국주의'(1921)

## 가계
전라도관찰사를 지낸 김징의 8대손이다. 김상로, 김약로, 김재로, 김치인, 김종수 등은 모두 그의 방계 선조들이다. 그의 부인 김순애(金淳愛)는 제중원 의학교 1회 졸업생이자 독립운동가인 김필순의 동생으로 그녀 역시 독립운동가였다. 귀국 후 교육사업을 하였으며 정신여자고등학교의 재단 이사장이었다. 둘째 아들 김진동은 아버지 김규식의 비서와 언론인 등을 지내다가 도미 미국에서 사망하였고, 딸 김우애는 미국에서 교수로 살다가 사망하였다.
셋째 아들 장로 김진세는 미국 텍사스 샌안토니오로 이주하였다. 사촌 여동생 김은식은 김규식 등을 따라 몽골행에 동행하기도 했다. 김관식 역시 그의 친척으로 김관식의 사위 목사 엄요섭은 그가 김규식의 사촌이 된다 고 했다. 한편 김관식의 프린스턴 대학교 동문인 윤치영은 김관식이 김규식의 재종(6촌)이라 진술했다.
- 고조부 : 김종민(金鍾敏)
  - 증조부 : 김정연(金正淵), 노론 문신 김종수의 재종손
    - 할아버지 : 김동선(金東璇, ? ~ 1894년, 참봉 역임)
    - 할머니 : 광산 김씨(? ~ 1891년)
      - 백부: 김우성(金祐性)
      - 숙부: ?
        - 사촌 여동생 : 김은식(金銀植)
        - 사촌 매부 : 이태준(李泰俊), 독립운동가, 의사

      - 아버지 : 김지성(김용원)(金智性, 1842년 ~ 1896년) 친로파로 고종의 러시아 밀사, 신사유람단 비공식 사절, 우리나라 최초의 사진관, 사진술, 자전거, 유리제조술, 금은 분석술 도입
      - 어머니 : 경주김씨(慶州金氏, 아버지 김지성의 본처[주해 9])
      - 어머니 : 경주이씨(慶州李氏, ? ~ 1887년?[327][주해 10])
        - 형 : 김규찬(金奎贊, 1864년 5월 18일 ~ 1893년 2월 26일, 백부 김우성의 양자로 감)
        - 형수 : 봉화정씨(1863년 ~ 1942년 9월 7일)
          - 조카 : 김진성(金鎭成, ? ~ ?, 세브란스 의전 출신, 독립군 군의관, 의사)

        - 아내(초취) : 배천 조씨 조은애(趙恩愛, 1892년 ~ 1917년)
          - 장남 : 김진필(金鎭弼, 1910년 ~ 1910년, 요절)
          - 차남 : 김진동(金鎭東, 1910년 ~ 1997년))
          - 자부 : 울진 임씨 임근배(林根培, 1916년 ~ 1953년, 이혼)
          - 자부 : 장인자(張仁子, 1934년 ~ )
            - 손녀 : 김수산(金秀珊, 1937년 ~ )
            - 손자 : 김건영(金健永, 1941년 ~ )
            - 손녀 : 김수옥(金秀玉, 1943년 ~ )
            - 손녀 : 김수진(金秀珍, 1945년 ~ )
            - 손자 : 김국영(金國永, 1947년 ~ )
            - 손녀 : 김수영(金秀瑛, 1952년 ~ )
            - 손녀 : 김수림(金秀琳, 1953년 ~ )
            - 손녀 : 김수정(金秀晶, 1957년 ~ )
            - 손자 : 김한영(金韓永, 1959년 ~ )
            - 손녀 : 김수송(金秀松, 1962년 ~ )

        - 아내(재취) : 광산 김씨 김순애(金淳愛, 1889년 음력 5월 12일 ~ 1976년 5월 17일, 독립운동가)
          - 장녀 : 김한애(金漢愛, 1923년 ~ 1930년)
          - 차녀 : 김민애(金敏愛, 1924년 ~ 1927년)
          - 삼녀 : 김우애(金尤愛, 1925년 ~ 2001년 1월, 대학교수)
          - 사위 : 장성언(張成彦)
          - 삼남 : 김진세(金鎭世, 1926년 ~ )
          - 자부 : 원주 원씨 원정애(元貞愛, 1934년 ~ )

- -     -       - 당숙 : 이름 미상
        - 6촌 동생 : 김관식(金觀植, 1887년 ~ 1948년 10월 18일)

      - 당숙 : 김익남(金益南, 1870년 ~ 1937년, 의사)
- 장인 : 김성담, 후처 김순애의 친정아버지
  - 처남 : 김윤방
    - 처조카 : 김용은
    - 처조카 : 김함라
    - 처조카사위 : 남궁혁
    - 처조카 : 김미렴
    - 처조카 : 김점동(金點童, 다른 이름은 박에스터, 1876년 ~ 1910년 4월 13일)
    - 처조카 : 김마리아

  - 처남 : 김윤오
  - 처남댁 : 김경애
    - 처조카 : 김세라
    - 처조카사위 : 고명우, 세브란스 의전 출신
      - 처외종손 : 고황경, 김순애의 둘째 오빠 김윤오의 외손녀

  - 처남 : 김윤렬
  - 처형 : 김구례(金求禮)
  - 처형부 : 서병호(徐丙浩, 1885년 7월 7일 ~ 1972년 6월 7일, 김구례의 남편)
    - 처외종손 : 서경석, 목사, 처형 김구례와 서병호의 손자

  - 처형 : 김노득
  - 처형부 : 양은수
  - 처제 : 김필례(金弼禮, ? ~ ?, 김순애의 동생, 평양 장대현교회의 여전도회장[325])
  - 동서 : 최영욱[325] ( 세브란스 의과전문학교 출신, 미군정기 때 전라남도도지사를 역임[325])
  - 처남 : 김윤렬
  - 처남 : 김필순
  - 처남 : 김인순
- 외척 : 김익승(金益昇, 1848년 ~ ?, 본관은 경주)
- 기타 : 정율성, 사돈, 동서 최영욱의 외조카[주해 11]

## 대중 매체
- 이묵원 - 《제1공화국》(1981년 MBC 드라마)
- 이묵원 - 《한》(1982년, MBC 드라마)
- 김규식 - 《새벽》(1985년 KBS1 드라마)
- 백준기 - 《왕조의 세월》(1990년 KBS1 드라마)
- 문회원 - 《야인시대》(2003년 SBS 드라마)
- 이대로 - 《서울 1945》(2006년 KBS 드라마)[주해 12]

## 같이 보기
| - 파리강화회의 - 대한민국임시정부 - 구미위원부 - 민족자주연맹 - 민족혁명당 - 민주의원 - 독립협회 - 독립신문 - 신한청년당 - 로노크 대학교 - 삼청장 - 김지성 - 김순애 - 김구 - 김원봉 - 박헌영 - 언더우드 - 여운형 - 여운홍 - 안창호 - 이승만 - 서병호 - 서재필 - 신채호 - 좌우합작운동 - 윤치호 - 고황경 | - 한중호조사 - 극동인민대표회의 - 조선인민공화국 - 조소앙 - 김점동 - 김원봉 - 김마리아 - 김염 - 김익남 - 김규흥 - 김시현 - 경교장 - 박찬익 - 기독교청년회 - 연희전문학교 - 이광수 - 조병옥 - 한국 광복군 - 민주의원 - 남북협상 - 남조선과도입법위원회 - 권태양 - 송남헌 - 민필호 - 허정 | - 기독교청년회 - 정동교회 - 좌우합작위원회 - 남북협상 - 안재홍 - 원세훈 - 장면 - 장건상 - 장택상 - 장준하 - 조만식 - 존 하지 - 한민당 - 홍천군 - 제1공화국 - 제1공화국 (드라마) - 의친왕 - 이범진 - 남북협상 - 윤치영 - 조병옥 - 김관식 - 김진동 - 김붕준 - 김마리아 - 김종수 | - 독립신문 - 신한청년당 - 경교장 - 김성수 - 김염 - 서병호 - 김필순 - 박중양 - 서재현 - 서재필 - 성주식 - 신익희 - 엄항섭 - 윤치왕 - 프린스턴대학교 - 영문학 - 유자명 - 의열단 - 김시현 - 유시태 - 미군정 - 한국전쟁 - 독립유공자로 대한민국장을 수여받은 사람 |

## 참고 문헌 및 김규식 연구저서
- 김규식, 《양자유경 (전승을 기념하여)》(The lure of the Yangtze) (황건 역, 한울, 2000)
- 송남헌, 《송남헌 회고록(김규식과 함께한 길)》 (심지연, 한울(한울아카데미), 2000)
- 강원룡, 《역사의 언덕에서 1 (엑소더스, 국판)》 (한길사, 2003)
- 우사연구회, 《우사 김규식 생애와 사상》(도서출판 한울, 2000)
- 강만길 외, 《우사 김규식 생애와 사상(1세트 전5권)》 (한울, 2000)
- 강만길, 《항일독립투쟁과 좌우합작》 (한울, 2000)
- 강만길, 《한국민족운동사론》 (강만길, 서해문집, 2008.10.17)
- 강준만, 한국현대사산책:1940년대편 1 (인물과사상사, 2006)
- 강준만, 한국현대사산책:1940년대편 2 (인물과사상사, 2006)
- 김동선, 《김규식의 정치노선과 민족자주연맹의 결성》 (한국민족운동사학회, 2004)
- 김재명, 《한국현대사의 비극 (중간파의 이상과 좌절)》 (선인, 2003)
- 김학준, 《해방공간의 주역들》(동아일보사, 1996)
- 도진순, 《분단의 내일 통일의 역사》 (도서출판 당대, 2001)
- 류근일, 《이성의 한국인 김규식》 (동서문화사, 1981)
- 박명수, 《잊을 수 없는 신앙선배들의 이야기》 (국민일보사, 2005)
- 브루스커밍스, 한국전쟁의 기원(김자동 역, 일월서각, 1986)
- 서중석, 《남북협상-김규식의 길, 김구의 길》 (한울, 2000)
- 서중석, 《비극의 현대지도자》 (성균관대학교출판부, 2002)
- 신복룡, 《한국분단사연구 1943~1953》 (한울아카데미, 2001)
- 여운홍, 《몽양 여운형》 (청하각, 1967)
- 연시중, 《한국 정당정치 실록 1권》(항일 독립운동부터 김일성의 집권까지)(지와사랑, 2001.01.20)
- 우사연구회, 《우사 김규식 통일ㆍ독립의 길 가다 1·2》(우사연구회 지음, 논형, 2007)
- 우사연구회, 《우사 김규식 전집》(전5권)(우사연구회, 한울, 2000)
- 한국기독교역사연구소, 《믿음, 그리고 겨레사랑》(한국기독교역사연구소, 2001)
- 이명화, 《김규식의 생애와 민족운동》 (독립기념관, 1992)
- 이정식, 《김규식의 생애(신구문고 13) 》 (신구문화사, 1974)
- 이정식, 《대한민국의 기원》(일조각, 2006)
- 이준식, 《김규식의 민족운동 노선과 이념》 (한국민족운동사학회, 2004)
- 우사연구회 엮음, 《몸으로 쓴 통일독립운동사:우사김규식의 생애와 사상》 (한울, 2000)
- 이영학, 《63인의 역사학자가 쓴 한국사 인물 열전 (3)》 (돌베개, 2003)
- 이현희, 《이야기 인물한국사(2005)》 (이현희, 청아출판사, 2007)
- 정병준, 《김규식과 그의 시대》 (전3권) (돌베개, 2025)
- 정용욱, 《존 하지와 미군 점령통치 3년》 (중심, 2003)
- 정태영, 《한국사회민주주의 정당의 역사적 기원》 (후마니타스, 2007)
- 최경봉, 《국어학 : 김규식 『대한문법』의 국어학사적 의의》 (우리어문학회, 2004)
- 최낙복, 《개화기 국어문법의 연구》 (역락, 2009)
- 최종고 외, 《인물과 전기》 (한들출판사, 2002)
- 한국사학회, 한국현대인물론 II, (을주문화사, 1987)
- 한국사학회, 한국현대인물론 1,2(을유문화사, 1987)
- 한영우, 《한국사 인물 열전 3》 (한영우, 돌베개, 2007.01.20)
- 《한국정당사》(한태수, 신태양사, 1965)
- 홍우출판사, 정계야화 (전2권) (홍우출판사, 1966)

## 주해
1. ↑  동래도호부는 아버지 김지성의 집이 아니라 부임지였으므로 김지성의 본집인 강원도 홍천을 고향으로 보는 시각도 있다.
2. ↑  1952년 사망설도 있다.
3. ↑  임정 수립 초기까지만 해도 고종과 순종, 혹은 고종의 서자들을 망명시켜서 수반으로 추대하려는 시각을 가진 인사들이 있었다. 당시 임시정부의 헌법에는 황실을 우대한다는 내용이 써 있었다. 강만길. 《한국민족운동사론》. 서해문집. 412쪽. 이때 여운형, 이승만은 왕실 추대에 강하게 반대하였다. 그러나 김규식의 입장은 어떠하였는가는 불명확하다.
4. ↑  다른 임정요인들은 조선호텔과 반도호텔에 각각 숙소를 정했다.
5. ↑  김규식의 3남인 김진세의 증언에 의하면 "그쪽에서 '차를 대기시켰으니 우리가 모셔가겠다.'라고 했다. 아버지가 어떻게 되실지는 대략 짐작은 하고 있었다."라고 하였다. KBS 인물 현대사, 김규식편 참조.
6. ↑  국립묘지의 무후선열제단 자료와 과목별학습대백과 사전 14, 인명·색인사전(계몽사 편집국, 계몽사, 1987) 등에는 1952년 사망으로 되어 있다.
7. ↑  이승만과 쉽게 대화할 수 있는 인물, 혹은 이승만 앞에서 5분 이상 대화 할 수 있는 인물은 김규식, 김구, 서재필, 이시영 등 극소수였다.
8. ↑  박사학위는 모교 로노크 대학교에서 수여한 명예박사였다.
9. ↑  경주김씨의 아들로 보는 설도 있다. 따라서 그의 남자 형제인 김익승을 김규식의 외삼촌으로 보는 설도 있다.
10. ↑  경주이씨가 아니라 첩의 소생이라는 견해도 있다.
11. ↑  최영욱의 누나 최영온이 정율성(정부은)의 어머니이다.
12. ↑  그러나 좌우합작운동 해설소개 장면이 나올 때 잠시 등장하나, 대사는 없다.